# Löss-Paläolithikum am Obi-Mazar
Koordinaten: 38° 20′ 19″ N, 69° 58′ 22″ O

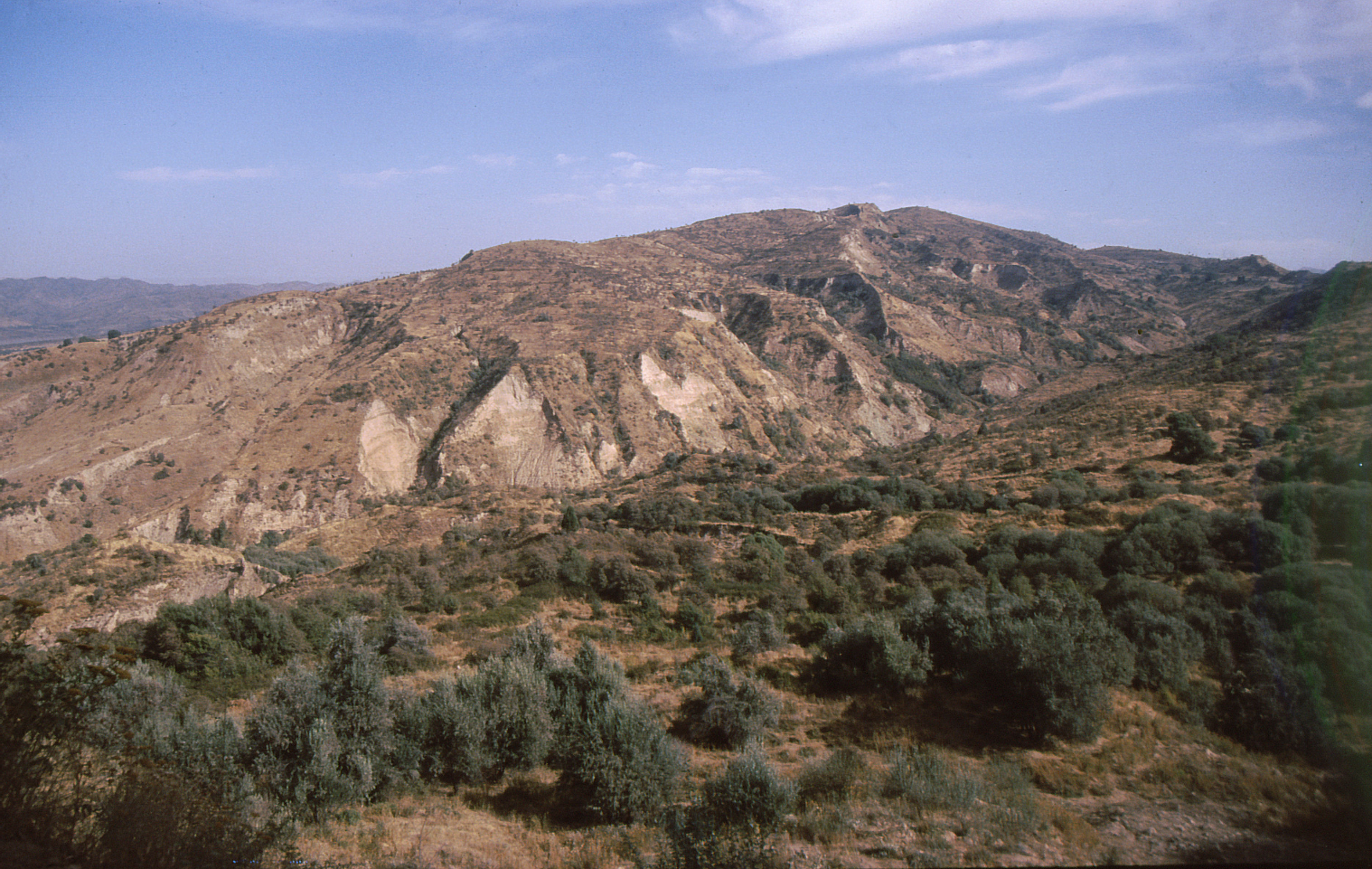
Blick in das Tal von Chonako mit Lössaufschluss und Paläoböden

Das Löss-Paläolithikum am Obi-Mazar bezeichnet mehrere nahe beieinander liegende paläontologisch und archäologisch bedeutsame Fundstellen am Fluss Obi-Mazar im Süden von Tadschikistan in Zentralasien. Es handelt sich im Wesentlichen um die Fundbereiche Obi-Mazar/Lachuti und Chonako, die im Umkreis der Stadt Chowaling in der Region Chatlon liegen. Das Gebiet ist Teil der südtadschikischen Lösslandschaft in der Afghanisch-Tadschikischen Depression, welche von mehreren Hochgebirgen wie dem Pamir und dem Hindukusch umgeben ist. Das sehr feinkörnige Sediment hat sich hier in teils mächtigen Decken abgelagert. Sie werden durch Flüsse zerschnitten, die durch ihre erosive Kraft tiefe Täler schufen. An deren Rändern stehen steile Stufen von bis über 100 m Höhe.
Löss als feinkörniges Sediment wird durch Wind verfrachtet, was zu einem größeren Teil während der trockenen Kaltzeiten des Pleistozäns erfolgte, aber nicht auf diese beschränkt blieb. In den Warmzeiten begünstigte jedoch das zumeist wärmere und feuchtere Klima die Ausbreitung der Vegetation und damit die Bildung von Böden. In den Lösswänden am Obi-Mazar sind zahlreiche Bodenhorizonte eingebettet, deren Alter bis zu eine Million Jahre beträgt. Sie werden in den mittel- bis jungpleistozänen Abschnitten in zehn übergeordnete Einheiten zusammengefasst, sogenannte Pedokomplexe (auch Paläobodenkomplexe). Diese sind mitunter mehrfach in sich gegliedert und werden von oben nach unten gezählt. Die sich so abzeichnenden Löss-Paläoboden-Sequenzen ermöglichen das Studium der Wechsel von Kalt- und Warmzeiten im Verlauf des Pleistozäns. Detailreiche Analysen führen zu einem Vergleich mit anderen Klimaarchiven, die analog zu den Lössprofilen lange Zeiträume umspannen. Hierzu gehören etwa Bohrkerne aus Tiefseesedimenten oder aus den Eisschilden der Antarktis und der Arktis. Aus diesem Grund stellen die Fundstellen am Obi-Mazar nicht nur bedeutende archäologische Lokalitäten, sondern auch wichtige geologische Aufschlüsse dar.
In den einzelnen Pedokomplexen sind verschiedene archäologische Fundhorizonte der Altsteinzeit eingelagert. Bei den meisten aufgefundenen Objekten handelt es sich um Steinartefakte. Knochen sind nur selten erhalten geblieben. Während die unteren Böden bisher nur wenige Funde erbrachten, sind größere Fundkonzentrationen vom sechsten bis zum ersten Pedokomplex dokumentiert. Sie umfassen einen Zeitraum von vor rund 600.000 bis 100.000 Jahren, was dem Alt- und Mittelpaläolithikum entspricht. In unmittelbarer Nachbarschaft sind außerdem Funde aus einem Zeitraum von vor knapp einer Million Jahre nachgewiesen, ebenso Reste, die auf etwa 10.000 Jahre datieren und dem ausgehenden Pleistozän sowie dem Jungpaläolithikum angehören. Somit ist die kulturelle Entwicklung der Steingerätetechnik des frühen Menschen über einen langen Zeitraum einer Region erfasst. Das geborgene Fundmaterial der jeweiligen Pedokomplexe erlaubt des Weiteren einen Vergleich mit regionalen und überregionalen Fundstellen gleicher Zeitstellung. Als weitere Besonderheit befindet sich in alluvialen Ablagerungen unterhalb der Löss-Paläoboden-Sequenz des Obi-Mazar eine wichtige paläontologische Fundstelle mit zahlreichen Wirbeltierresten.
Die Bezeichnung „Löss-Paläolithikum“ wurde Ende der 1980er Jahre vom sowjetisch-tadschikischen Archäologen Vadim A. Ranov geprägt und schließt neben den Fundstellen am Obi-Mazar auch andere Fundplätze im südlichen Tadschikistan mit ein, darunter bedeutende wie die altpaläolithische Station Karatau oder die spätmittel- bis jungpaläolithische Lokalität Schugnou. Die Fundbereiche am Obi-Mazar wurden Mitte der 1970er Jahre durch das Auffinden paläolithischer Steinartefakte entdeckt. In der Folgezeit kam es regelmäßig zu Begehungen, die häufig von Ranov getätigt wurden. Größere Ausgrabungen erfolgten Ende der 1970er und Anfang der 1980er Jahre im fünften und vierten Pedokomplex. Seit Beginn der 1990er sind deutsche Wissenschaftler eingebunden. Hierbei standen neben systematischen archäologischen Ausgrabungen auch geostratigraphisch-paläoklimatische Forschungen im Vordergrund.

## Geographische Situation

### Lage und Landschaft

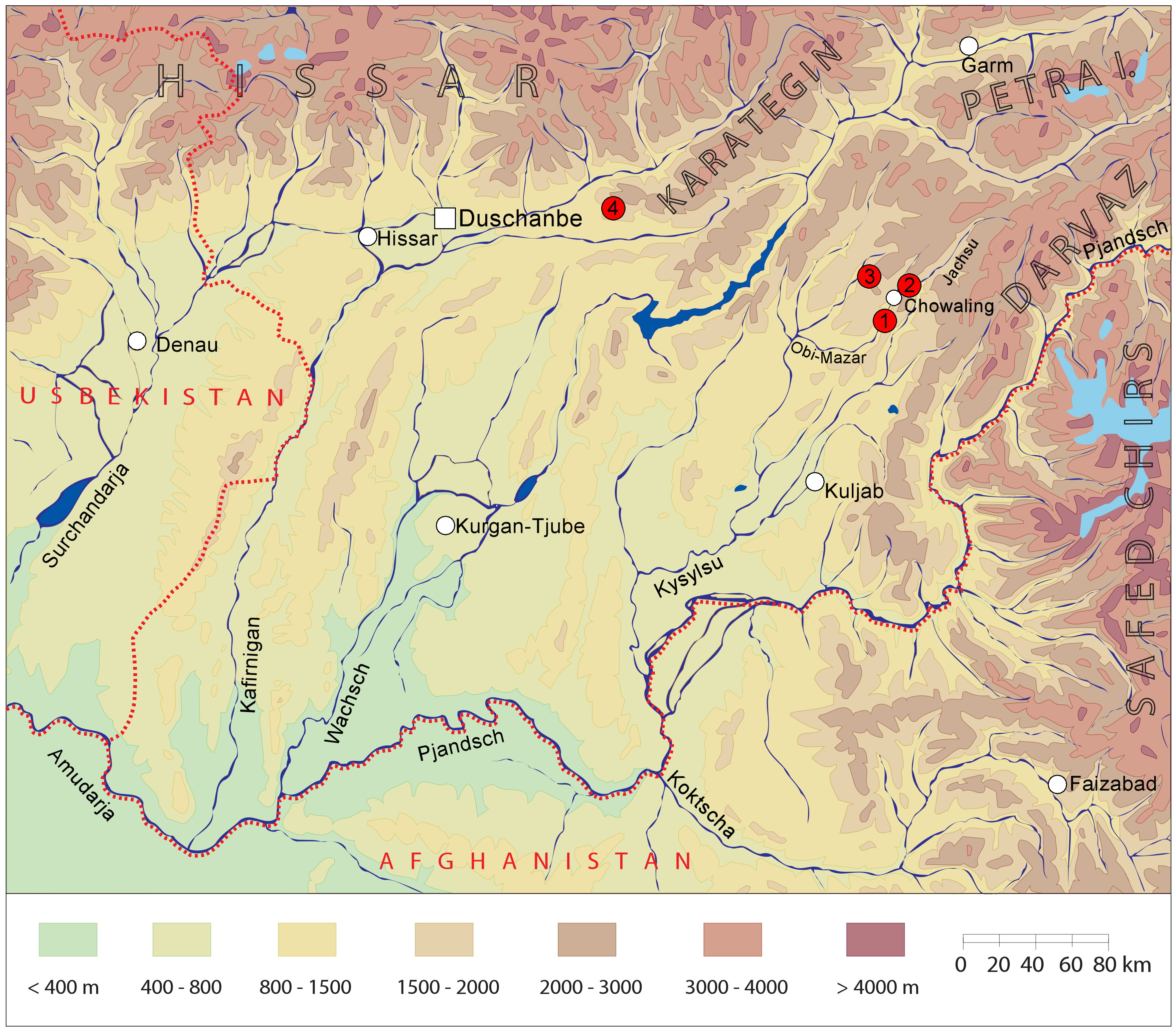
Karte des südlichen Tadschikistans mit wichtigen Lössaufschlüssen. 1: Obi-Mazar/Lachuti, 2: Chonako, 3: Tschaschmanigar/Darai-Kalon, 4: Karamaidan

Das Fundgebiet am Obi-Mazar liegt in Zentralasien am Nordrand der Afghanisch-Tadschikischen Depression. Das Beckengebiet wird im Norden vom Hissar- und Serafschangebirge, im Osten vom Pamir und im Süden vom Hindukusch begrenzt, nach Nordwesten öffnet es sich zur Wüstenlandschaft der Karakum. Vor allem an den Hängen der Hochgebirge hat sich eine charakteristische hügelige Lösslandschaft ausgebildet. Sie ist Teil eines größeren Lössgebietes, das sich über weite Teile des zentralasiatischen Bereiches erstreckt. Die Lösshügel werden lokal mit dem tadschikischen Wort adir bezeichnet. Sie erreichen in der Afghanisch-Tadschikischen Depression Höhenlagen bis 2500 m über dem Meeresspiegel, in seltenen Fällen auch bis 3000 m. Die Akkumulation des Lösses, ein durch Wind angetragenes, feinkörniges Sediment, wird einerseits durch die Zangenlage zwischen Hochgebirge und Wüste, andererseits durch das in der Region vorherrschende trockene Kontinentalklima mit prägenden Westwinden gefördert, die auf den Einfluss mediterraner Tiefdruckgebiete zurückzuführen sind. Dadurch ergibt sich auch die charakteristische Niederschlagsverteilung mit einem Großteil im Zeitraum von Spätherbst bis Frühjahr. Jährlich fallen in den nördlichen Randgebieten rund 500 mm in tieferen Bereichen bis hin zu 1000 mm in höheren Gebirgslagen. Die allgemeinen Klimabedingungen führen zu hohen Sommer- und gemäßigten Wintertemperaturen. Ursprünglich mit Laubwald bestanden, zeigt sich das Landschaftsbild heute durch die Wirkung des Menschen halbwüsten- bis steppenartig. Das Lössgebiet der Afghanisch-Tadschikischen Depression wird von zahlreichen Flüssen durchschnitten. Sie sorgten dafür, dass in den einst ebenen Landschaften tiefe Täler entstanden. Ein überwiegender Teil der Flüsse entwässert Richtung Südwest zum Amudarja, dem antiken Oxus, der wiederum den Aralsee speist. Zu ihnen gehört auch der Obi-Mazar (auch Obi-Mazor). Dieser entspringt im Pamir und durchfließt die Lösslandschaft des Hochgebirgsvorlandes, dabei passiert er die Regionalstadt Chowaling in der tadschikischen Provinz Chatlon, bevor er bei Baldschuwon in den Kysylsu mündet.

### Aufschlussgebiet

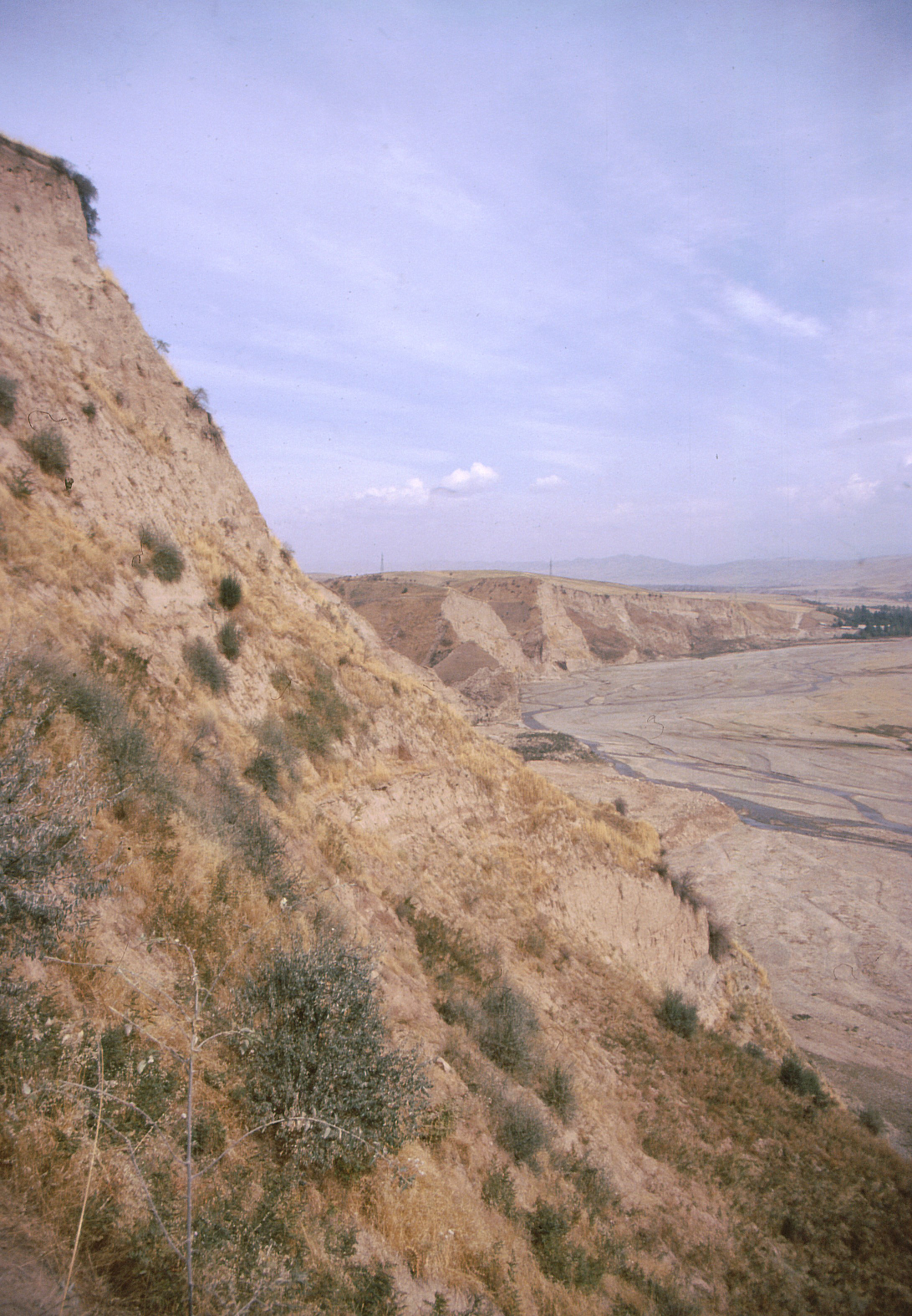
Blick vom Lössaufschluss Obi-Mazar auf das Tal des gleichnamigen Flusses, der Standpunkt befindet sich etwa 83 m über dem Flussbett

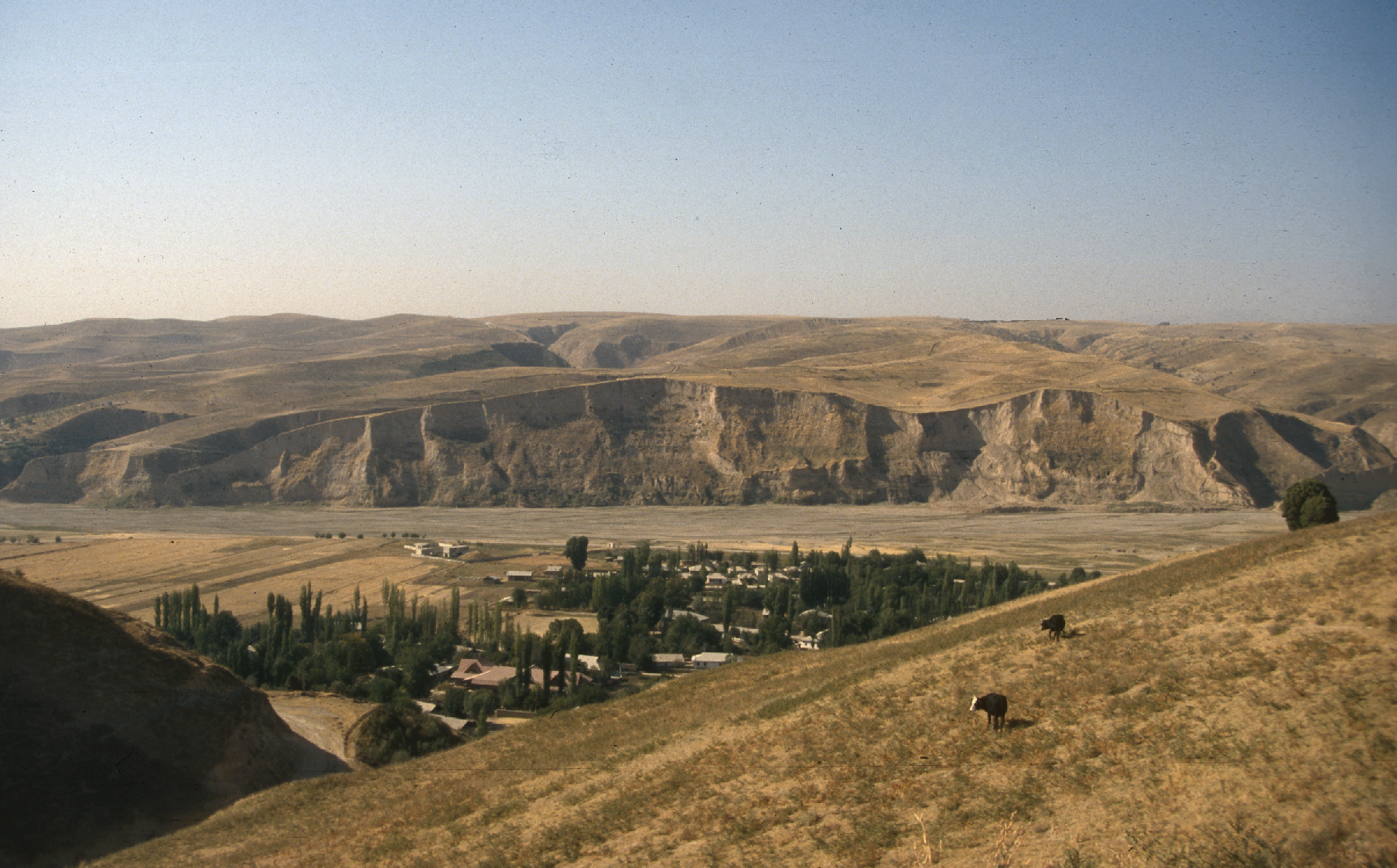
Blick auf den Lössaufschluss Obi-Mazar/Lachuti, im Mittelgrund der Fluss Obi-Mazar, im Vordergrund die Ortschaft Lachuti

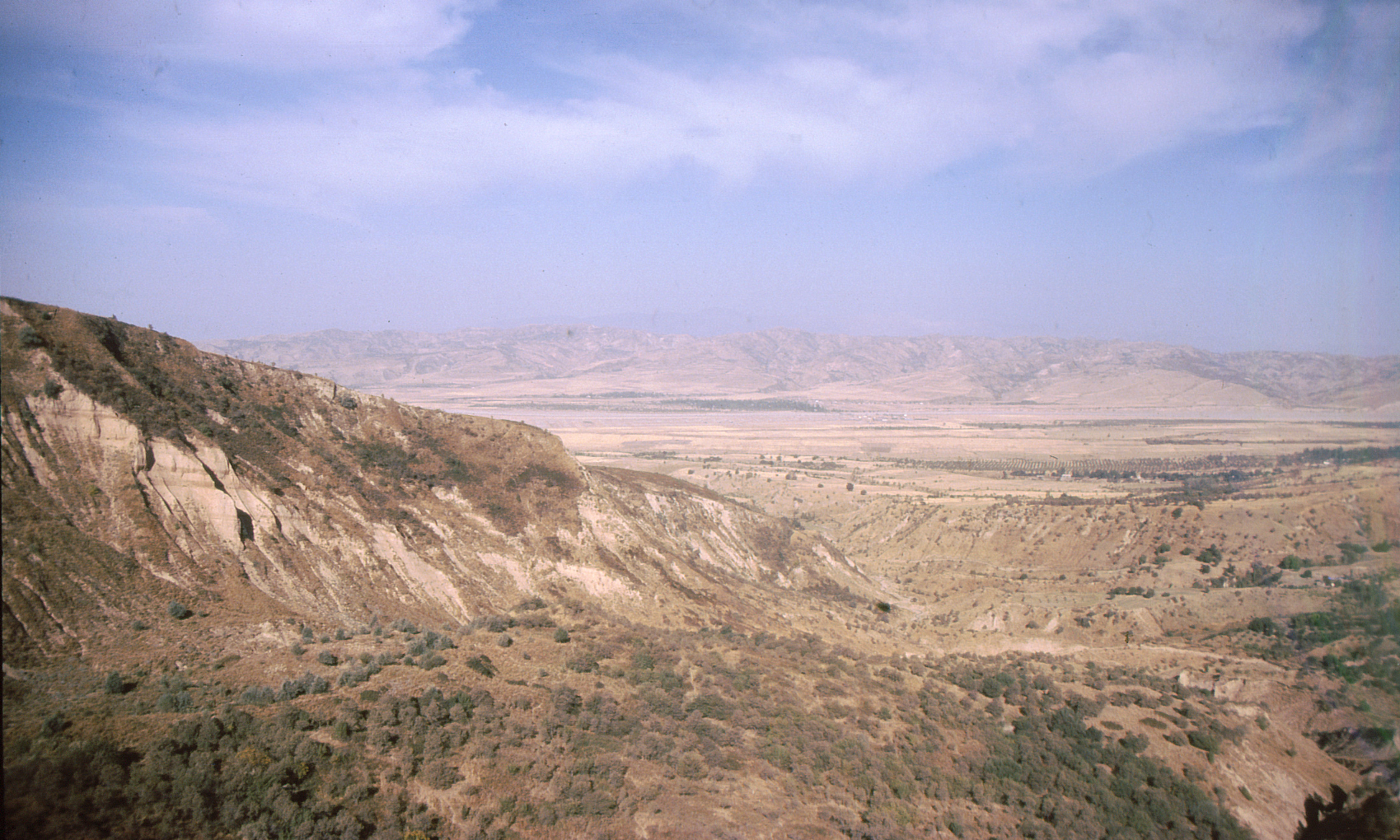
Lössaufschluss von Chonako II mit mehreren Pedokomplexen (dunkle Bänder), nordöstlich von Chowaling, im Mittelgrund das Tal des Obi-Mazar

Die wichtigsten Fundgebiete am Obi-Mazar liegen in der Umgebung von Chowaling rund 40 km nördlich von Kuljab und 80 km östlich der tadschikischen Hauptstadt Duschanbe. Der Obi-Mazar hat einen mehr oder weniger Nordost-Südwest gerichteten Verlauf, bevor er sich mit dem Kysylsu vereint. Grob eingeengt wird das Gebiet im Westen durch die Wachschkette und im Osten durch das Kugitekgebirge. Ersteres trennt den Obi-Mazar und den Kysylsu vom Flussbett des Wachsch, letzteres von dem des Jachsu. Nach Norden erhebt sich das Polizak-Plateau.
Etwa 8 km südwestlich der Stadt Chowaling liegt direkt gegenüber der Ortschaft (Sowchose) Lachuti – benannt nach dem persisch-tadschikischen Dichter Abulkasim Achmedzade Lachuti – der Aufschluss von Obi-Mazar/Lachuti. Er bildet den rechten Prallhang des Flusses und erstreckt sich auf einer Höhe von 1400 m über dem Meeresspiegel über eine Länge von gut 1500 m. Der nordwestliche Abschnitt ist halbkreisförmig gebogen und endet in etwa auf Höhe der Einmündung des kleinen Flusses Choschar in den Obi-Mazar. Die Profilwände erreichen bis zu 145 m Mächtigkeit. Es können hier verschiedene Einzelfundstellen unterschieden werden. Direkt an der Einmündung des Choschar liegt die Fundstelle Lachuti 2, rund 1500 m weiter südwestlich Lachuti 1. Bei beiden handelt es sich um rein paläontologische Lokalitäten, die noch unterhalb der Lösse in alluviale Ablagerungen eingebettet sind. Zwischen den beiden Fundstellen stammen zahlreiche archäologische Funde aus verschiedenen Bodensequenzen innerhalb des Lösses. Diese werden zur Fundstelle Obi-Mazar beziehungsweise nordöstlich davon Obi-Mazar-Opolsen gerechnet. Der Bereich entlang des Choschar und damit oberhalb der paläontologischen Fundstelle Lachuti 2 ist als Lachuti ausgewiesen. Für einen speziellen Abschnitt von Obi-Mazar-Opolsen wurde im Jahr 2021 die Bezeichnung Lachuti-IV etabliert. In unmittelbarer geographischer Nähe mündet auf der anderen Flussseite westlich von Lachuti der Bach Kuldara in den Obi-Mazar. Der Bach mit seiner kleinen eingeschnittenen Schlucht stand Pate für den gleichnamigen Fundplatz.
Wiederum gut 7 km nordöstlich von Chowaling befindet sich das Fundgebiet von Chonako in der Umgebung der kleinen Ortschaft Tijun. Der Aufschluss ist mit einer Länge von 2,5 km einer der größten in gesamt Zentralasien. Er liegt nicht direkt am Obi-Mazar, sondern an der rechten Seite des kleinen Nebenflusses Chonako. Zwischen dem Obi-Mazar und dem Aufschluss von Chonako erstreckt sich ein Gebiet über 1,5 km Breite, das von abgerutschten Hangsedimenten bedeckt ist. Hin zum Aufschluss selbst geht die Landschaft in hügeliges Terrain über. Nach Osten hin lehnt sich der Aufschluss an das Kugitekgebirge, heute befindet sich hier der Pass zwischen den Tälern des Obi-Mazar und des Jachsu. Es ragt hier bis in eine Höhe von 1850 bis 1900 m über dem Meeresspiegel auf, die Höhe über dem heutigen Fluss beträgt 180 bis 200 m. Der östliche Abschnitt wird als Chonako I, der westliche als Chonako II bezeichnet. Das dazwischen befindliche Gebiet erhielt später die Bezeichnung Chonako III. Chonako I wird von Chonako III durch eine tiefe Schlucht getrennt, dagegen markiert ein breiter Rücken die Grenze zwischen Chonako III und Chonako II. Die Profilwände ragen in Chonako I und III bis zu 90 m auf, in Chonako II sind es insgesamt 50 m. Etwas abseits davon in Richtung zum Obi-Mazar liegt der Aufschluss Chonako IV.

## Entstehung der Lösslandschaft

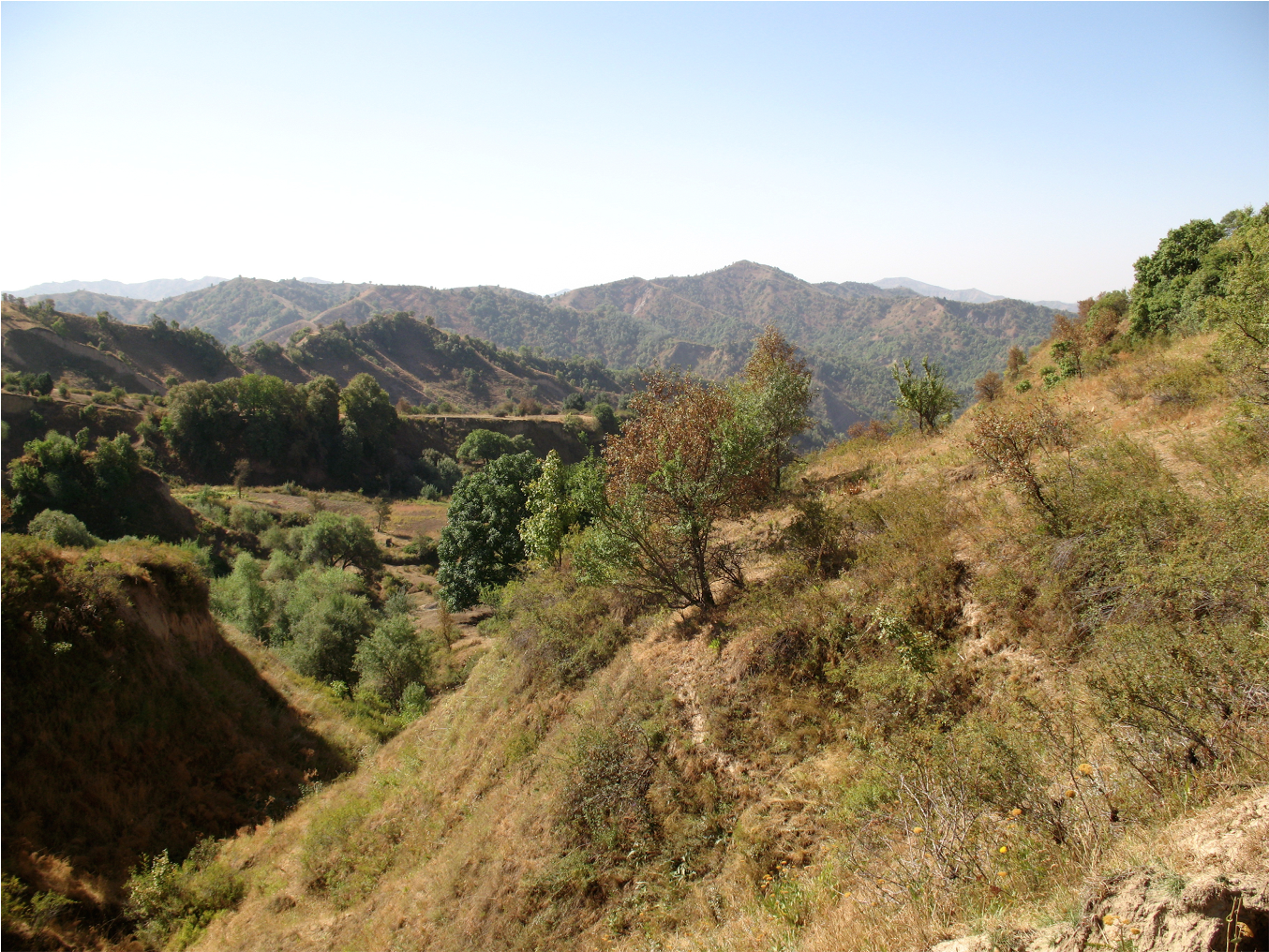
Lösslandschaft am Kysylsu

Löss ist ein überwiegend feinkörniges Sediment mit einer Korngrößenfraktion zwischen 0,01 und 0,05 mm, womit es in den Bereich des Schluffes fällt. Teilweise erreichen die Lösspartikel aber auch die Größe von Ton und feinem Sand. Sie bestehen in der Regel aus Quarzkörnern. Das Verbreitungsgebiet umfasst die gemäßigten Klimazonen des eurasischen und nordamerikanischen Raumes, Lössablagerungen finden sich zudem auf der Südhalbkugel. Zu den bekanntesten Gebieten gehört das im zentralen und nördlichen China gelegene Lössplateau. Daneben sind aber auch weite Teile Zentralasiens von Löss bedeckt, wo er sich von Kasachstan und Turkmenistan über Usbekistan, Kirgisistan und Tadschikistan bis teilweise in das nördliche Indien findet. Die Mächtigkeit der Lössablagerung kann teilweise mehr als 200 m erreichen. Seit seiner Erstdefinition Mitte des 19. Jahrhunderts wurde der Ursprung des Lösses kontrovers diskutiert. So stand sowohl eine fluviatile (auf Flüsse zurückgehende) als auch eine eluviale (auf Auswaschungen zurückgehende) oder auch äolische (auf Wind zurückgehende) Herkunft zur Debatte. Durch zahlreiche Beobachtungen rezenter Lössbildung hat sich aber der äolische Ursprung durchgesetzt.
Die Entstehung von Löss ist an trockene Klimaverhältnisse gebunden. Diese charakterisieren vor allem die teils ausgedehnten Wüsten des zentralen Asiens, die auch als Herkunftsgebiete der dortigen Lösse gelten. Während kräftiger Stürme werden große Mengen an feinkörnigem Sediment ausgeblasen, die sich dann andernorts ablagern. In einzelnen Regionen Zentralasiens wie in den Wüstengebieten Turkmenistans kommen heute jährlich bis zu 50 Staubstürme vor. Westliche Winde transportieren den Staub Richtung Tadschikistan und lagern ihn dort ab. Durch solche Wetterereignisse, in Tadschikistan auch als „Afghanetz“ bezeichnet, werden feine Partikel in bis zu 2,5 km Höhe in die Erdatmosphäre verfrachtet, was manche Wissenschaftler als Hinweis auf die maximale Höhenverbreitung des Lösses in der Region sehen. Während der verschiedenen Kaltzeiten im Pleistozän herrschten durch die Bindung des Wassers in den großen Eisschilden mitunter extrem trockene Verhältnisse auf der Nordhalbkugel, wodurch die Entstehung von Löss in weiten Gebieten Eurasiens begünstigt war. Die sich im zentralen und nördlichen Eurasien ausbreitende Mammutsteppe bestand unter lang andauernden Hochdruckbedingungen und übte so vermutlich nicht nur für Europa, sondern auch für das zentrale Asien Einfluss auf die Lössbildung aus. Die ältesten Lösse in Tadschikistan lagerten sich möglicherweise schon vor 2,5 Millionen Jahren ab. Der beständige Antrag der Sedimente sorgte für einen gewissen Ausgleich in der topographisch vielgestaltigen Landschaft. Im Altpleistozän betrug die Akkumulationsrate schätzungsweise rund 6 cm in tausend Jahren, im Mittel- bis Jungpleistozän erhöhte sie sich auf 40 bis 50 cm im gleichen Zeitraum. Die Lössanwehungen waren weitgehend kontinuierlich, in klimatisch weniger trockenen und wärmeren Phasen bildeten sich allerdings durch zunehmenden Pflanzenbewuchs Böden aus. Dass die Lössanwehungen dabei nicht zum Erliegen kamen, zeigen Beobachtungen im zentralen und östlichen Asien. Die Flüsse schnitten sich wiederum in den Löss ein. Mit ihrer erosiven Kraft formten sie tiefe Täler, an deren Hängen und Wänden große Aufschlüsse entstanden, in denen die charakteristischen Löss-Paläoboden-Sequenzen sichtbar werden.

## Geologie des Aufschlussgebietes

### Abfolge der Löss-Paläoboden-Sequenz

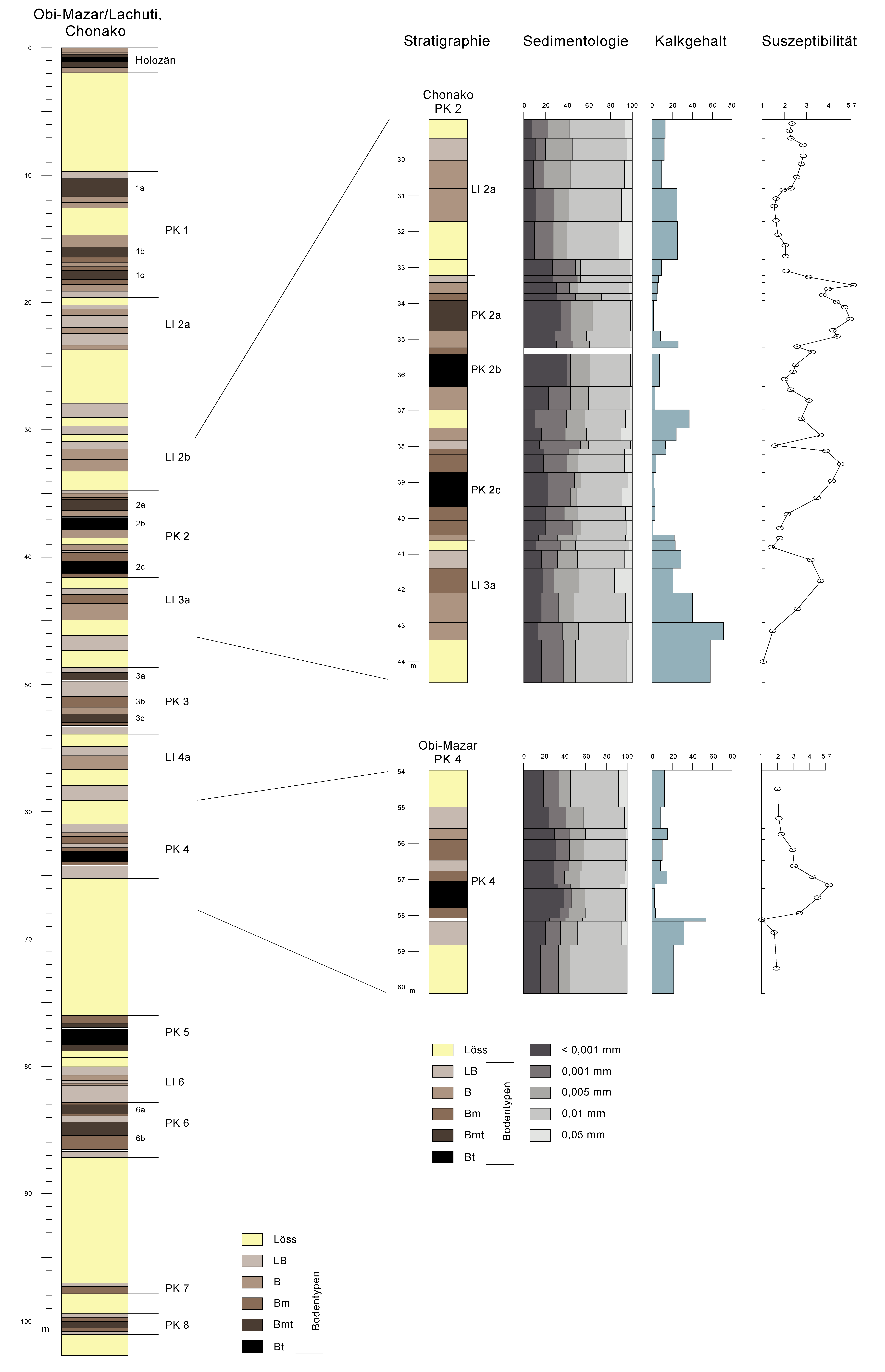
Idealprofil der Aufschlüsse von Obi-Mazar/Lachuti und Chonako mit Detailanalysen des PK 2 und 4

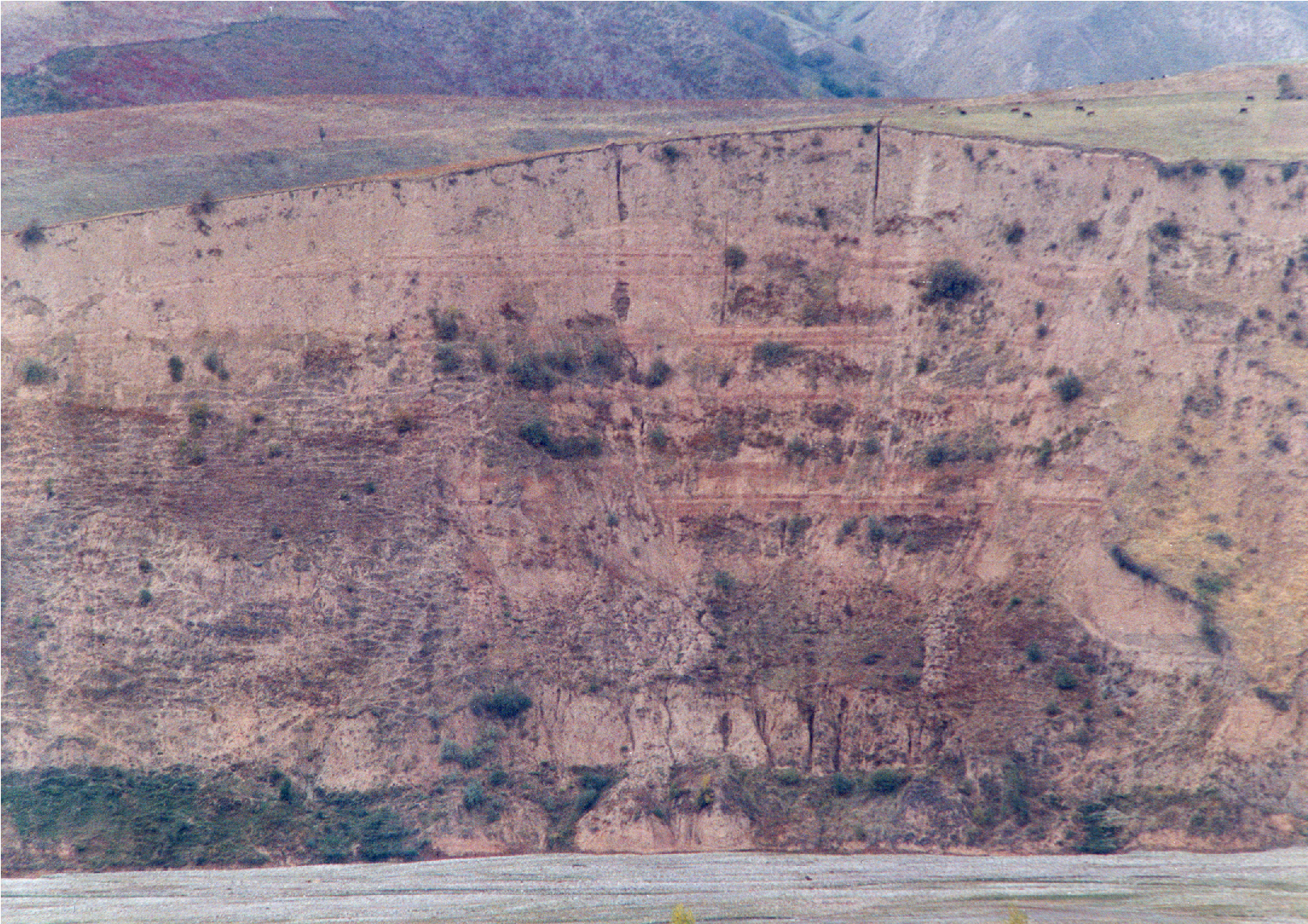
Detail der Löss-Paläoboden-Sequenz am Aufschluss Obi-Mazar, die dunklen Bänder bilden die Pedokomplexe (PKs)

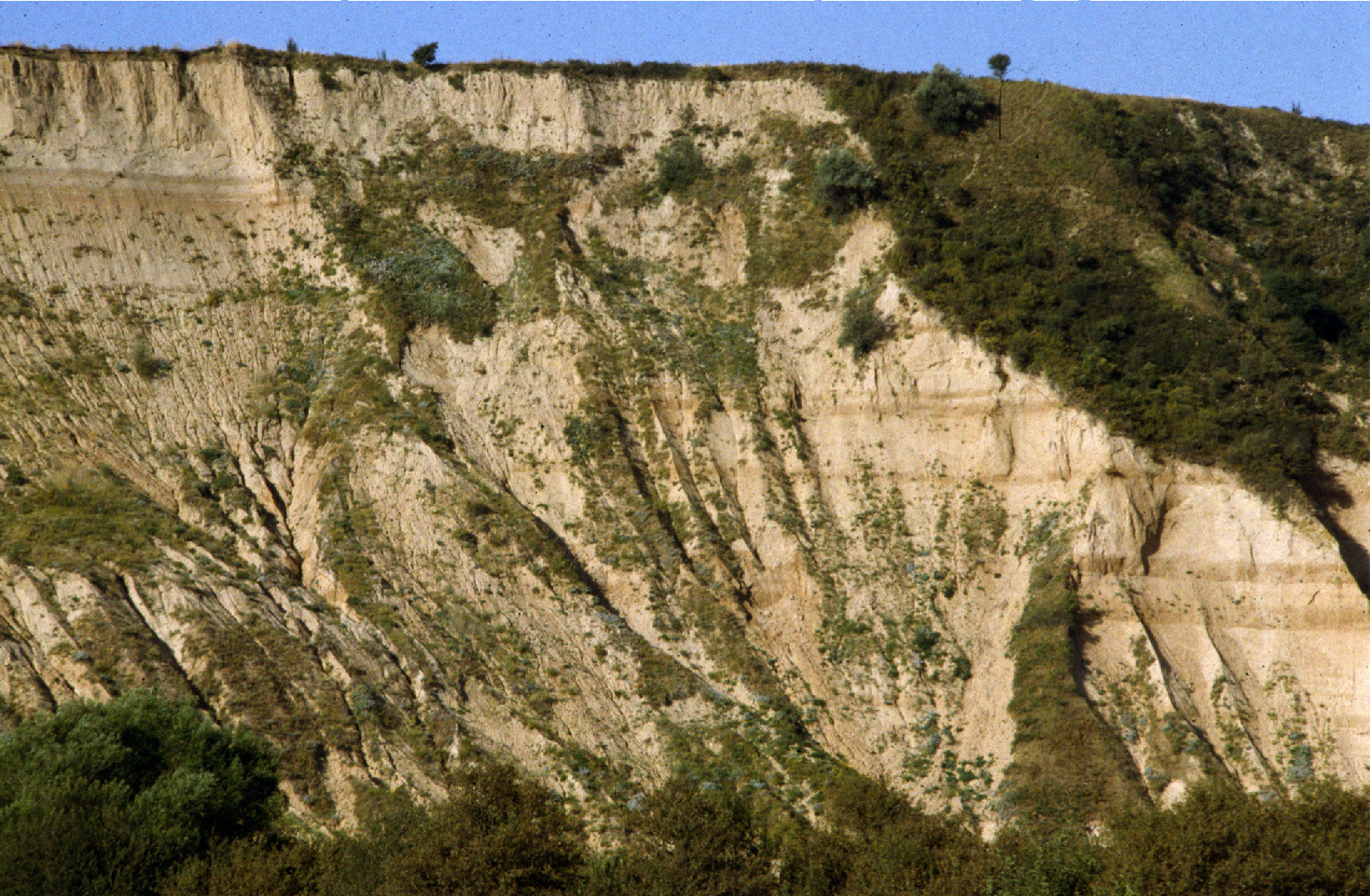
Blick auf den Lössaufschluss Chonako II, die dunklen Bänder stellen fossile Böden dar; jeweils zu sehen sind (von oben nach unten) die mehrfach ausgebildeten Bodenkomplexe PK 1, 2 und 3, der einfache PK 4 (Bildmitte), die dicht aufeinanderliegenden PK 5 und 6 (unterhalb Bildmitte) und der einfache PK 7

Die Basis der Sedimentfolge im Aufschlussgebiet bilden rotgefärbte Sandsteine, die dem Pliozän angehören. Darauf folgt in der Regel eine Serie alluvialer bis fluviatiler Ablagerungen. Sie werden der Kuliab-Gruppe zugewiesen, die sich wiederum in die Kuruksay- und die Kayrubak-Folge teilt. Beide sind altpleistozänen Alters. Die Kuruksay-Folge setzt sich aus grobklastischen Sedimenten zusammen. Ein Hiatus trennt sie von der Kayrubak-Folge. Im Aufschlussgebiet des Obi-Mazar ist überwiegend letztere ausgeprägt und sehr fossilreich. Charakteristisch für die Kayrubak-Folge sind rhythmisch gelagerte Serien aus Lössen und Bodenbildungen, unterbrochen von Kiesen, Sanden und Schluffen, die teils auf das Einwirken von Wasser zurückgehen.
Die sich darauf anschließende Löss-Folge gehört der Kysylsu-Gruppe an. Sie überdeckt die gesamte Kuliab-Folge diskordant und entstand weitgehend im Mittel- und Jungpleistozän. Allgemeines Kennzeichen ist ein auffallender Wechsel von Lösslagen und Bodenbildungen. Der Löss zeichnet sich als helles Sediment ab, die Böden sind dunkler gefärbt und als Bänder in den Lössprofilen erkennbar. An den Aufschlüssen von Obi-Mazar/Lachuti und Chonako sind innerhalb der Kysylsu-Gruppe bis zu zehn Pedo- oder Paläobodenkomplexe (PK) dokumentiert, während die teils angegebenen älteren Böden der Kuliab-Gruppe zugesprochen werden. Die einzelnen Pedokomplexe werden stratigraphisch von oben nach unten gezählt. Sie bestehen teilweise aus mehreren Einzelböden. Das Konzept der Pedokomplexe wurde in den 1960er Jahren erstmals von Wissenschaftlern der Tschechoslowakei an dortigen Lössprofilen angewandt und nachfolgend von anderen übernommen. Es fasst mehrere Paläoböden zu größeren Einheiten zusammen. Kriterien sind die Ausprägung und Lage der fossilen Böden zueinander. Als Pedokomplexe werden hierbei verschiedene fossile Böden aufgefasst, die durch geringmächtige Lösslagen voneinander getrennt sind und einem ähnlichen Relief folgen. Diese Merkmale geben an, dass die fossilen Böden eines Pedokomplexes eine Entwicklungseinheit bilden, die nur kurzfristig durch kühlere oder trockenere Phasen unterbrochen worden war. Die Abfolge der Löss- und Bodeneinheiten ist im Aufschlussgebiet relativ einheitlich. Die unteren Böden vom zehnten bis siebenten Pedokomplex sind einfach aufgebaut. Zum nächsten, dem sechsten Pedokomplex, besteht ein dickes Lösspaket als Trennschicht. Der sechste und der fünfte Pedokomplex liegen als markantes Erkennungsmerkmal dicht aufeinander, werden aber durch eine wiederum dicke Lössschicht abgedeckt. Der sechste ist in der Regel gedoppelt, der fünfte einfach. Weiter im Hangenden folgt der vierte Pedokomplex, der als einzelner Boden vorliegt. Die oberen drei Einheiten vom dritten bis zum ersten Pedokomplex bestehen jeweils aus drei Einzelböden. Bodenbildungen beschränken sich aber nicht nur auf die Pedokomplexe. Teilweise finden sich nur leicht verwitterte Böden in den Lösslagen, so unter anderem zwischen denen des vierten bis ersten Pedokomplexes. Sie werden als Lössinterstadiale (LI) angesehen, bei denen es zu einer kurzfristigen Bodenbildung kam.
Unabhängig von der relativ ähnlichen Löss-Paläoboden-Abfolge sowohl in Obi-Mazar/Lachuti als auch in Chonako bestehen lokal einzelne Unterschiede. An ersteren Aufschluss liegt der erste Pedokomplex relativ dicht auf dem zweiten, an letzteren werden beide durch eine mächtige Lösslage getrennt. Der erste Pedokomplex ist in Obi-Mazar/Lachuti durch einen Kalkanreicherungshorizont zweigeteilt. In Chonako besteht er aus insgesamt drei Böden, die beiden unteren entsprechen dem gedoppelten Boden von Obi-Mazar/Lachuti. Außerdem werden in Chonako beide untere Böden durch Löss getrennt. Die Variationen gehen vermutlich auf regionale Eigenheiten zurück. Eine exponiertere Lage wie in Chonako oder eine Position näher zum ursprünglichen Talgrund wie in Obi-Mazar/Lachuti beeinflussten dadurch in unterschiedlichem Maße die Bodenbildung. Zusätzlich wirkten erosive Prozesse.

### Bodengenese

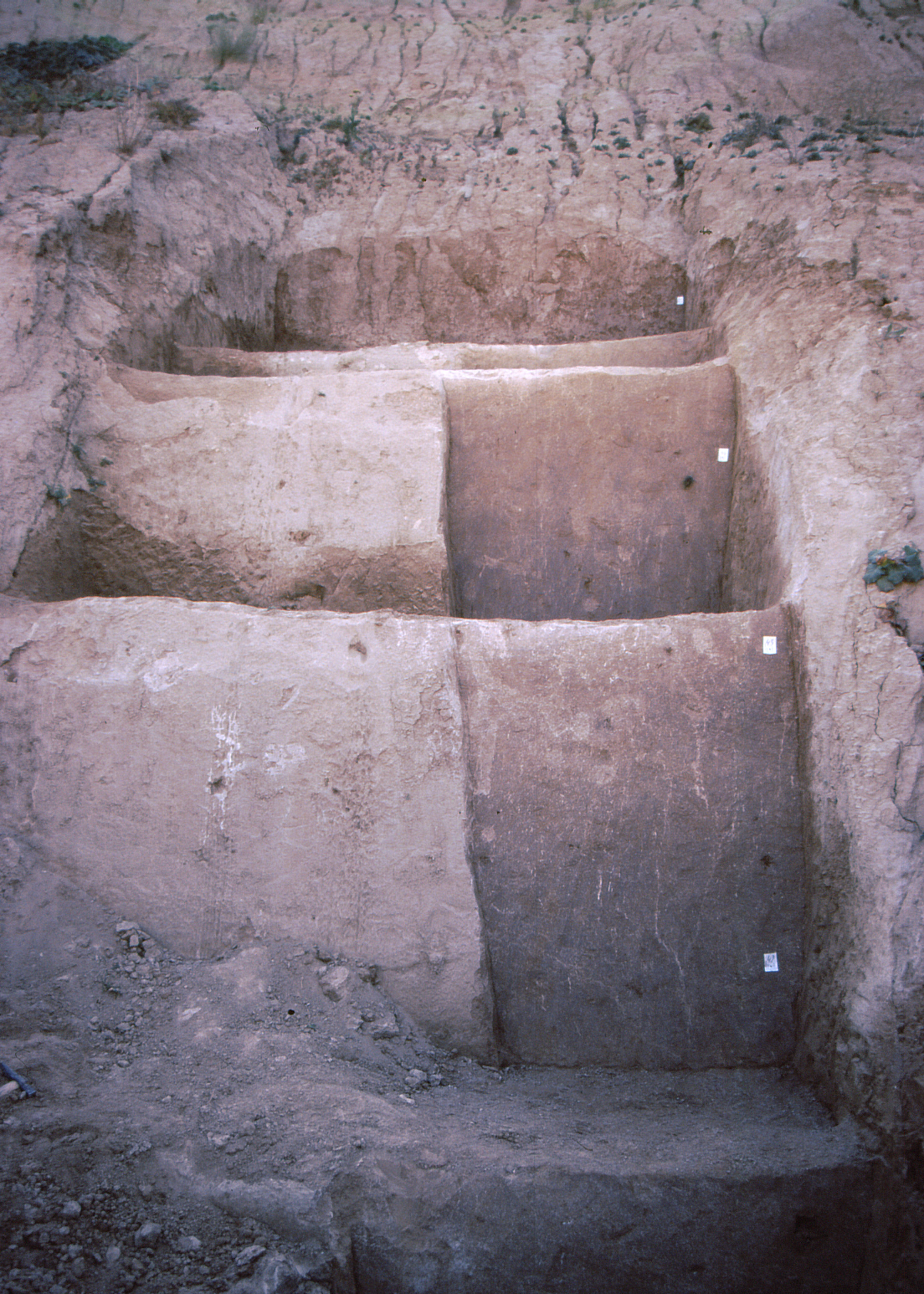
Der PK 2 von Chonako mit deutlich getrennten Böden

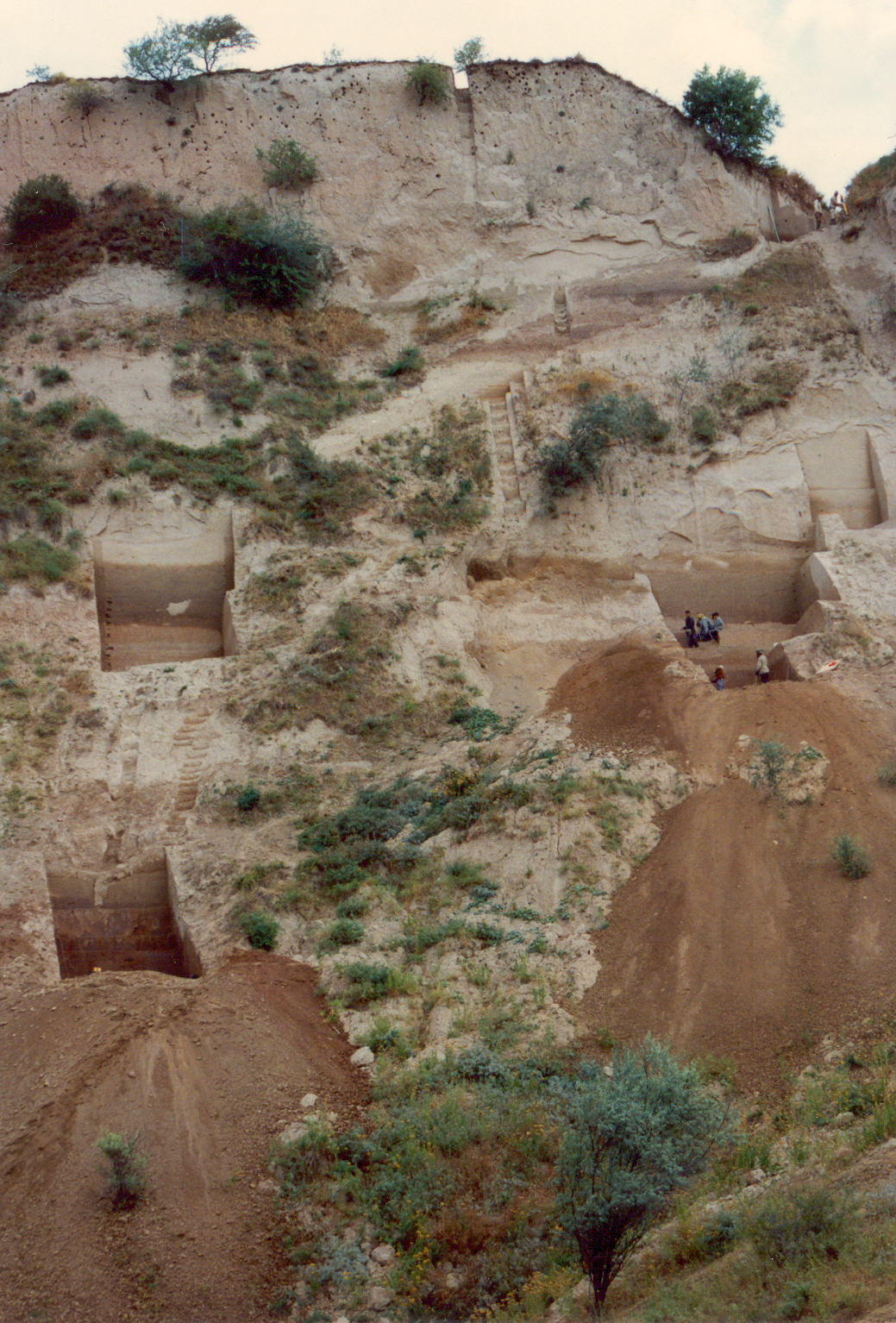
Arbeiten im PK 1 (oben, mit Stufen), im PK 2 (Mitte, zwei Schürfe) und im PK 3 (unten, ein Schurf) von Chonako; Mitte-links markiert ein einzelner Schurf den Interstadialboden LI 2b

Die Löss-Paläoboden-Sequenzen im Gebiet des Obi-Mazar zeigen einen charakteristischen Wechsel zwischen den beiden Sedimentstrukturen. Löss als windverfrachtete Ablagerung entsteht unter trockenen, vegetationsarmen Bedingungen, die im Pleistozän in der Regel mit den Kaltzeiten oder Glazialen einhergehen. Böden hingegen sind ein Ergebnis intensiveren Pflanzenwuchses verbunden mit feuchteren und zumeist wärmeren Verhältnissen, wie sie häufig zu Warmzeiten, auch Interglaziale genannt, oder bei stärkeren Wärmeschwankungen (Interstadiale) innerhalb von Kaltzeiten bestanden. Der dadurch einsetzende Verwitterungsprozess führte zur Bodenbildung mit einer Reduktion der Korngrößenfraktion der Sedimente. Anhand der Löss-Paläoboden-Abfolgen können somit die wechselnden klimatischen Charakteristika aufgezeigt werden. Dabei sind innerhalb der Pedokomplexe die einzelnen Paläoböden nicht gleichwertig entwickelt. So gibt es stärker und schwächer verwitterte Böden, die dadurch unterschiedliche Entwicklungsstadien anzeigen. Stark verwitterte Böden zeichnen sich in der Regel durch eine intensivere Rotfärbung und eine stärkere Zunahme kleinerer Korngrößenfraktionen aus. Sie entstanden vermutlich unter den wärmeren und feuchteren Bedingungen eines Interglazials verbunden mit einer intensiveren Bewaldung. Weniger stark verwitterte Böden sind leichter rotgefärbt und grobkörniger. Sie spiegeln kühlere und trockenere, möglicherweise nur interstadiale Phasen wider, in denen die Vegetation lediglich einen steppenartigen Charakter aufwies.

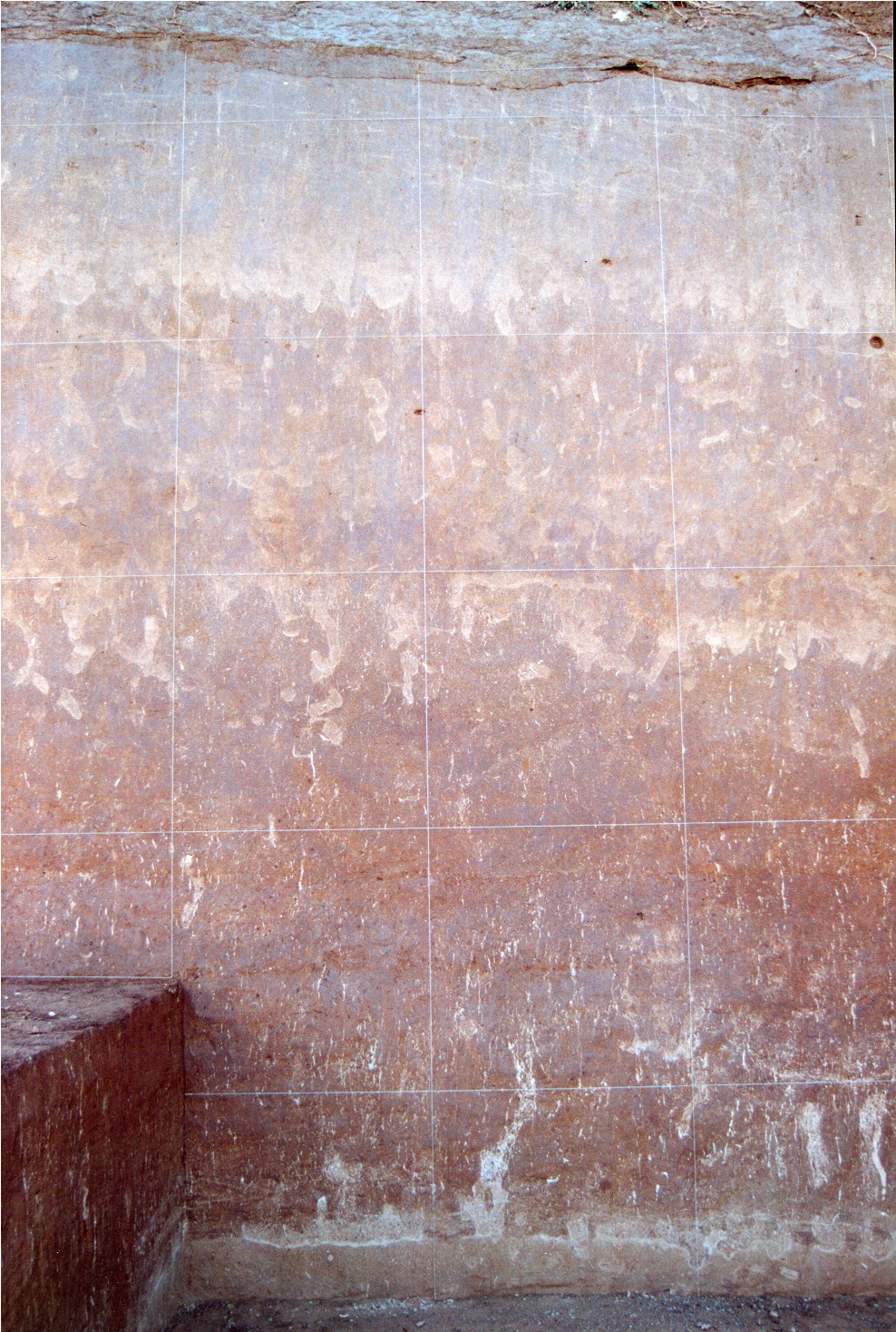
Der PK 4 von Chonako im Detail

Die Paläoböden besitzen einen charakteristischen Aufbau, anhand dessen sich ihre Entwicklung nachvollziehen lässt. Sie können in Horizonte verschiedener Bodenbildungen beziehungsweise Verwitterungsbereiche untergliedert werden. Beispielhaft kann hier der vierte Pedokomplex genommen werden, der zwar als einzelner Boden gesehen wird, aber in sich stärker differenzierbar ist. Von dem insgesamt 4,2 m mächtigen Boden entfallen circa ein Drittel auf die frühinterglaziale Phase, in der sich auf dem unterlagernden Löss schwache Bodenbildungen mit zunehmender Verbraunung und Bröckelgefüge herausformten. Der optimale Abschnitt der Warmzeit wird durch einen dunkelbraunen, bröckeligen und tonhaltigen Boden angezeigt. Er geht einher mit dem Klimaoptimum und den damit wärmsten und feuchtesten Bedingungen. Die Mächtigkeit des Bodens hier beträgt rund 0,8 m. Fast die Hälfte der Bodenentwicklung nimmt die spätinterglaziale Phase ein. Diese verlief aber nicht einheitlich, da nach einer anfänglichen Ausbleichung des Bodens unter sich abkühlenden Klimaverhältnissen kurzfristig wieder eine Verbraunung stattfand. Die so angezeigte Klimaerwärmung währte aber nur kurz, so dass danach wieder eine Ausbleichung stattfand, oberhalb der sich erneut Löss ablagerte.
Ähnliche Verhältnisse können auch an den anderen Pedokomplexen beobachtet werden. Sie unterliegen einer Dynamik, die von einer initialen und zunächst schwachen Verwitterung (zunehmende Wärme und Feuchtigkeit) über ein Klimaoptimum (hohe Feuchtigkeit und Wärme) zu einer abschließenden wiederum schwachen Verwitterung (abnehmende Feuchtigkeit und Wärme) führt. Generell unterscheiden sich die fossilen Böden vom rezenten Boden. Der für den heutigen Boden typische Ah-Horizont mit dem Humus ist nicht mehr erhalten. Er wurde im Verlauf der Entwicklung der Warmzeit vom unterlagernden B-Horizont aufgearbeitet und umgewandelt. Die optimale Klima- und damit auch Bodenbildungsphase wird hier daher durch einen höheren Tonreichtum angezeigt und allgemein als Bt-Horizont bezeichnet. Nach der Begrabung des warmzeitlichen Bodens durch den Löss kam es zu weiteren diagenetischen Veränderungen. Hierzu gehören die vollständige Mineralisierung des Humus, eine damit einhergehende Ausbildung von Eisenverbindungen und anschließende Rotfärbung sowie eine teilweise Lessivierung, bei der Tonmineralien abwärts wanderten. Außerdem fand eine nahezu vollständige Entkalkung im Bereich des Bodenoptimums statt. Der Kalk entwich in den Untergrund und bildete nahe der Bodenbasis häufig eine harte weiße Krustenschicht aus. Ähnliches ist an heutigen Böden in Zentralasien nicht zu beobachten.

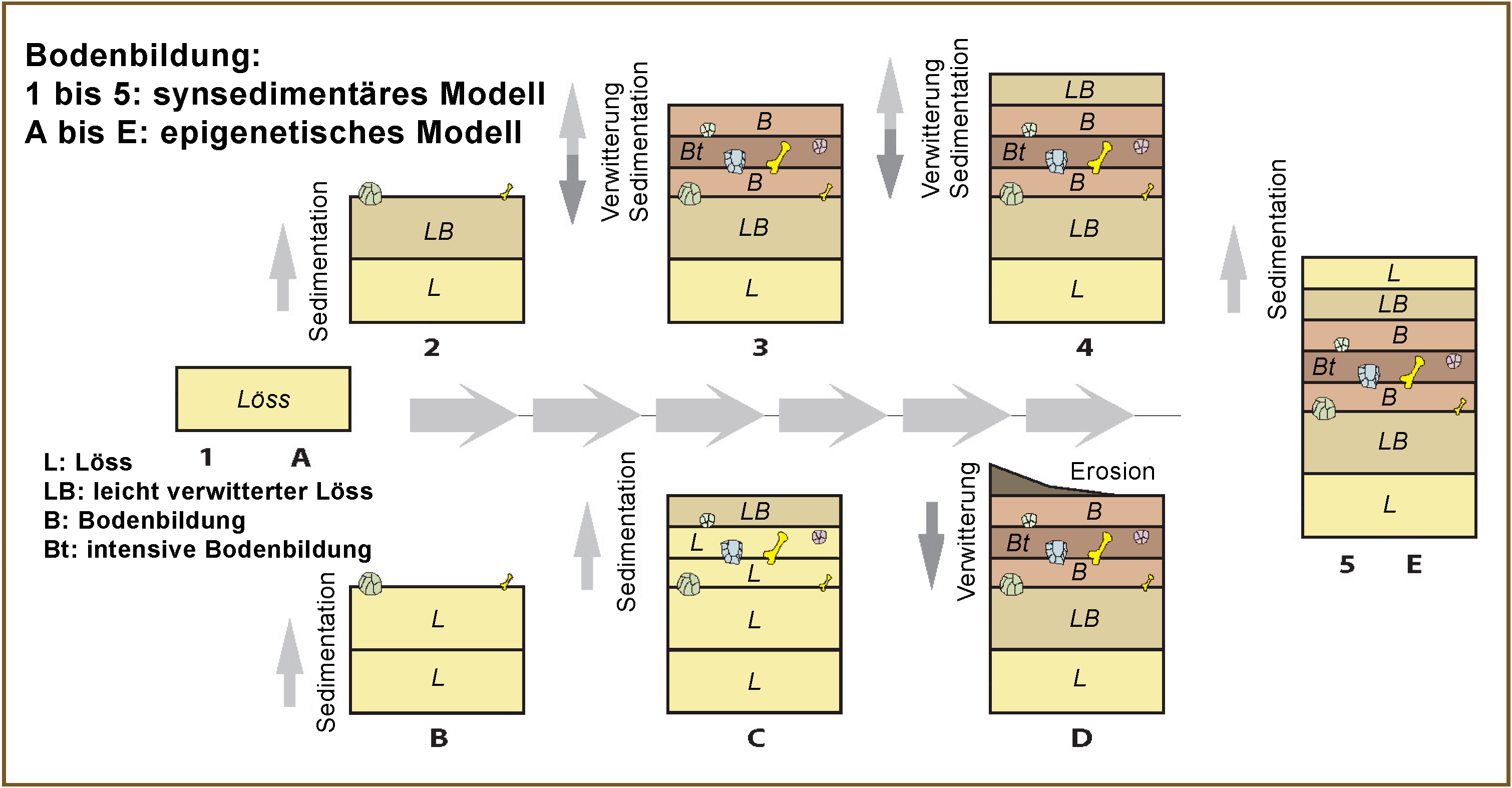
Entstehung der Paläoböden nach dem synsedimentären (1 bis 5) und dem epigenetischen (A bis E) Modell

Die hier dargestellte Entwicklung der Paläoböden wird als synsedimentärer oder syngenetischer Bodenbildungsprozess bezeichnet. Er setzt eine ständige Akkumulation an Sedimenten während der Verwitterung voraus. Das hat zur Folge, dass der sich aufbauende und aufwachsende Humushorizont (Ah-Horizont) durch überdeckende Ablagerungen und in Folge von Mineralisationsprozessen in einen Bt- oder bei schwächeren Bodenbildungen in einen Bm-Horizont übergeht und am Ende in der vollständigen Degeneration von ersterem mündet. Die Ansicht findet Unterstützung durch Beobachtungen an rezenten Böden in Zentralasien. Hier kommt es auch während der klimatischen Hochphase der gegenwärtigen Warmzeit zu einer Ablagerung von Lössstaub. Das erfolgt überwiegend im Sommer und Herbst, also im trockenen Jahresabschnitt. Der jährliche Zuwachs an Löss beträgt schätzungsweise 0,27 mm. Der synsedimentäre Bodenbildungsprozess wird nicht von allen Wissenschaftlern akzeptiert. Andere bevorzugen ein epigenetisches Modell der Bodengenese, bei der keine kontinuierliche Ablagerung von Sedimenten während der Warmzeiten stattfindet. Der Boden entsteht demnach durch biochemische Prozesse aus den bereits in der vorangegangenen Kaltzeit abgelagerten Lösssedimenten. Das Fehlen des Ah-Horizontes in den fossilen Böden wird hier durch eine nachträgliche Erosion erklärt.
Beide bodengenetischen Prozesse haben unmittelbaren Einfluss auf die Ausdeutung der sich in den Böden befindlichen (archäologischen) Objekte, die sich häufig auf den Bt-Horizont konzentrieren. Im synsedimentären Modell fand die Einbettung in den Ah-Horizont synchron mit der fortschreitenden Sedimentauflagerung statt, das heißt während des klimatischen Optimums einer Warmzeit. Ihr heutiger Verbleib im Bt-Horizont resultiert aus der Transformation des Ah-Horizontes. Im epigenetischen Modell erfolgte die Ablagerung der Fundobjekte bereits in der ausgehenden Kaltzeit oder in kühleren Phasen der Warmzeit in den Löss, der nachträglich in der Warmzeit zu einem Boden verwitterte. Ihre Lage im Bt-Horizont wäre in dieser Ansicht zufällig. Hierbei müsste eine Besiedlung der Region unter eher kühlen bis kaltzeitlichen Bedingungen angenommen werden, was nur in einzelnen Fällen, vornehmlich in Bereichen oberhalb des zweiten Paläobodenkomplexes, nachgewiesen ist. Eine Anwesenheit des Menschen während des Optimums der Warmzeit lässt sich im epigenetischen Modell nur schwer belegen, da die nachträgliche Erosion des Ah-Horizontes auch dessen Hinterlassenschaften erfasst hätte.

### Regionaler und überregionaler Vergleich
Für die Löss-Paläoboden-Abfolge von Obi-Mazar/Lachuti und Chonako finden sich mehrere Vergleichsfundstellen in Tadschikistan. Der Aufschluss von Tagidjar erhebt sich wenige Kilometer flussab, rund 150 m über den Obi-Mazar. Er schließt 17 Pedokomplexe ein, die in ihrer generellen Abfolge einen guten Vergleich zu Obi-Mazar/Lachuti und Chonako bieten. In der weiteren Umgebung gehören die Profile von Tschaschmanigar beziehungsweise nur wenige hundert Meter entfernt von Darai Kalon dazu. Beide liegen etwa 15 km nördlich von Chowaling in einer Höhe von 2100 m über dem Meeresspiegel. Sie erreichen eine Mächtigkeit von 180 bis 200 m. In den oberen 138 m sind insgesamt 10 Pedokomplexe ausgebildet. Weitere 20, teils dicht aufeinanderliegende, folgen im unteren Abschnitt, die aber eine unterschiedliche Qualität aufweisen. Westlich dieses Gebietes an einem Nebenfluss des Kysylsu ist das Profil von Kairubak aufgeschlossen, das rund 120 m Höhe aufweist und wenigstens 13 Pedokomplexe enthält. Das Profil von Karamaidan ragt im Rascht-Tal nordöstlich von Duschanbe auf. Es entstand durch Erdrutsche, ausgelöst durch Erdbeben in der ersten Hälfte des 20. Jahrhunderts. In dem bis zu 240 m hohen Profil sind über 30 Böden eingebettet. Vereinzelt wurde vorgeschlagen, Karamaidan als Standardprofil der Löss-Paläoboden-Abfolge für das südliche Tadschikistan festzulegen, allerdings besteht es aus verschiedenen Teilstücken. Alle genannten Aufschlüsse zeigen in den oberen Böden eine auffallende Übereinstimmung mit den Aufschlüssen im Gebiet des Obi-Mazar. Der jeweils erste Pedokomplex ist mehrfach geteilt mit drei kräftig verwitterten Böden. Dagegen sind der zweite und dritte Pedokomplex gedoppelt, wobei in Tschaschmanigar und Darai Kalon beim zweiten eine mächtigere Lössschicht beide Böden trennt, die zudem eine wie auch in Obi-Mazor/Lachuti und Chonako leicht grünliche Färbung aufweist. Ähnlich der Situation an den Aufschlüssen des Obi-Mazar repräsentiert der vierte Pedokomplex jeweils eine einfache Bodenbildung. Der fünfte und sechste Pedokomplex liegen analog zum Obi-Mazar-Gebiet dicht aufeinander und werden nach oben und unten durch mächtige Lösse abgetrennt. Während der fünfte Pedokomplex einfach ist, besteht der sechste aus zwei Böden. Die sich im unteren Profilbereich anschließenden siebenten, achten und neunten Pedokomplexe sind jeweils einfach gebaut, der zehnte hingegen gedoppelt.
Abseits Zentralasiens und der tadschikischen Lösse ist vor allem das Lössplateau im zentralen und nördlichen China zu nennen, das eine Fläche von rund 270.000 km² einnimmt und bis zu 200 m mächtige Löss-Sequenzen aufweist. Eines der bedeutendsten Profile findet sich in Luochuan rund 160 km nördlich von Xi’an. Ein weiteres ist mit Xifeng rund 200 km weiter westlich ausgebildet. Die Löss-Paläoboden-Sequenzen sind im Lössplateau ebenfalls relativ einheitlich ausgeprägt. Es werden vier stratigraphische Einheiten unterschieden. Die Basis bilden rote Tone. Darauf folgt der Wucheng-Löss, der von drei Pedokomplexen unterbrochen wird (WS 3 bis WS 1), jeder davon besteht aus fünf Einzelböden. Darauf folgt der Lishi-Löss, unterteilt in eine untere und eine obere Serie. Die untere Serie enthält zehn Pedokomplexe (S 14 bis S 5), die obere vier (S 4 bis S 1). Der Malan-Löss schließt die Sequenz ab und trägt den heutigen Boden (S 0). Die die Pedokomplexe trennenden Lösse sind vor allem im Wucheng-Löss eher dünn und dunkel gefärbt. In der unteren und oberen Lishi-Löss-Serie werden sie mächtiger und heller. Besonders dicke Lösspakete mit deutlich über 2 m werden zwischen dem 8. und 9. sowie zwischen dem 14. und 15. Pedokomplex erreicht, ebenso ist der Malan-Löss zwischen dem rezenten Boden und dem ersten Pedokomplex sehr mächtig. Wie in Tadschikistan sind einzelne Pedokomplexe mehrfach ausgebildet. Hierzu gehören unter anderem der fünfte und der zweite. Ebenfalls analog zu den tadschikischen Lössen entstanden die ersten Lösse des Lössplateaus vor rund 2,5 Millionen Jahren. Allein die Löss-Sequenz der letzten 800.000 Jahre erreicht eine Mächtigkeit von über 60 m und schließt acht Pedokomplexe ein.
In Europa sind Lösse ebenfalls weit verbreitet, erreichen aber nicht die Mächtigkeit wie in Zentral- und Ostasien. Eines der bedeutendsten Profile bildet Korolevo in der südwestlichen Ukraine. Das Gesamtprofil weist eine Mächtigkeit von 14 m auf und enthält neun Bodenkomplexe, von denen acht auf den Zeitraum vom Mittel- bis Jungpleistozän entfallen. Die Basis prägen Flusssedimente. Andere wichtige Aufschlüsse stellen unter anderem der Červený Kopec in Brno in Tschechien mit insgesamt 17 Pedokomplexen oder Rheindahlen in Nordrhein-Westfalen mit drei fossilen Bodenbildungen dar.

### Datierung und paläoklimatische Korrelierung

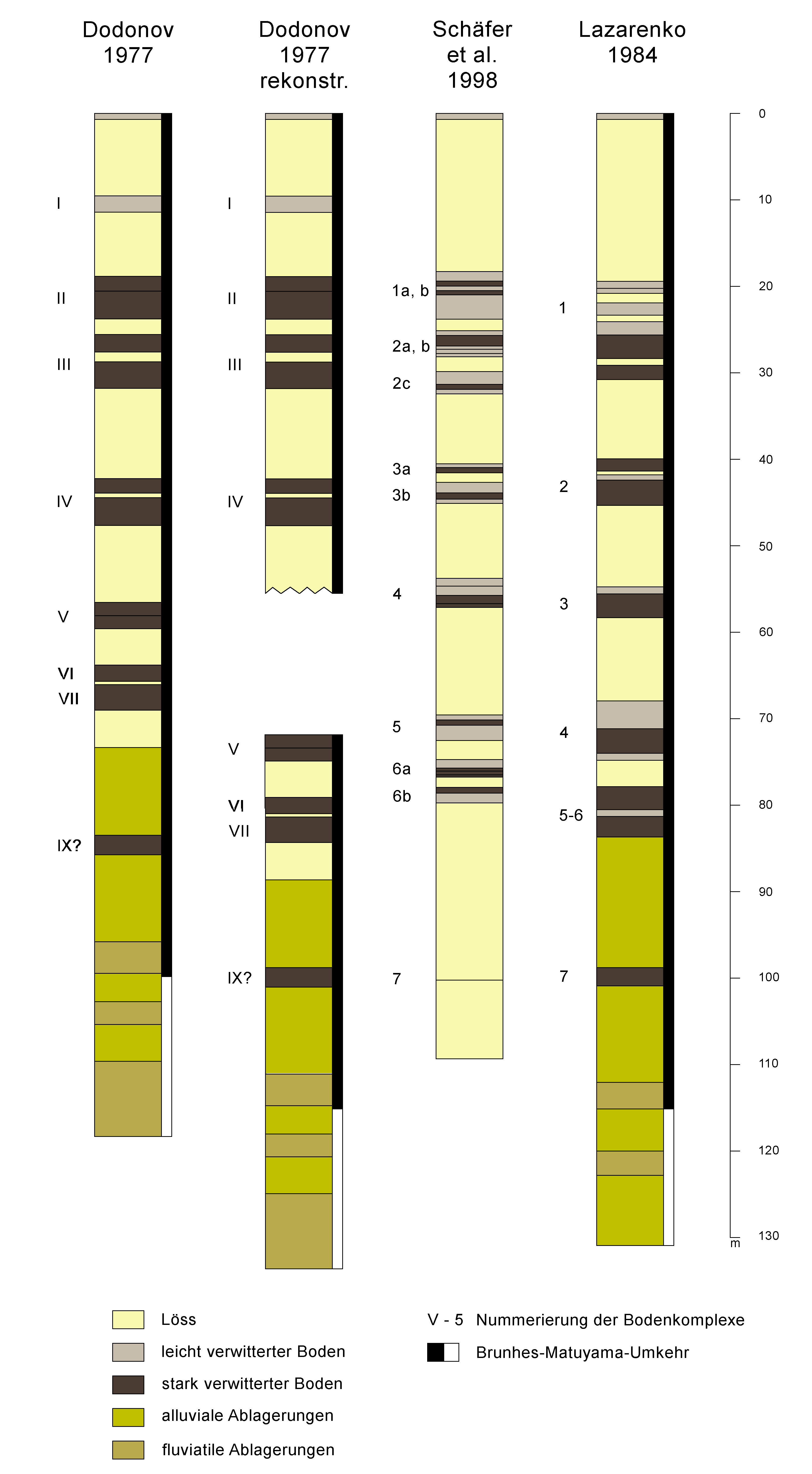
Korrelation der verschiedenen Profilaufnahmen am Aufschluss von Obi-Mazar

Die Löss-Paläoboden-Abfolge der Aufschlüsse von Obi-Mazar/Lachuti und Chonako wurde bereits seit den 1970er Jahren untersucht. Profilaufnahmen erfolgten einerseits durch Andrej E. Dodonov im Jahr 1977 und von A. A. Lazarenko im Jahr 1984. Weitere Dokumentationen tätigte Joachim Schäfer in den 1990er und 2000er Jahren. Im Vergleich zu den letzteren Untersuchungen weichen erstere beiden ein wenig ab. So fasste Lazarenko beispielsweise den ersten und zweiten Pedokomplex zusammen, teilte hingegen den sechsten in zwei auf. Dadurch kommt es zu einer Verschiebung der Nummerierungen, wodurch etwa sein dritter Pedokomplex nicht gedoppelt war, sondern einen einfachen Boden darstellte (hier Pedokomplex 4). Die Zusammenfassung der beiden oberen Bodenkomplexe zu einem einzigen durch Lazarenko ist dem örtlichen Umstand zuzuschreiben, dass beide Bodenkomplexe im nordöstlichen Abschnitt des Aufschlusses vom Obi-Mazar dicht aufeinanderliegen, während sie im südwestlichen Bereich deutlich getrennt sind. Bei Dodonovs Profilaufnahme ergeben sich wiederum Korrelierungsprobleme im mittleren Abschnitt. Wahrscheinlich resultieren sie daraus, dass die Gesamtdokumentation an zwei Teilprofilen entstand, von denen sich das untere am Aufschluss von Lachuti, das obere an dem von Obi-Mazar befand. Bei der Zusammenstellung kam es aber offensichtlich zu Fehlinterpretationen, wodurch in Dodonovs Aufnahme einzelne Böden aus dem mittleren Abschnitt des Profils fehlen.
Die Abweichungen in den Profilaufnahmen sind insofern von Bedeutung, da ältere Forschungsberichte aus der Zeit vor den 1990er Jahren häufig auf Dodonovs oder Lazarenkos Profil zurückgreifen. Dies führt zu unterschiedlichen Interpretationen in der Lage einzelner archäologischer Kulturschichten, die dann wiederum Fehlschlüsse in der Altersdatierung hervorrufen. Bezüglich der Altersdatierung der Löss-Paläoboden-Sequenz von Obi-Mazar/Lachuti und von Chonako wurde die Brunhes-Matuyama-Umkehr und damit der Wechsel vom Altpleistozän zum Mittelpleistozän vor rund 780.000 Jahren bereits in den 1980er Jahren paläomagnetisch zwischen dem neunten und zehnten Pedokomplex ermittelt. Eine vergleichbare Situation liegt für die Aufschlüsse von Tschaschmanigar/Darai Kalon und Karamaidan vor. Erste Thermolumineszenzdatierungen aus den 1970er Jahren wiederum wiesen für den heutigen vierten Pedokomplex ein Alter von rund 130.000 Jahren aus. Diesen Altersreferenzen gemäß wären eine größere Anzahl an Böden dem Jungpleistozän und damit dem letzten Vereisungsgeschehen zuzuordnen, während ältere Böden aus dem wesentlich länger dauernden Mittelpleistozän insgesamt seltener auftraten. Einen eher jungen Altersansatz für die oberen Böden ergaben weitere Thermolumineszens-Werte aus dem Beginn der 2000er Jahre. Hierbei wurden für den Pedokomplex 1 von Chonako Daten um 40.000 Jahre vor heute und für die Oberkante des Pedokomplexes 2 um 50.000 Jahre vor heute ermittelt. Grundsätzlich andere Alterswerte ergaben aber Bestimmungen mit dem gleichen Verfahren am nur wenige Kilometer entfernten Aufschluss von Tschaschmanigar, die bereits Ende der 1990er Jahre veröffentlicht wurden. Der im Vergleich zu Obi-Mazar/Lachuti und Chonako prinzipiell ähnlich gebaute erste Boden des Profils von Tschaschmanigar entstand demnach vor rund 96.700 Jahren, der Löss oberhalb weist dem gegenüber ein Alter von rund 57.300 Jahren auf, der Löss unterhalb wiederum von 117.000 Jahren. Hierbei lässt sich der erste Pedokomplex von Tschaschmanigar in etwa mit der letzten Warmzeit korrelieren, die mit der mitteleuropäischen Eem-Warmzeit gleichzusetzen ist. Der auflagernde Löss würde dann der Frühphase der letzten Kaltzeit, also der mitteleuropäischen Weichsel-Kaltzeit angehören.

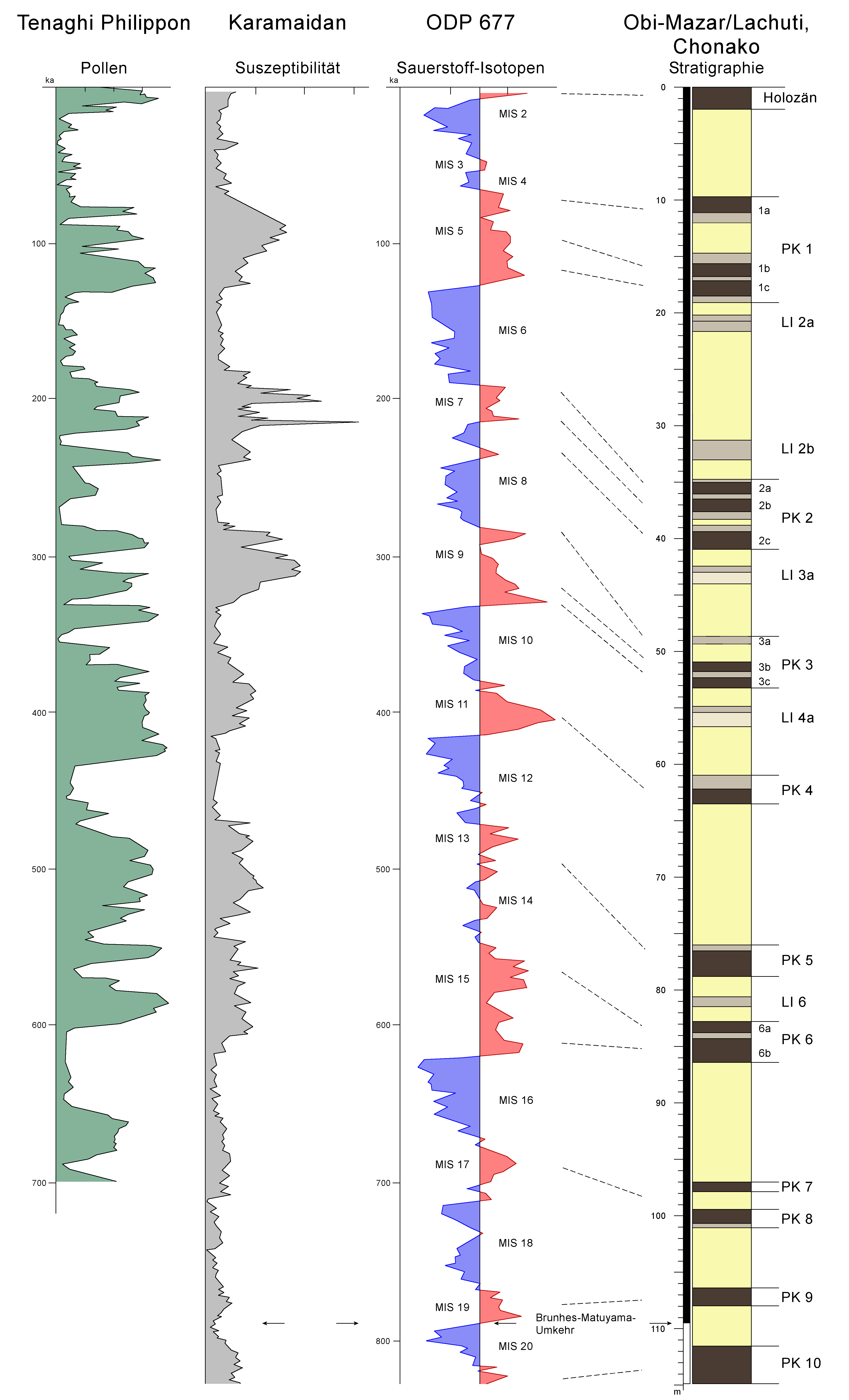
Korrelation des Idealprofils von Obi-Mazar/Lachuti und Chonako (rechts, vereinfacht) mit verschiedenen Klimaproxies; von links nach rechts: Klimakurve anhand von Pollenanalysen, Paläomagnetik/Suszeptibilität und Sauerstoff-Isotopenstufen

In den 1990er wurden neue Ansätze zur Datierung der Löss-Paläoboden-Abfolgen von Obi-Mazar/Lachuti und von Chonako gesucht. Diese bestanden in der Korrelation mit den Sauerstoff-Isotopenstufen (OIS oder MIS), welche den Wechsel der Warm- und Kaltzeiten während der pleistozänen (und älteren) Klimaentwicklung nachzeichnen. Besonders umfangreiche Isotopenkurven erbrachten unter anderem Bohrkerne von Tiefseeablagerungen. Die in den Meeressedimenten fossilisierten Foraminiferen haben das zu ihrer Zeit bestehende Verhältnis von leichten zu schweren Sauerstoffisotopen in ihren Kalkschalen gespeichert. Leichtere Sauerstoffisotopen verdunsten schneller, fallen aber auch eher als Niederschlag wieder zur Erdoberfläche aus. Bei der Analyse der Foraminiferen der einzelnen Sedimentschichten ergibt sich so ein typisches oszillierendes Kurvenmuster resultierend aus dem Wechsel der Warm- und Kaltzeiten mit ihren jeweils differierenden Sauerstoff-Isotopenverhältnissen. Die daraus entstehenden alternierenden Piks tragen Nummern, wobei in der entsprechenden globalen Chronologie gerade Zahlen Kaltphasen und ungerade Zahlen Wärmeschwankungen kennzeichnen. Ähnliche Korrelationsversuche wie für das Obi-Mazar-Gebiet waren zuvor an Aufschlüssen im chinesischen Lössplateau vorgenommen worden, so unter anderem am Profil von Luochuang. Wie für die chinesischen Abfolgen setzten diese Überlegungen für die tadschikischen Löss-Paläoboden-Sequenzen voraus, dass die Pedokomplexe jeweils warmzeitliche Bedingungen widerspiegeln, während die Lössablagerungen entsprechend Kaltzeiten repräsentieren. Sie implizierten überdies, dass die gesamte Löss-Paläoboden-Abfolge zumindest im nördlichen Bereich der Afghanisch-Tadschikischen Depression einem einheitlichen Bildungsmechanismus unterlag. Damit standen sie früheren Ansichten einer sehr lokalen Bodenbildung entgegen, wodurch jedes Lössprofil einen ihm eigenen charakteristischen Aufbau innehatte. Der Pedokomplex 1 von Obi-Mazar/Lachuti und Chonako sollte dem neuen Ansatz zufolge der letzten Warmzeit und der nachfolgenden frühen letzten Kaltzeit angehören und innerhalb der Sauerstoff-Isotopen-Stratigraphie die Stufe MIS 5 einnehmen. Diese dauerte von etwa vor 71.000 Jahren bis vor 126.000 Jahren und schließt so in ihrem Endabschnitt die Eem-Warmzeit mit ein (die Eem-Warmzeit wird genauer mit MIS 5e korreliert). Als grundsätzliche Bestätigung dafür lassen sich die Altersdaten von Tschaschmanigar heranziehen. Unter diesen Annahmen konnte aber der Bereich bis zum vierten Pedokomplex in Obi-Mazar/Lachuti und Chonako nicht mehr in das Jungpleistozän gestellt werden wie es die älteren Thermolumineszenz-Daten annehmen ließen, da dessen Beginn mit der Eem-Warmzeit einhergeht. Die Verknüpfung der Löss-Paläoboden-Sequenzen mit den Sauerstoff-Isotopenstufen ergab somit einen grundlegenden zeitlichen Rahmen. Mit dem Verweis des Pedokomplexes 1 in das MIS 5, wobei die drei Böden höchstwahrscheinlich die drei Wärmeschwankungen MIS 5a, 5c und 5e darstellen, sowie den auflagernden Löss in die letzte Kaltzeit (MIS 2 bis MIS 4) war die obere Grenze definiert. Die paläomagnetische Brunhes-Matuyama-Umkehr findet sich zwischen dem neunten und zehnten Pedokomplex und liegt in der Sauerstoff-Isotopenstufe (MIS) 19. Der Bereich dazwischen kann dadurch den weiteren Sauerstoff-Isotopenstufen zugeordnet werden. Die drei Paläoböden des zweiten Pedokomplexes ließen sich auf diese Weise mit den drei Wärmeschwankungen des MIS 7 verbinden, das von vor 182.000 bis 242.000 Jahre reicht. Ebenso ist der dreifache dritte Pedokomplex dem gleichfalls mehrfach gegliederten MIS 9 zuzuweisen (vor 301.000 bis 334.000 Jahren), der einfache vierte Pedokomplex der kräftigen Schwankung des MIS 11 (vor 374.000 bis 427.000 Jahren). Für den in Obi-Mazar/Lachuti sowie in Chonako dicht aufeinander liegenden fünften und sechsten Pedokomplex ist eine Verknüpfung mit den Stufen MIS 13 (Pedokomplex 5, vor 474.000 bis 528.000 Jahren) und MIS 15 (Pedokomplex 6, vor 568.000 bis 621.000 Jahren) möglich. Der nur geringmächtige Löss dazwischen würde dann die auch in den Sauerstoff-Isotopenkurven eher leichte Kälteschwankung MIS 14 anzeigen. Dem gegenüber stehen dann die mächtigen Lösse im Hangenden zwischen dem Pedokomplex 5 und 4 im MIS 12, jene im Liegenden zwischen dem Pedokomplex 6 und 7 im MIS 16. Letztendlich wäre der siebente Pedokomplex mit dem MIS 17 (vor 659.000 bis 712.000 Jahren) korrelierbar, der folgende achte Pedokomplex könnte einer Wärmeschwankung im MIS 18 angehören. Der Pedokomplex 9 entspräche dann dem MIS 19, was sich vor 760.000 bis 787.000 Jahren ereignete.

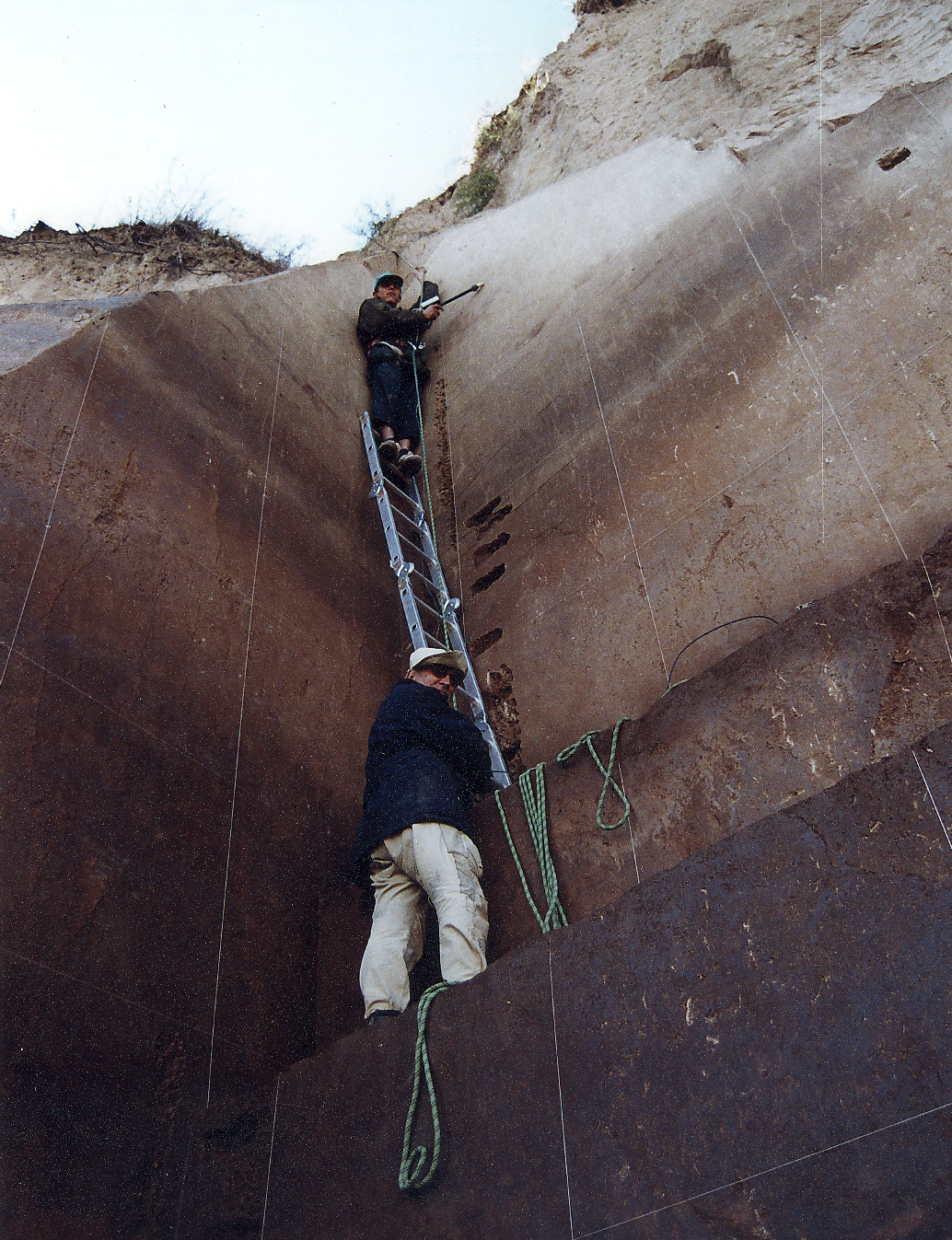
Suszeptibilitäts-Messungen am dreigeteilten PK 1 von Chonako, in den steilen Lösshängen gesichert durch Seile

Neben der Korrelierbarkeit der Löss-Paläoboden-Abfolge von Obi-Mazar/Lachuti und Chonako mit den Sauerstoff-Isotopenstufen lassen sich auch andere Vergleichsmöglichkeiten aufzeigen. Hierzu gehören Klimakurven, die aus Pollenanalysen gewonnen werden. Aus dem Gebiet des Obi-Mazar liegen zwar keine Pollenuntersuchungen vor, wurden aber an den nahe gelegenen Aufschlüssen Tschaschmanigar, Darai Kalon und Kairubak durchgeführt. Eine der umfangreichsten Pollenkurven stammt aus Tenaghi Philippon in Griechenland, die bis zu 1,3 Millionen Jahre zurückreicht. In dieser spiegelt sich der Klimaverlauf dieser Zeitspanne wider, da es unter Einfluss der wechselnden Warm- und Kaltzeiten zu einer beständigen Zu- und Abnahme von Baumpollen kommt. Verbunden ist dies mit der Ausbreitung der Wälder in den Warmzeiten und ihrem Rückzug in den Kaltzeiten. Die daraus gewonnenen Klimaproxies finden ihre Übereinstimmung in den Sauerstoff-Isotopenkurven und somit auch in der stratigraphischen Abfolge der Aufschlüsse im Obi-Mazar-Gebiet. Ähnlich verhält es sich mit der magnetischen Suszeptibilität der Sedimentabfolgen. Vergleichbare Untersuchungen wurden erstmals aus den Lössgebieten Chinas wie am Profil von Luochuang publiziert. Hierbei zeigte sich, dass die magnetische Intensität in den Bodenhorizonten um einige Faktoren höher ist als im Löss. Zurückzuführen ist dies auf den zunehmenden Anteil an ferromagnetischen Mineralien in den Paläoböden im Zuge der weiteren Bodenentwicklung. Die bei den Analysen gewonnenen Suszeptibilitätskurven zeigen eine deutliche Übereinstimmung mit den Sauerstoff-Isotopenstufen und können daher auch zur Rekonstruktion paläoklimatischer Abläufe genutzt werden. In Tadschikistan wurden derartige Untersuchungen unter anderem an den Aufschlüssen von Tagidjar, Karamaidan und Tschaschmanigar beziehungsweise Darai Kalon durchgeführt, was Rückschlüsse auf die Abfolgen im Obi-Mazar-Gebiet ermöglicht. Weitere Studien betreffen die oszillierende Häufigkeit bestimmter chemischer Elemente wie Rubidium, Strontium und Barium in den Löss- und Bodenablagerungen im Rahmen der wechselnden Warm- und Kaltzeiten des Pleistozäns, wie es unter anderem am Profil Tschaschmanigar dokumentiert wurde.

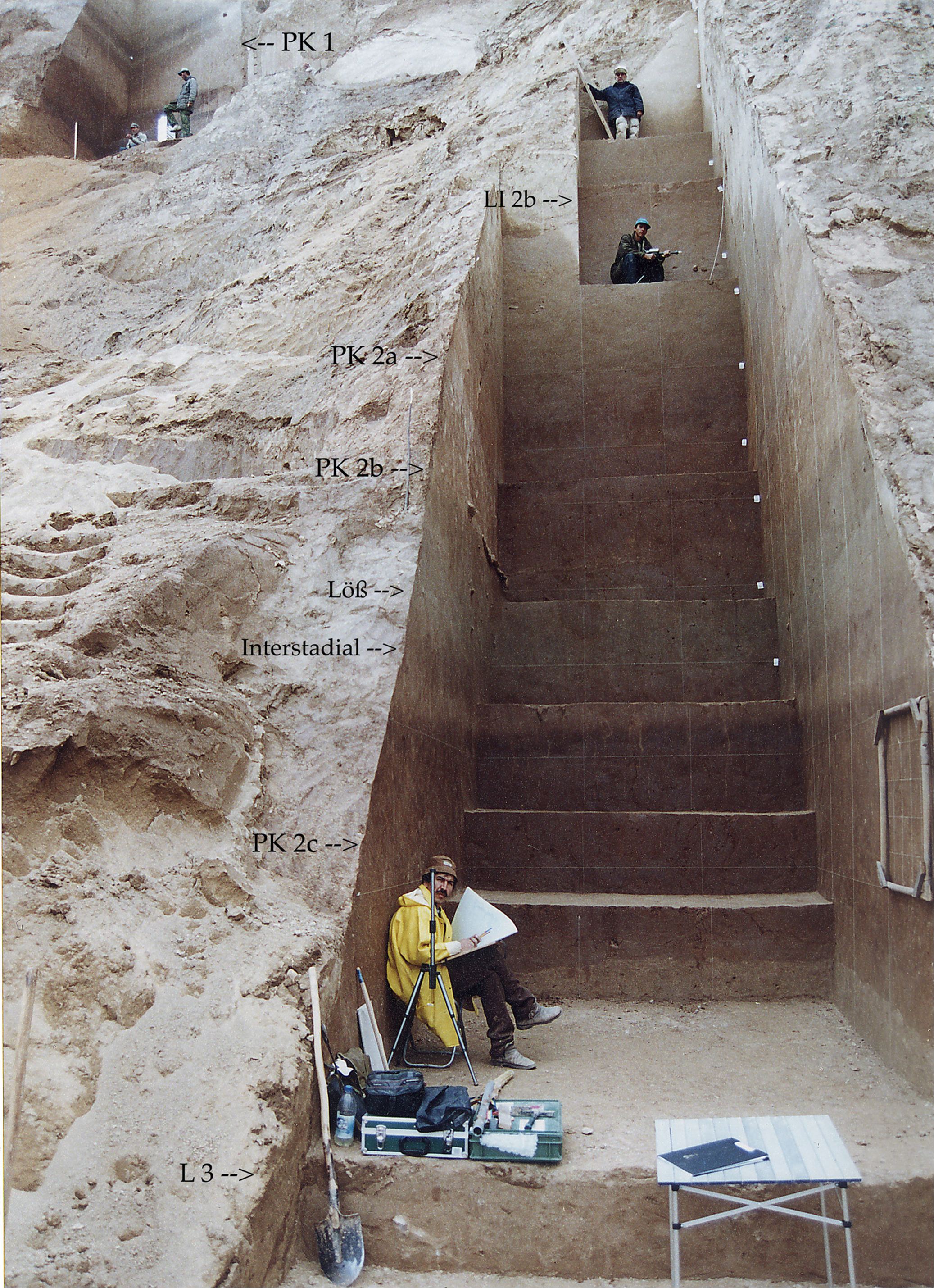
Detaillierter Blick auf den PK 2 mit den drei Böden und den LI 2b (vorletzte Stufe); oben links ist der PK 1

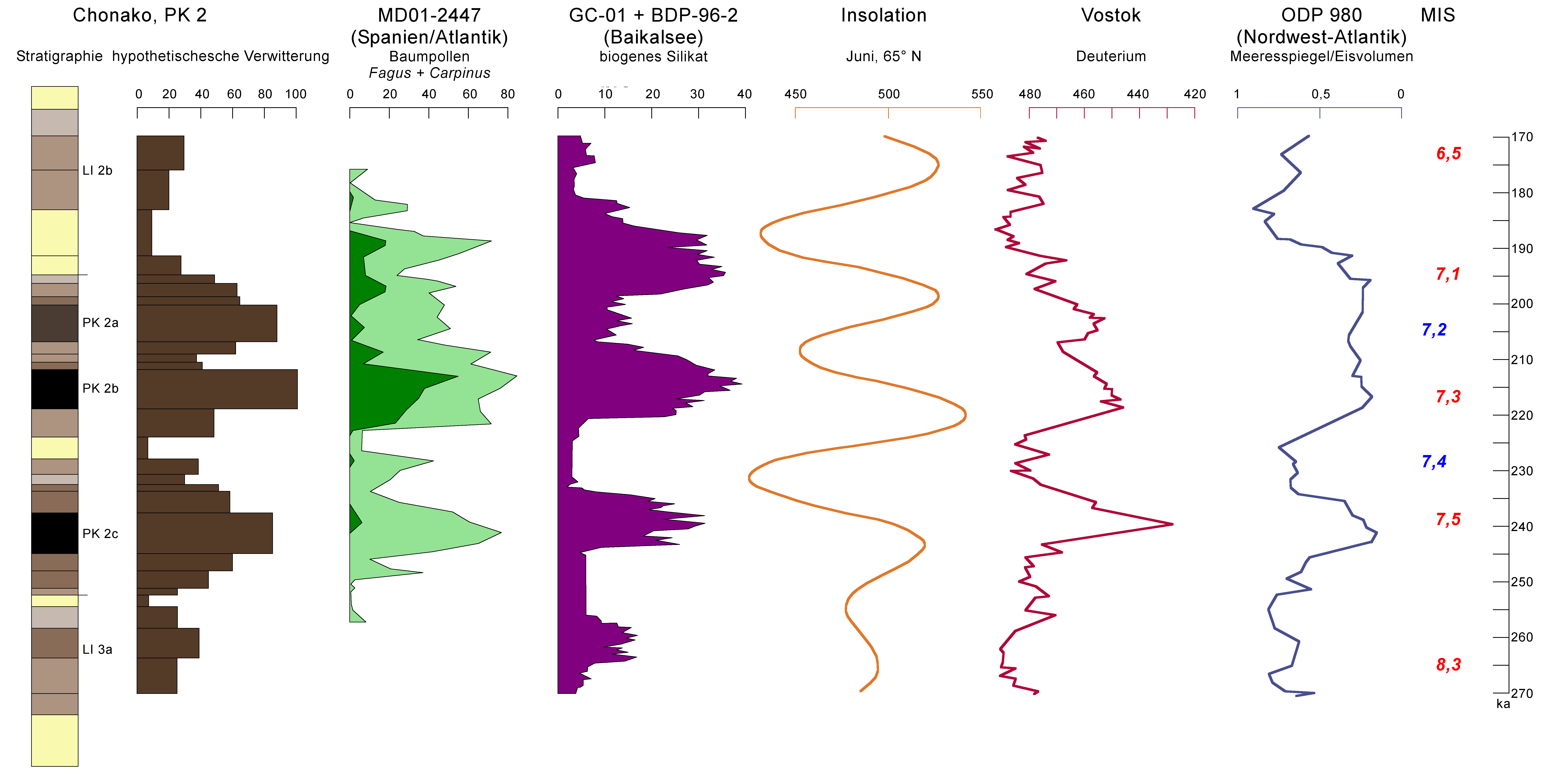
Korrelation des PK 2 (links) mit verschiedenen Klimaproxies; von links nach rechts: hypothetische Verwitterung, Verbreitung der Baumpollen, biogenes Silikat, Insolation für Juni auf 65 ° nördlicher Breite, Deuterium, Entwicklung von Meeresspiegel/Eisvolumen und Sauerstoff-Isotopenstufen

Die detaillierten stratigraphischen und bodenkundlichen Untersuchungen erbrachten eine feine Auflösung der Löss-Paläoboden-Sequenzen von Obi-Mazar/Lachuti und von Chonako, was sich unter anderem in den unterschiedlichen Verwitterungsgraden der Böden sowohl der Pedokomplexe selbst als auch innerhalb der Lössablagerungen feststellen lässt. Hierbei können leichter verwitterte Böden mit Steppenböden in Verbindung gebracht werden, stark verwitterte mit Waldböden, die wiederum die optimale Phase einer warmzeitlichen Entwicklung angeben. Diese feinstratigraphische Untergliederung macht es möglich, die gesamte Sequenz auch mit kleineren Schwankungen innerhalb der Sauerstoff-Isotopenabfolge zu verbinden, was an anderen Lössaufschlüssen nur bedingt durchführbar ist. Als Beispiel hierfür lässt sich der zweite Pedokomplex von Chonako heranziehen. Mit seinen drei Böden entspricht er, wie bereits erwähnt, den drei Schwankungen des MIS 7. Die dazwischen liegenden Kälteeinbrüche zeichnen sich im Profil durch schwächer entwickelte Böden beziehungsweise durch Lösssequenzen ab. Besonders deutlich wird das zwischen dem untersten Boden (PK 2c) und dem mittleren Boden (PK 2b), wo neben einer leicht grünlich verfärbten Lösslage zusätzlich noch ein Kalkhorizont und ein schwach entwickelter Boden bestehen. Dagegen ist die Trennung des mittleren zum oberen Boden (PK 2a) nicht so offensichtlich. Eine vergleichbare Situation findet sich auch in einzelnen Sauerstoff-Isotopenkurven, in denen die beiden jüngeren Wärmeschwankungen deutlich weniger voneinander getrennt sind als zur ältesten. Dicht unterhalb des zweiten Pedokomplexes findet sich eine leichte Bodenverwitterung, die als Lössinterstadial 3a bezeichnet wird und einem Interstadial innerhalb des MIS 8 angehört. Auch innerhalb des auflagernden Lösses zeichnet sich ein schwach verwitterter Boden mit der Kennung Lössinterstadial 2b ab, der wiederum eine Wärmeschwankung im MIS 6 angibt. Diese detailreiche Gliederung mit der dreifachen Bodenentwicklung des Pedokomplexes 2 und den oberen beziehungsweise unteren leicht verwitterten Böden von Chonako lässt sich auch abseits der reinen Morphologie nachvollziehen, etwa in Form einer hypothetischen Verwitterung. Der Verwitterungsgrad zeigt sich in den vollentwickelten Böden am deutlichsten und wird durch einen höheren Tonanteil in der Korngrößenverteilung und eine intensivere Rotfärbung angezeigt. Hierbei kann dies mit ausgeprägten warmzeitlichen Bedingungen und entsprechend höheren Temperaturen und Niederschlägen verbunden werden. Die gute stratigraphische Auflösung ermöglicht somit die Ausweisung verschiedener Wärmeschwankungen, die in ihrer Detailliertheit denen der Tiefsee- und Eisbohrkerne nahekommt.

## Paläontologie
An der Basis der Löss-Paläoboden-Abfolge der Kysylsu-Gruppe von Obi-Mazar/Lachuti befindet sich die bedeutende Fossillagerstätte von Lachuti. Die Fundstelle gehört der Kayrubak-Folge innerhalb der Kuliab-Gruppe an. Die Lagerstätte verteilt sich auf zwei separate Fundlokalitäten mit drei Fundschwerpunkten. Lachuti 1 liegt am Westende des Aufschlusses von Obi-Mazar. Die zweite, Lachuti 2 genannt, wurde am Ostende des Aufschlusses rund 100 m aufwärts der Einmündung des Choschar in den Obi-Mazar entdeckt. Fossilien stammen hier sowohl von der rechten als auch der linken Seite des Baches, an letztere Stelle lagern sie stratigraphisch etwas höher als an ersterer. Sowohl Lachuti 1 als auch Lachuti 2 bestehen aus kiesigen bis schluffigen Ablagerungen von bis zu 14 m Mächtigkeit. In Lachuti 1 bilden die Knochen eine dichte Lage an der Schichtbasis, in Lachuti 2 sind sie stärker gestreut. Hier kommen aber zusätzlich Lagen von Koprolithen sowie Pflanzenreste und Molluskenschalen vor. Die Wirbeltierfauna setzt sich überwiegend aus Säugetieren zusammen. Nachgewiesen sind beispielsweise mehrere Raubtiere wie der Wolf Canis mosbachensis, die Hyäne Pachycrocuta brevirostris, die Großkatze Panthera gombaszoegensis und die Säbelzahnkatze Homotherium, darüber hinaus auch ein Dachs und mit Xenocyon ein urtümlicher Wolfsverwandter. Nahezu alle Raubtiere werden durch Unterkieferfragmente repräsentiert, wie etwa das vordere Symphysenstück mit Bezahnung von Panthera gombaszoegensis. Eine Ausnahme bildet hier Homotherium, eventuell Homothetium teilhardipiveteaui, von dem auch Oberkieferreste mit kräftigem Säbeleckzahn und ein Oberarmknochen vorliegen. Weitere Formen umfassen einen ursprünglichen Vertreter der Mammute, belegt über Einzelzähne, sowie verschiedene Huftiere. Darunter fallen Schädel und Beinknochen eines großen Pferdes aus der Wildesel-Zebra-Verwandtschaftsgruppe, ebenfalls Schädel und Kieferfragmente des Riesenhirschverwandten Sinomegaceros, der Unterkiefer des Kamels Camelus knoblochi und einzelne Reste von Rindern, wohl Bos schoetensacki. Kleinsäuger werden vor allem durch Nagetiere wie Microtus, Allophaiomys, Meriones, Cricidura, Clethrionomys und Ellobius repräsentiert. Ein Großteil der Nagetierreste konzentrierte sich in einer 3 m großen Linse aus Koprolithen. Die meisten der aufgefundenen Säugetiere wie die Wölfe, Pferde und Kamele können mit Offenlandschaften in Verbindung gebracht werden. Andere, so die Großkatze, weisen auf Wälder in der Umgebung hin. Aus biostratigraphischer Sicht datiert das Fossilmaterial in das späte Villafranchium im ausgehenden Altpleistozän. Der Ansatz wird durch die stratigraphische Position der Fundlager unterhalb der Brunhes-Matuyama-Umkehr gestützt. Hierbei entstammen die Funde von Lachuti 1 aus Sedimenten mit normaler Magnetfeldausrichtung, was wohl dem Jaramillo-Ereignis vor rund einer Million Jahre entspricht. Jene von Lachuti 2 kamen aus Ablagerungen mit umgekehrter Polarität des Magnetfeldes zu Tage, sie dürften in den Abschnitt zwischen dem Jaramillo-Ereignis und der Brunhes-Matuyama-Umkehr gehören.
Im Gegensatz zu der reichhaltigen Fauna aus den alluvialen Basisschichten ist die Löss-Paläoboden-Abfolge eher fossilarm. Es liegen zwar aus einzelnen Pedokomplexen Knochen vor, doch sind diese häufig schlecht erhalten. Aus der Basis der Lössfolge wurden Elefantenknochen berichtet, der fünfte Pedokomplex enthielt Reste von Hirschen. Sowohl aus dem sechsten als auch dem fünften und zweiten Pedokomplex sind Nagetierreste wie Microtus, Cricetulus und Ellobius verzeichnet. Außerdem konnte eine Molluskenfauna aus den oberen Böden analysiert werden. Die Schalen sind hier jedoch nicht aus den Interglazialböden selbst erhalten, sie stammen vielmehr aus den Übergangsbereichen der schwächer verwitterten Böden und der Lösse. Bestimmt wurden Formen wie Pupilla, Vallonia, Pseudonapaeus, Parmacella, Leucozonella und Laevozebrinus. Es handelt sich weitgehend um landbewohnende Formen, die typisch für verschiedene Wärmeschwankungen und Warmphasen sind. Unter einigen Vallonia-Arten treten aber auch Kaltzeitspezialisten auf.

## Archäologie

### Funde aus den Pedokomplexen

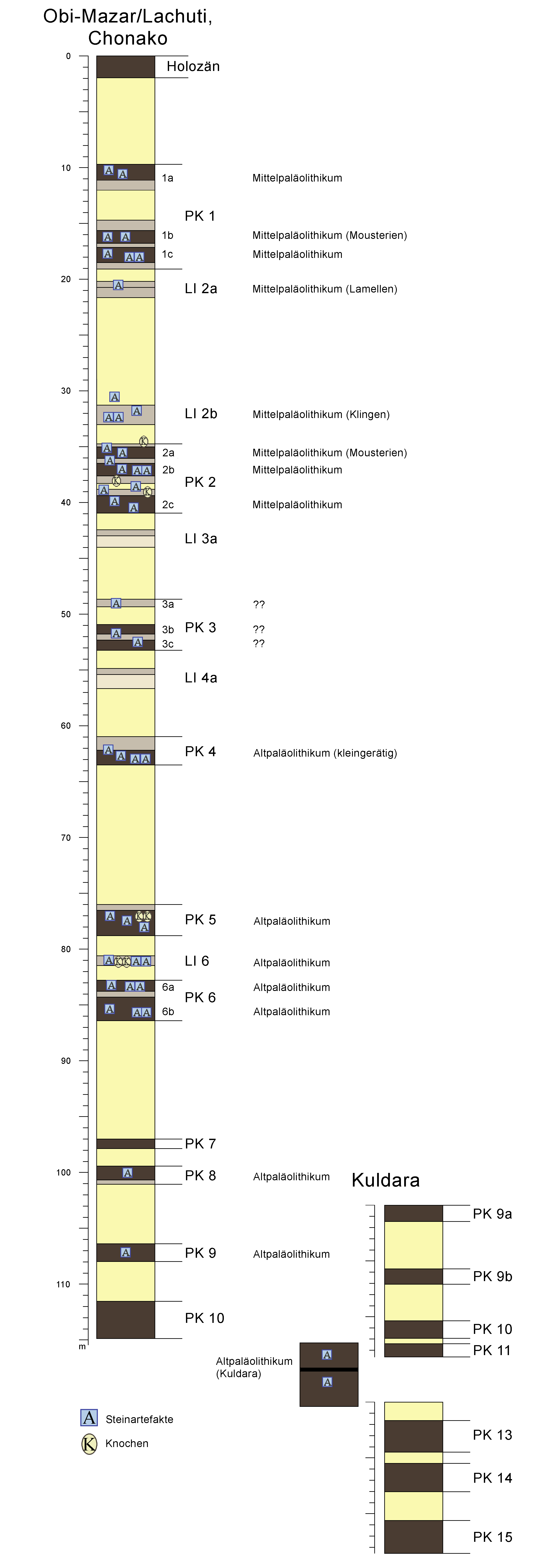
Idealprofil von Obi-Mazar/Lachuti und Chonako (vereinfacht) mit den einzelnen archäologischen Fundhorizonten, ergänzt um die Abfolge von Kuldara

Eine Besonderheit der zentralasiatischen Löss-Paläoboden-Sequenzen ist ihre Verknüpfung mit teils reichhaltigen archäologischen Funden. Dies trifft zwar auch auf die europäischen Lössablagerungen zu, ist bei den ostasiatischen aber nur bedingt der Fall. Hingegen sind an den Aufschlüssen des Obi-Mazar insgesamt 28 verschiedene Fundschichten bekannt. Größere Fundkomplexe liegen vom sechsten Pedokomplex aufwärts aus nahezu allen interglazialen Bodenbildungen vor. Hinzu kommen umfangreichere Inventare aus interstadialen Phasen zwischen dem zweiten und ersten Pedokomplex. Einzelfunde können zudem dem neunten und achten Pedokomplex zugewiesen werden. Das Hauptfundgebiet der älteren Ensemble bis zum vierten Pedokomplex umfasst die Aufschlüsse von Obi-Mazar/Lachuti. Die jüngeren Komplexe vom zweiten bis zum ersten Pedokomplex kamen hauptsächlich in Chonako zum Vorschein. Insgesamt decken die Fundlagen an den Aufschlüssen des Obi-Mazar einen Zeitraum von vor rund 800.000 Jahren bis vor rund 100.000 Jahren ab. In unmittelbarer Nähe zu Obi-Mazar/Lachuti findet sich auf der linken Uferseite die Fundstelle Kuldara. Unter Hinzuziehung dieser Station lassen sich Besiedlungsbelege in der Region zurück bis zum elften und zwölften Bodenkomplex nachweisen. Mit einem Alter von rund 1 Million Jahren stellt dies nach gegenwärtiger Auffassung den frühesten Nachweis für die Anwesenheit des Menschen in Zentralasien dar. Komplettiert wird die Besiedlungsgeschichte durch die etwas außerhalb des Aufschlussgebietes den Jachsu flussauf gelegene Fundstelle Schugnou, deren obere Ablagerungseinheiten über vier Fundschichten bis an das Ende des Pleistozäns datieren. Die gesamte zeitliche Spanne reicht somit vom Alt- über das Mittel- und Jungpaläolithikum bis zum Spätpaläolithikum/Mesolithikum, wodurch die kulturelle Entwicklung des frühen Menschen der Region nachvollzogen werden kann. Das eigentliche Aufschlussgebiet birgt aber diesbezüglich nur Belege für das Alt- und Mittelpaläolithikum.
Der größte Teil des archäologischen Fundmaterials besteht aus Steinartefakten. Die in Kuldara geborgenen Stücke, rund 40 an der Zahl – verteilt auf eine Fläche von 60 m², heben sich durch ihre Kleinformatigkeit hervor. Der größte Teil ist zwischen 2 und 4 cm lang, ein Viertel der Stücke unter 2 cm. Es kommen Abschläge, Kerne und einige wenige Geräte mit nur einfachen Retuschen vor. Typisch ist ihr unstandardisierter Charakter, was die Altersstellung im Altpaläolithikum unterstreicht.

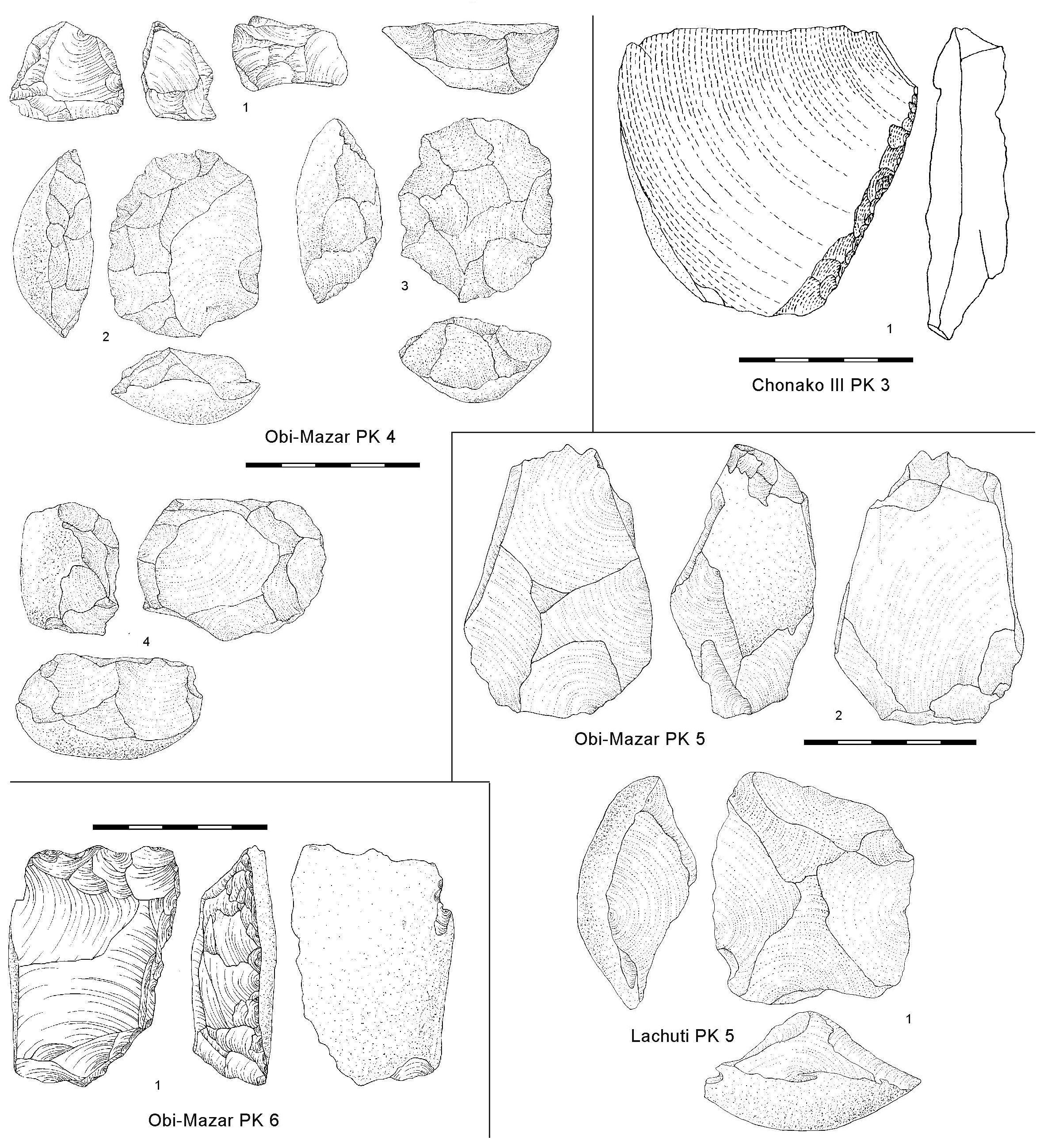
Steinartefakte aus dem 6. bis 3. Pedokomplex des Aufschlusses Obi-Mazar/Lachuti; schaberartiges Stück aus dem PK 6, einfache Kerne aus PK 5, Kerne mit Präparation aus dem PK 4, Schaber aus dem PK 3

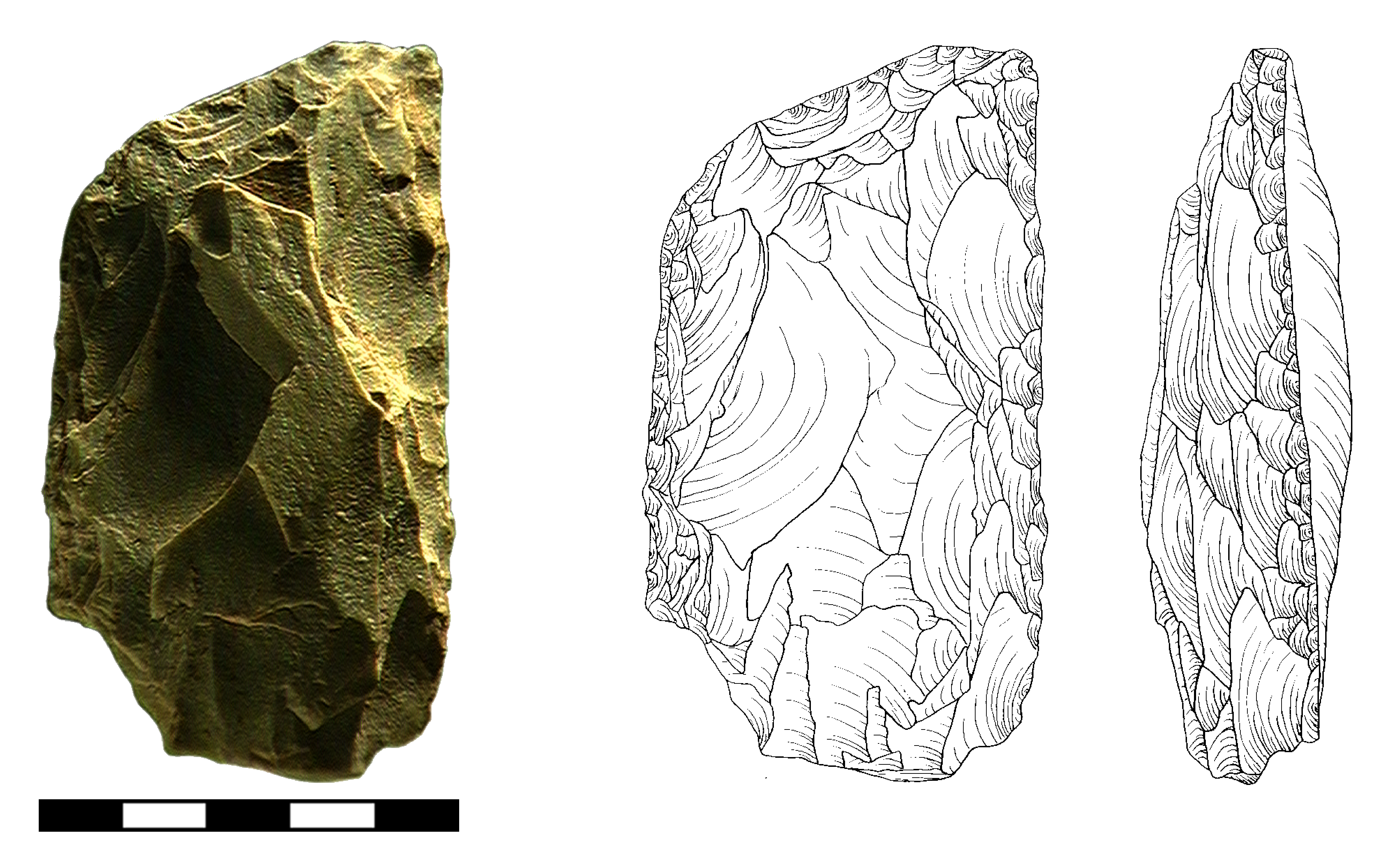
Schaberartiges Stück aus dem PK 6 des Aufschlusses Obi-Mazar/Lachuti in fotografischer und zeichnerischer Darstellung

Die nächsten jüngeren Böden erbrachten weitgehend Einzelfunde, deren Artefaktcharakter nicht in jedem Fall eindeutig ist. Erst der auf rund 600.000 Jahre zu datierende sechste Pedokomplex barg eine kleine Kollektion von knapp 150 Artefakten in Obi-Mazar. Charakterisiert wird diese durch eine relativ einfach gehaltene Grundformproduktion, also die Herstellung von Abschlägen aus Kernen. Sie kann somit als ebenfalls typisch altpaläolithisch angesehen werden. Das zeigt sich etwa an dem Fehlen vorpräparierter Kerne, so dass an den Schlagflächen, der Bereich, an dem mit fokussiertem Schlag der Abschlag vom Kern getrennt wird, meist natürliche Oberflächen auftreten. Klingen, also Abschläge, deren Länge die Breite um das Zwei- bis Dreifache übertrifft, als Merkmalsträger weiter entwickelter Schlagtechniken sind eher selten. Unter den Geräten treten einzelne Geröllgeräte wie Chopper und Chopping tools auf. Daneben kommen Schaber vor, die zwischen 6 und 10 cm lang sind und aus Geröllen, seltener aus Abschlägen bestehen. Ihre Retusche ist zumeist steil. Des Weiteren wurden retuschierte Abschläge geborgen. Anzeichen einer Faustkeiltechnik fehlen vollständig. Das Bild wiederholt sich im rund 100.000 Jahre jüngeren fünften Pedokomplex. Das Hauptfundgebiet befindet sich in Lachuti. Von hier stammen wenigstens 1047 Funde, darunter knapp 390 Steinartefakte und verschiedene Trümmer sowie vom Menschen eingetragenes Material verstreut auf rund 100 m² Untersuchungsfläche. Die Abschläge sind meist irregulär geformt mit Längen von 2,6 bis 5,0 cm, teilweise treten zitrusförmige Stücke auf, an deren breiter Seitenkante noch die Gerölloberfläche anhaftet. Wie im sechsten Pedokomplex sind Klingen selten, ihr Anteil erreicht lediglich 1,5 %. Unter den Kernen dominieren Geröllkerne, als Neuerung gegenüber dem älteren Inventar lässt sich aber ein vereinzeltes Auftreten präparierter Arbeitsflächen angeben. Die Retuschen der Geräte sind unregelmäßig, können aber schaberartig oder grob gezähnt sein. Einen größeren Anteil nehmen Geröllgeräte wie Chopper und Chopping tools ein. Ein ähnliches Bild ergab sich an der Fundstelle Lachuti-IV, wo auf einer Fläche von 6 m² über 660 Steinartefakte dokumentiert werden konnten. Diese streuten durch den gesamten, hier bis zu 2,7 m mächtigen Pedokomplex, bildeten aber insgesamt acht stratigraphisch voneinander abtrennbare Lagen. Mit rund 70 % stellt ein Großteil des Materials Schlagabfall dar, hinzu kommen retuschierte Abschläge, Schaber sowie einflächig bearbeitete Stücke. Einige rundliche Gerölle können als Schlagsteine interpretiert werden.

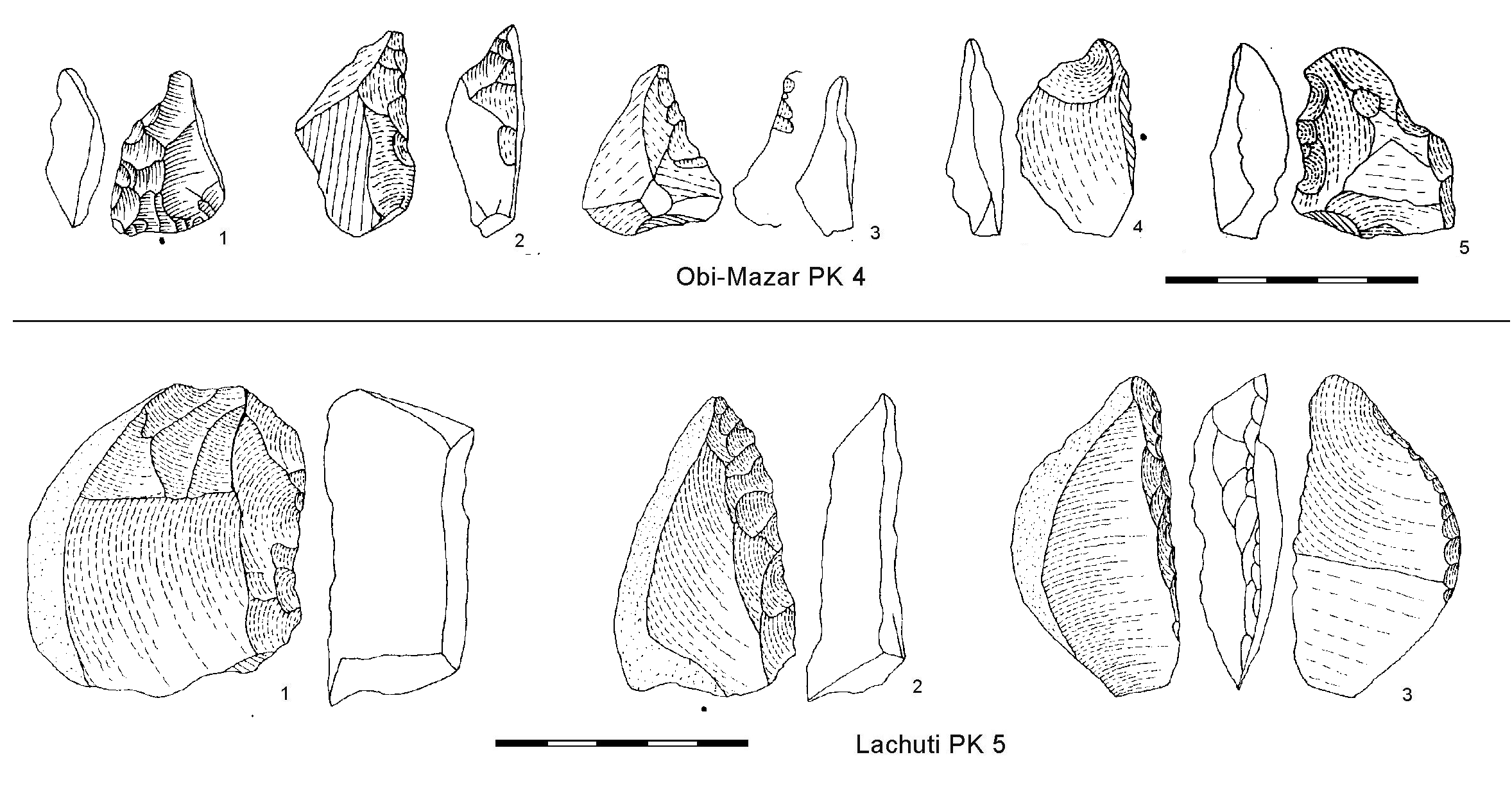
Steinwerkzeuge aus dem PK 5 und PK 4; im Vergleich zu den größeren Stücken aus dem PK 5 fallen jene aus dem PK 4 deutlich kleiner aus und verfügen über einfachere, meist gebuchtete oder gezähnte Arbeitskanten

Aus dem vierten Pedokomplex liegt ein umfangreiches Material vor, dessen Alter rund 400.000 Jahren beträgt. Die Funde wurden in mehreren Grabungskampagnen zwischen den 1970er und 2000er Jahren geborgen. Sie verteilen sich auf die Aufschlüsse Obi-Mazar/Lachuti und Chonako. Eine Analyse von knapp 2000 Funden von ersterem Aufschluss erbrachte neben etwa 150 angetragenen Geröllen einen über 60 %igen Anteil an Abschlägen, Trümmer bilden mehr als ein Viertel des Materials, während Kerne mit rund 3 % eher selten sind. Es finden sich einzelne Übereinstimmungen mit den älteren Inventaren aus dem sechsten und fünften Pedokomplex. Diese können mit der stark variablen Gestalt der Abschläge und den überwiegend einfachen Abbaukonzepten der Kerne benannt werden. Unter den Kernen treten aber häufiger als in den beiden älteren Fundkomplexen solche mit präparierten Arbeitsflächen auf. Hierbei sind auch einige Stücke belegt, die sowohl eine vorgefertigte Schlag- als auch eine Abbaufläche aufweisen. Damit nehmen diese die Prinzipien der mittelpaläolithischen Schlagtechnik vorweg, auch wenn es noch qualitative Unterschiede gibt. An den Geräten überwiegen einfache Arbeitskanten, die entweder gebuchtet oder gezähnt sind, selten aber eine schaberartige Gestaltung besitzen. Hiermit bestehen wiederum deutlichere Abweichungen zu den Steinartefakten des sechsten und fünften Pedokomplexes. Außerdem fällt gegenüber diesen eine markant geringere Dimensionierung auf. Der durchschnittliche Längenwert der Abschläge erreicht gut 2,9 cm mit einer hauptsächlichen Varianz von 2 bis 4 cm. Entsprechende Angaben bei den Kernen lauten 4,2 cm sowie 3,3 bis 5,8 cm.

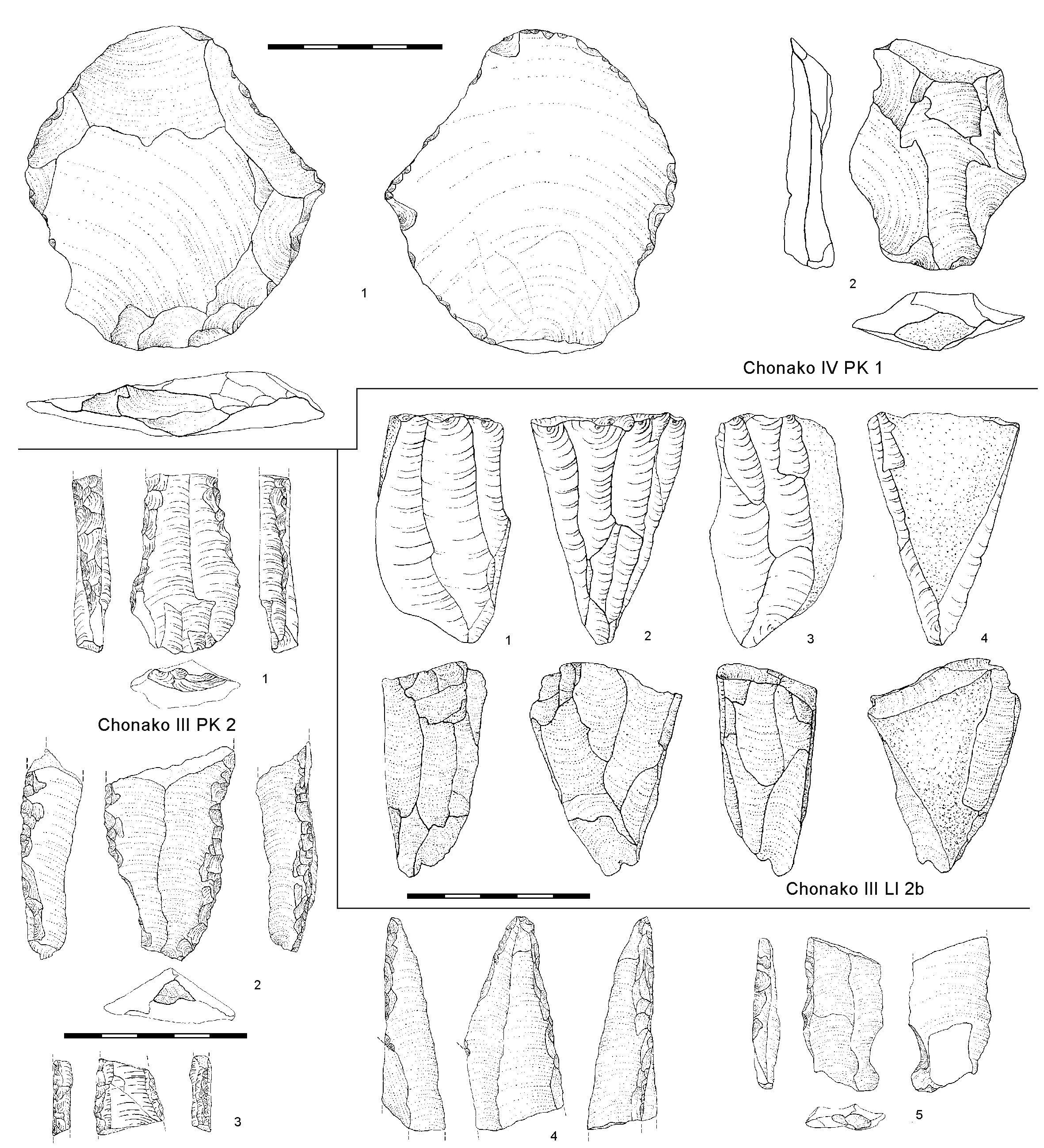
Steinartefakte aus dem PK 2 und 1 und dem Interstadial LI 2b des Aufschlusses Chonako; retuschierte Klingen aus dem PK 2, Klingenkerne für seriellen Abbau aus LI 2b, Levallois-Abschläge aus dem PK 1

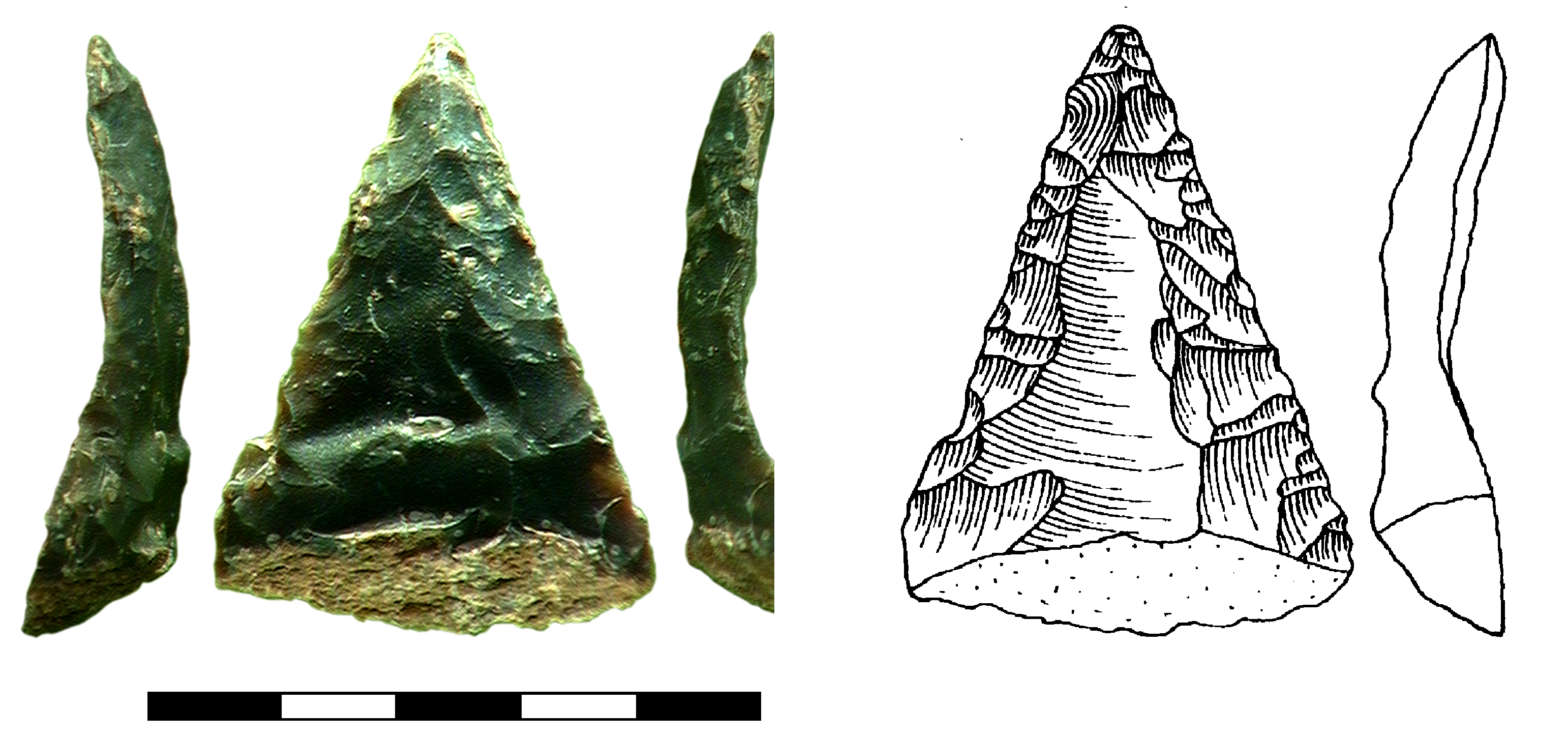
Moustier-Spitze aus dem PK 2 des Aufschlusses Chonako in fotografischer und zeichnerischer Darstellung

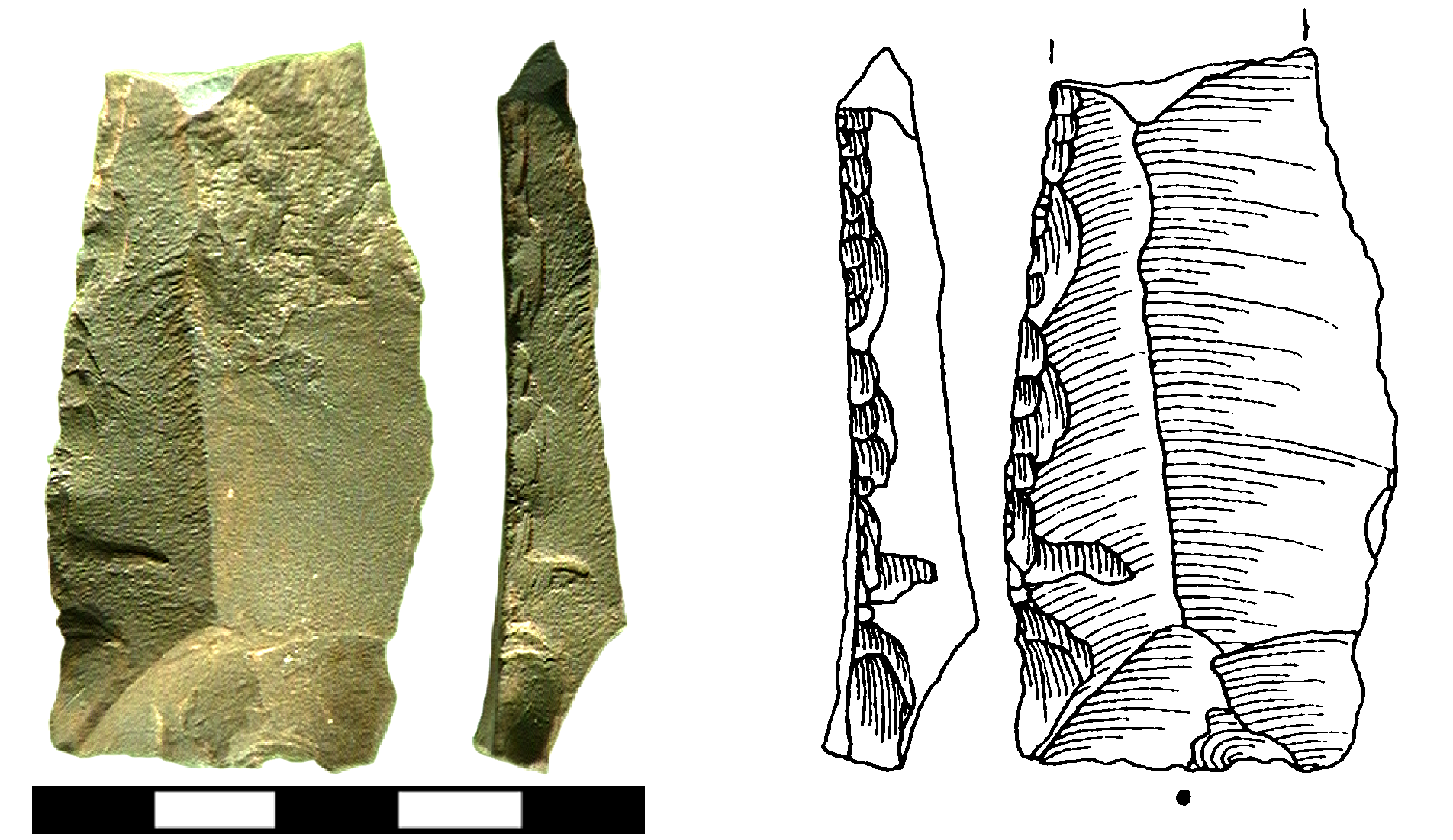
Retuschierte Klinge aus dem PK 2 des Aufschlusses Chonako in fotografischer und zeichnerischer Darstellung

Im dritten Pedokomplex mit einem Alter von rund 300.000 Jahren konnten bisher nur wenige Steinartefakte dokumentiert werden, wozu unter anderem ein Schaber gehört. Der Charakter des Steinartefaktinventars ändert sich deutlich im zweiten Pedokomplex und aufwärts. Im zweiten Pedokomplex, der auf rund 200.000 Jahre datiert, streuen die Funde durch den gesamten Abschnitt, bilden aber auch einzelne Konzentrationen. Abschläge erreichen insgesamt einen Anteil von fast der Hälfte, darunter finden sich auch einzelne, die eindeutig dem Levallois-Konzept zuzusprechen sind. Dieses zeichnet sich durch eine mitunter sehr materialintensive Präparationstechnik der Kerne aus, bei der am Ende Abschläge von vorbestimmter Form und Größe gewonnen werden können. Der Anteil an Klingen nimmt im Vergleich zu den älteren Pedokomplexen erheblich zu und macht rund ein Drittel des Gesamtinventars aus. Sie sind bis zu 12 cm lang und vielfach bei der Herstellung gebrochen. Auffallend ist ihre teils massive Dicke, was sich eventuell rohmaterialbedingt von ähnlichen Stücken aus dem westlichen Eurasien unterscheidet, die häufig aus dem sehr feinkörnigen und spröden Feuerstein bestehen. Auffallend ist auch eine Zunahme der Klingen vom unteren hin zum oberen Abschnitt des zweiten Pedokomplexes. In Summe beträgt ihr Anteil im unteren Bereich rund ein Viertel, im oberen steigt er auf fast 45 % an. Dem gegenüber geht der Anteil der Abschläge von über 60 % auf unter 40 % zurück. Der Rest des Inventars verteilt sich auf Kerne und Trümmer. Erstere sind aber selten und werden durch einzelne diskoide Formen gekennzeichnet. Für den Gebrauch als Werkzeug wurden überwiegend die Klingen retuschiert. Hierbei lassen sich einzelne Schaber herausstellen, aber auch Stücke mit gebuchteten und gezähnten Arbeitskanten.
Gut 2 m oberhalb des zweiten Pedokomplexes ist aus der schwächer ausgebildeten Bodenbildung des Lössinterstadials 2b in Chonako ein Fundkomplex aus einem kühleren oder trockenen Interstadial vor gut 180.000 Jahren belegt. In dem hier geborgenen Steinartefaktmaterial, das eine dichte Konzentration bildet, ist der Klingenanteil ebenfalls deutlich hoch und liegt nach 78 untersuchten Stücken bei fast der Hälfte. Die Abschläge nehmen hier nicht einmal ein Drittel ein. Hervorzuheben sind drei konisch geformte Kerne, die hochgradig standardisiert wirken und Ähnlichkeiten zu bekannten Stücken aus dem Jungpaläolithikum erkennen lassen. Sie verweisen auf eine serielle Klingenproduktion bereits weit vor dieser Zeitstufe. Die Geräte aus dem Lössinterstadial 2b bestehen aus retuschierten Klingen und Abschlägen.
Die Besiedlung des Raumes in klimatisch weniger günstigen Phasen lässt sich auch für die nachfolgende Zeit aufzeigen. Die schwach verwitterte Bodenbildung des Lössinterstadials 2a unterhalb des ersten Pedokomplexes, die möglicherweise einer Wärmeschwankung vor rund 150.000 Jahren entspricht, enthielt in Chonako eine kleine Konzentration von gut 80 kleindimensionierten Artefakten. Die meisten Stücke sind unter 3 cm lang und repräsentieren kleine Klingen, auch Lamellen genannt, der Anteil an Abschlägen ist gering. Geräte wurden nicht beobachtet. Der jüngste Pedokomplex erbrachte bisher nur wenige Funde. Der mittlere Boden zeigte eine konzentrierte rötliche Verfärbung, die anfänglich als Feuerstelle interpretiert, später aufgrund weiterer ähnlicher Befunde aber als natürliches Feuer angesehen wurde. Der gleiche Boden förderte mehrere längliche bis runde Levallois-Abschläge zu Tage. Aus dem obersten Boden sind einzelne weiter gestreute Steinartefakte dokumentiert.

### Einbindung in das überregionale Paläolithikum
Die zahlreichen Funde aus den unterschiedlichen Pedokomplexen von Obi-Mazar/Lachuti und Chonako ermöglichen einen Vergleich mit anderen Fundstellen des eurasischen Paläolithikums. Allgemein sind die älteren Komplexe bis zum vierten Pedokomplex dem Altpaläolithikum zuzuweisen, was sich an den wenig standardisierten Kern- und Abschlagformen zeigt. Für die möglicherweise ältesten Funde aus Kuldara gibt es aufgrund der geringen Anzahl an Steinartefakten nur wenige Vergleichsmöglichkeiten. Zeitliche Entsprechungen könnten mit Stránská skála in Tschechien vorliegen, eventuell auch mit den unteren Fundschichten von Korolevo in der Ukraine oder der Gran Dolina von Atapuerca in Spanien. Alle drei Fundstellen zeichnen sich wie Kuldara durch eher einfache Schlagtechniken aus, wobei die einzelnen Inventare jeweils nur einen geringen Umfang haben. Andere etwa zeitgleiche Fundstellen, wie sie unter anderem mit Bizat Ruhama und ʻUbeidiya aus Israel vorliegen, zeigen sich teils deutlich variantenreicher, verfügen aber auch über ein größeres Artefaktensemble.
Die Funde des sechsten und fünften Pedokomplexes ähneln einander deutlich. Ihrer charakteristischen Geröllgeräte wegen werden sie der Karatau-Kultur zugesprochen. Der eponyme Fundplatz befindet sich mit Karatau rund 1100 m oberhalb des Wachsch auf einer Höhenlage von 1700 m etwa 54 km südöstlich von Duschanbe. Er ist wahrscheinlich zeitlich äquivalent zum fünften, eventuell auch zum sechsten Pedokomplex. In den frühen 1970er Jahren entdeckt, wurde die Freilandfundstelle in mehreren Grabungskampagnen erschlossen und auf rund 500 m² freigelegt. Hierbei fanden sich über 930 Steinobjekte, von denen mehr als 610 als Artefakte angesprochen werden können. Das Inventar spiegelt jene aus dem sechsten und fünften Pedokomplex von Obi-Mazar/Lachuti wider mit unregelmäßigen Abschlägen, einfachen Kernreduktionstechniken bei extrem seltenem Auftreten zuvor präparierter Arbeitsflächen und Geräten mit schaberartigen steilen Retuschen. Die Dominanz von Geröllgeräten wie Chopper und Chopping tools sowie das Fehlen von Faustkeilen zeichnet das Material als Geröllgerätekultur aus. Die Karatau-Kultur findet ihre Entsprechungen im südasiatisch verbreiteten Soanien oder in unterschiedlichen westeurasischen Kulturerscheinungen, die mitunter als „Clactonien“ bezeichnet werden. Diese Gruppen stehen dem altpaläolithischen (älteren) Acheuléen gegenüber, dessen Charakterform der Faustkeil ist. Eine hypothetische Trennung zwischen faustkeilfreien und faustkeiltragenden Kulturerscheinungen wurde als Movius-Linie bezeichnet und verläuft vom östlichen Europa durch Zentralasien östlich des Ufers des Kaspischen Meeres bis in das nördliche Südasien. Die Karatau-Kultur läge somit im Grenzbereich dieser Linie. Das Vorkommen von Faustkeilen in Zentralasien wird teils kontrovers diskutiert. Vereinzelt wurden unter anderem Faustkeile oder bifazial (zweiseitig) bearbeitete Stücke aus Sel’Ungur in Kirgisistan und vom Krasnovodsk-Plateau in Turkmenistan beschrieben. Während letztere möglicherweise tatsächlich Faustkeile darstellen, bewerten andere Autoren die entsprechenden Funde aus Sel’Ungur als Kerne. In jüngeren Forschungsansätzen wird die Movius-Linie weitgehend kritisch betrachtet, da beispielsweise in Mitteleuropa an einigen den „Clactonien“ zugewiesenen Fundplätzen durchaus faustkeilartige Geräte auftreten. Aus diesem Grund ist das Fehlen von Faustkeilen möglicherweise kein Ausdruck kultureller Unterschiede, sondern eventuell eine Anpassung an ökonomisch-ökologische Rahmenbedingungen.

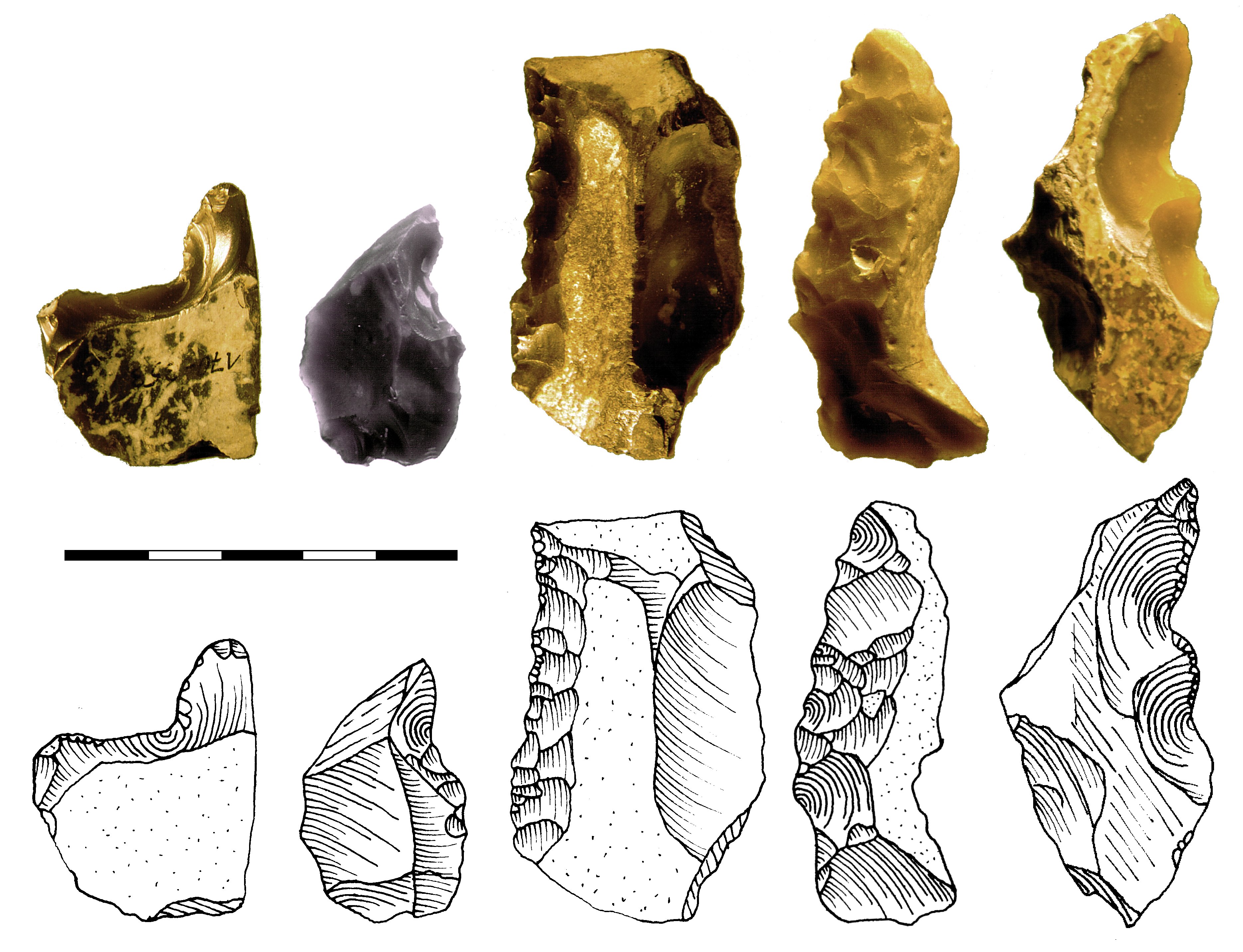
Typische kleingerätige Inventare des Altpaläolithikums – wie hier aus Bilzingsleben – bestehen häufig aus gebuchteten, gezähnten oder einfachen retuschierten Geräten.

Aus dem vierten Pedokomplex wurde wiederum ein kleinformatiges Inventar geborgen. Chronologisch steht es am Ende der altpaläolithischen Entwicklung. Das Fundmaterial gleicht in vielerlei Hinsicht dem der Karatau-Kultur, weicht aber durch die geringe Dimensionierung und die einfacher gestalteten Arbeitskanten auch deutlich ab. Die teils auffälligen Qualitätsunterschiede zu den mitunter feiner retuschierten Arbeitskanten der Geräte der Karatau-Kultur veranlassten einige Archäologen wie Vadim A. Ranov von einer „Degeneration“ zu sprechen. Andere Autoren sehen diese Auffassung kritischer, da einzelne vorkommende Kerne mit präparierten Schlag- und Abbauflächen sowie auftretende Präparationstechniken, die sich an den Abschlägen erkennen lassen, die mittelpaläolithische Levallois-Technik vorwegnehmen. Gegenüber den älteren Inventaren aus dem sechsten und fünften Pedokomplex, wo derartige Hinweise weitgehend fehlen, wird ihrer Auffassung zufolge in dem Material aus dem vierten Pedokomplex eine „Weiterentwicklung“ angezeigt. Kleingerätige Inventare sind ein typisches Phänomen im eurasischen Altpaläolithikum. Im regionalen Vergleich bietet sich die Fundstelle Kara Bura 160 km südwestlich von Obi-Mazar/Lachuti und 37 km südwestlich von Kurgan-Tjube im Tal des Wachsch an. Dieser in der älteren Literatur zumeist in die letzte Warmzeit gestellte Fundplatz entspricht zeitlich vermutlich eher dem vierten Pedokomplex von Obi-Mazar/Lachuti. Ähnlich zu Obi-Mazar kommen auch hier neben Geröllgeräten vereinzelt mittelpaläolithische Schlagtechniken vor. Räumlich weiter entfernt und einem „Travertin-Paläolithikum“ zuordbar sind die Lokalitäten von Koshkurgan und Shoktas in Kasachstan zu nennen. Auch aus dem westlichen Eurasien wurde vergleichbares Material mehrfach berichtet. Bedeutend sind hier die Fundplätze von Bilzingsleben in Thüringen und von Schöningen in Niedersachsen, die beide etwa zeitgleich zum Pedokomplex 4 sein dürften. Weitere ähnliche Inventare liegen aus Vértesszőlős in Ungarn oder aus Račinéves in Tschechien vor. Auffällig für die europäischen Plätze ist, dass kleingerätige altpaläolithische Fundkomplexe bisher weitgehend an Warmzeiten gebunden sind, großformatige Artefaktinventare treten hingegen häufiger in den Übergangsphasen zu den Kaltzeiten auf. Die überwiegend einfachen Arbeitskanten der Werkzeuge mit ihren gebuchteten und gezähnten Retuschen dienten weitgehend der Bearbeitung organischer Materialien.

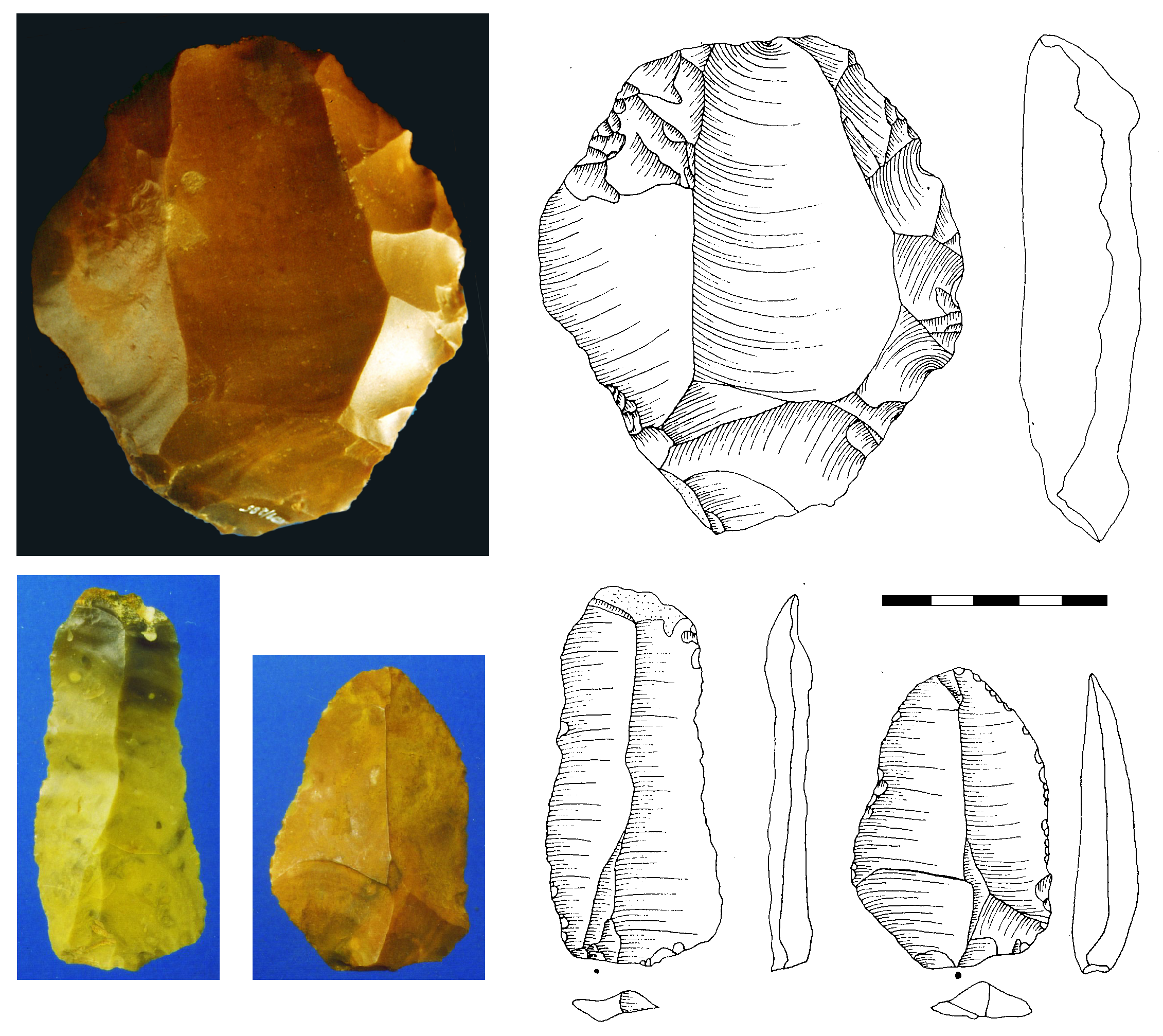
Levallois-Kern, Levallois-Klinge und Levallois-Abschlag aus Markkleeberg als Beispiel eines frühen Mittelpaläolithikums vor rund 280.000 Jahren

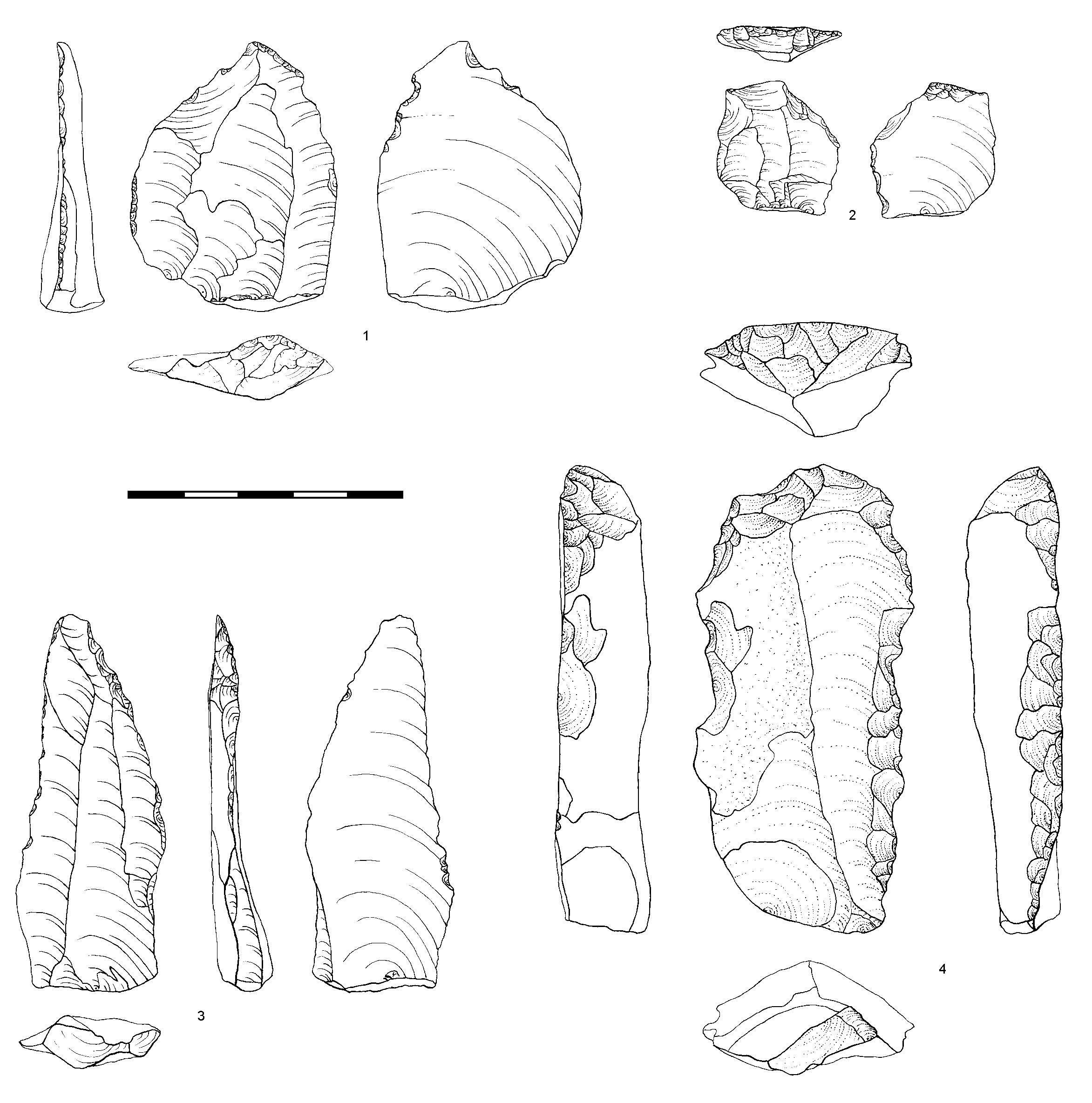
Klingen und steil retuschierte Kratzer aus dem Jungpaläolithikum von Chudschi

Die wenigen Funde aus dem dritten Pedokomplex erlauben momentan keine eindeutige Zuweisung zu einer der alt- oder eventuell schon mittelpaläolithischen Geräteindustrien. Der Altersstellung dieses Pedokomplexes entsprechend findet in der paläolithischen Kulturabfolge in anderen Teilen Eurasiens und in Afrika der Wechsel zwischen den beiden Steingerätetraditionen statt. Die Grenze wird mit dem Erscheinen der ausgeprägten Levallois-Technik definiert. Als bedeutende Fundstellen, die den Beginn des Mittelpaläolithikums anzeigen, sollen die rund 280.000 Jahre alte Station von Markkleeberg in Sachsen und das nahezu gleich alte Olorgesailie in Kenia genannt werden. Im Gebiet des Obi-Mazar ist das Mittelpaläolithikum dann ab dem zweiten Pedokomplex eindeutig greifbar. Als Charakteristikum kann neben der entwickelten Levallois-Technik vor allem das häufige Auftreten von Klingen genannt werden, wie es aus Chonako belegt ist. Das bezieht sich hierbei nicht nur auf den zweiten Pedokomplex, sondern auch auf die nachfolgenden schwach verwitterten Böden der Lössinterstadiale 2b und 2a. Dass die Klingen nicht zufällig oder beiläufig entstanden, heben die standardisierten Klingenkerne hervor, die eine serielle Produktion anzeigen. Vergleichbare spezialisierte Schlagindustrien sind aus dieser Zeitstellung in Zentralasien nicht bekannt. Im Allgemeinen treten Klingen in größerer Zahl seit dem Mittelpaläolithikum auf. Ihre Herstellung beruht in der Regel auf dem Levallois-Konzept, womit sich eine Herstellung in schneller Abfolge aufgrund der aufwendigen Präparationstechniken weitgehend ausschloss. Eine serielle Klingenproduktion von speziellen – überwiegend prismatisch bis konisch geformten – Kernen wird daher häufig mit dem Jungpaläolithikum verbunden. Klingenindustrien sind in Tadschikistan unter anderem aus der Höhlenfundstelle Ogzi-Kitschik im Danghara- und den Freilandstationen Schugnou im Jachsutal, hier vor allem die unteren Fundschichten, sowie Chudschi im Hissartal dokumentiert. In der Regel wird für alle drei Fundstellen eine Übergangsstellung zwischen dem Mittel- und dem nachfolgenden Jungpaläolithikum angenommen, womit sich eine Datierung in den mittleren Abschnitt der letzten Kaltzeit ergäbe. Während radiometrische Daten für Chudschi dies zu bestätigen scheinen und auch das Artefaktinventar mit den typischen jungpaläolithischen Klingen und steil retuschierten Kratzern dafür spricht, legen entsprechende absolute Daten für Ogzi-Kitschik auch ein höheres Alter nahe. Für die unteren Lagen von Schugnou geben wiederum artefaktmorphologische Kriterien ein Indiz für eine ältere Einstufung. Ähnlich verhält es sich mit der Klingenindustrie von Obi-Rachmat nordöstlich von Taschkent in Usbekistan, dessen angenommene letztkaltzeitliche Stellung nicht zweifelsfrei ist. Eine frühere zeitliche Einordnung erscheint ebenfalls möglich. Impliziert wird das sowohl durch absolute Daten als auch durch einzelne Artefaktmerkmale wie auftretende Levallois-Hinweise. Vor-jungpaläolithische Klingenindustrien wurden auch aus Europa beschrieben. Ein Großteil der Fundstellen konzentriert sich in einem enger umgrenzten Raum im nordwestlichen Mitteleuropa. Bekannte Fundorte sind hier etwa Rocourt in Belgien oder Seclin in Frankreich. Sie datieren weitgehend in die letzte Warmzeit vor rund 100.000 Jahren. Gegenüber diesen weisen aber die Komplexe aus Chonako mit ihrer Stellung in der vorletzten Warmzeit und der vorletzten Kaltzeit ein deutlich höheres Alter auf.
Das Auftreten früher Klingenindustrien an den Aufschlüssen des Obi-Mazar ist umso bemerkenswerter, da sie im ersten Pedokomplex durch ein klassisches Moustérien ersetzt werden. Das Bild wiederholt sich in Obi-Rachmat, ist aber auch an westeurasischen Fundplätzen nachweisbar. Das Moustérien gilt als klassische Kultur der Neandertaler, die hauptsächlich während der letzten Kaltzeit Verbreitung fand. Gekennzeichnet wird es wiederum durch die Levallois-Technik und die markanten Spitzen. Somit zeigen nicht nur die westeurasischen Fundstellen mit ihrem Wechsel von den Klingenindustrien zum Moustérien, sondern auch die Aufschlüsse am Obi-Mazar die diskontinuierliche Entwicklung im Mittelpaläolithikum an. Zumal mit dem Micoquien und seiner ausgefeilten, auf den Faustkeiltraditionen des Acheuléens basierenden Bifazialtechniken noch weitere parallele Kulturerscheinungen existierten. Inwiefern hier klimatische oder ökonomisch-ökologische Faktoren eine Rolle spielen, ist in Diskussion.

### Strategien der Landschaftsnutzung

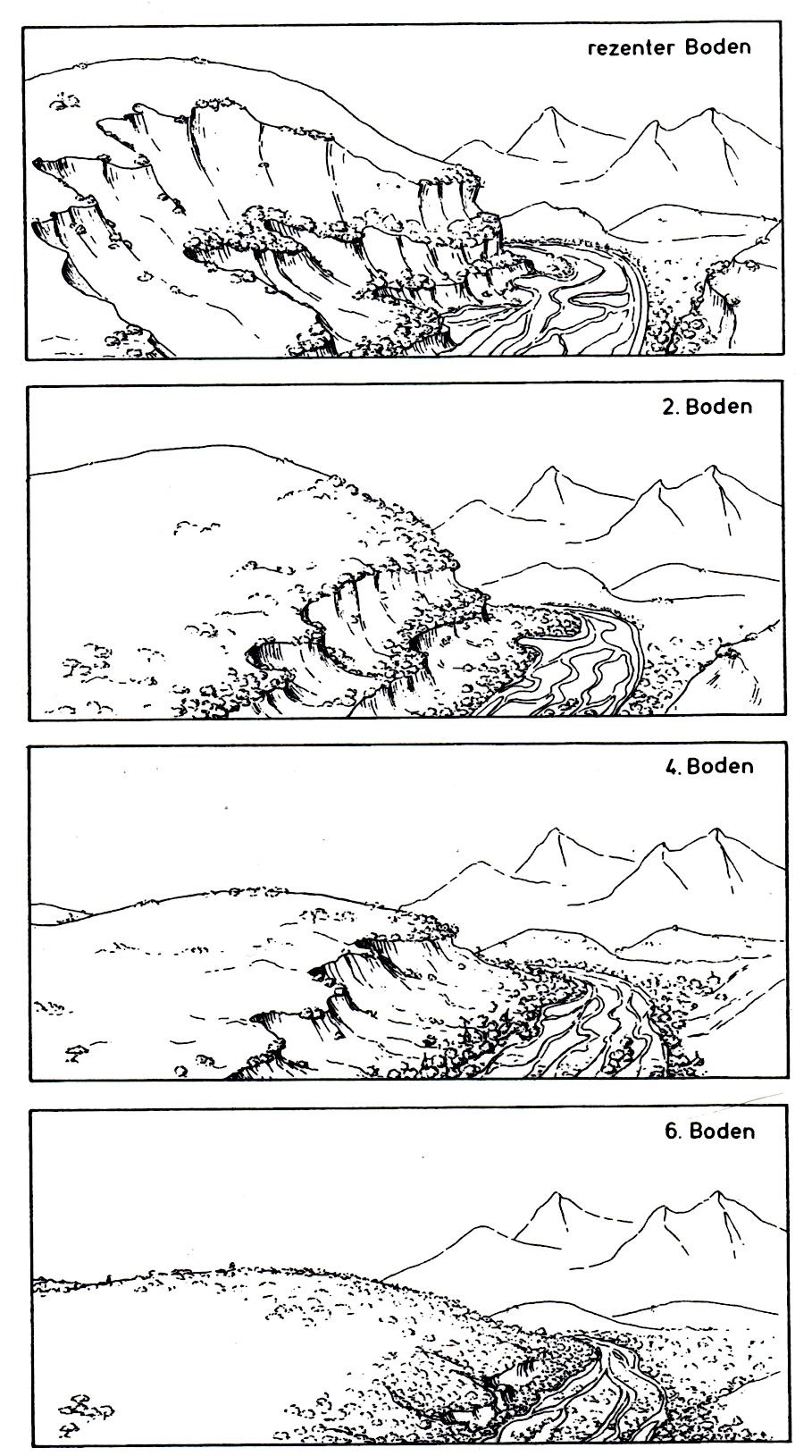
Entwicklung der Lösslandschaft am Obi-Mazar vom PK 6 über PK 4 zum PK 2 und im Vergleich zu heute

Der Obi-Mazar hat sich heute tief in die Landschaft hineingeschnitten. Die vertikale Distanz zwischen Flussbett und Geländeoberfläche beträgt teilweise bis zu 200 m. Als Ergebnis besteht heute eine topographisch vielfach gegliederte Landschaft. Die einzelnen Pedokomplexe geben den Verlauf der ehemaligen Geländeoberfläche während ihrer Entstehungszeit wieder. Ein Teil der starken Geländeaufhöhung wird mit tektonischen Hebungsprozessen im Zuge der Auffaltung des Pamirs im Verlauf des Pleistozäns erklärt, in deren Zuge die zunehmend exponierte Lage weitere Lössanwehungen begünstigte. In vergangenen Zeiten war das Gelände wesentlich flacher strukturiert. Das kann beispielsweise am sechsten, fünften und vierten Pedokomplex aufgezeigt werden. Beide verlaufen im Bereich der Wasserscheide nahezu horizontal und fallen in Richtung des heutigen Obi-Mazar nur flach ein. Die damaligen Menschen nutzten dadurch einen flachen Flusshang für ihre Aktivitäten. Zur Entstehungszeit des zweiten und ersten Pedokomplexes sah die Landschaft dagegen schon deutlich anders aus. Der Fluss hatte sich bereits tiefer eingeschnitten und die Ufer wurden von steileren Hängen begleitet.
Vor dem Hintergrund dieser Landschaftsveränderungen sind auch die Artefaktkomplexe der einzelnen Pedokomplexe zu deuten. Generell muss gesagt werden, dass die heutigen steilen Hänge an den Lössprofilen kaum großflächige Grabungen zulassen. In der Regel handelt es sich um langschmale Schnitte. Dadurch ist nur ein kleiner Ausschnitt der damaligen Aktivitätsbereiche der frühen Menschen einsehbar. Die frühen Menschen des sechsten, fünften und vierten Pedokomplexes am Aufschluss Obi-Mazar/Lachuti nutzten die flachen Flusstäler. Der Fluss lag nur wenig unterhalb der erschlossenen Besiedlungsfläche, für den vierten Pedokomplex werden rund 60 m angenommen. Als Rohmaterialressource für ihre Steingeräteherstellung dienten ihnen die lokalen Flussgerölle bestehend aus Quarzen, Quarziten und Porphyren. Bezüglich der Qualität des Rohmaterials bestehen hier kaum Unterschiede. Umso interessanter ist die grundsätzlich verschiedene Ausprägung der Artefaktinventare mit dem kleinformatigen Ensemble aus dem vierten gegenüber den großformatigen aus den beiden älteren Pedokomplexen. Ob hier unterschiedliche Aktivitätsmuster vorliegen oder sich eventuell kulturelle Differenzen auszeichnen, kann momentan nicht genau beantwortet werden. Die Nutzung des Landschaftsraumes ist insgesamt nicht ganz eindeutig. Aus den älteren Pedokomplexen liegen fast nur Einzelfunde vor, die Sammlung des sechsten Pedokomplexes ist nur wenig umfangreich. Für den fünften und vierten Pedokomplex, die jeweils umfangreicher untersucht wurden, ergab die Artefaktverteilung jeweils nur einzelne kleinere Konzentrationen. Das Fundensemble beider Pedokomplexe repräsentiert das gesamte Steinartefaktrepertoire der frühen Menschen. Dies schließt Schlagplätze aus, an denen üblicherweise die Kerne reduziert und Abschläge hergestellt wurden. Die inhomogene Streuung geht vermutlich auf unterschiedliche, möglicherweise kurzfristige Begehungsphasen zurück, bei denen der frühe Mensch die Landschaft immer wieder aufsuchte. Die jeweiligen Artefaktinventare bilden dadurch keinen in sich geschlossenen Komplex. Das wird auch durch die teils deutliche vertikale Streuung impliziert.

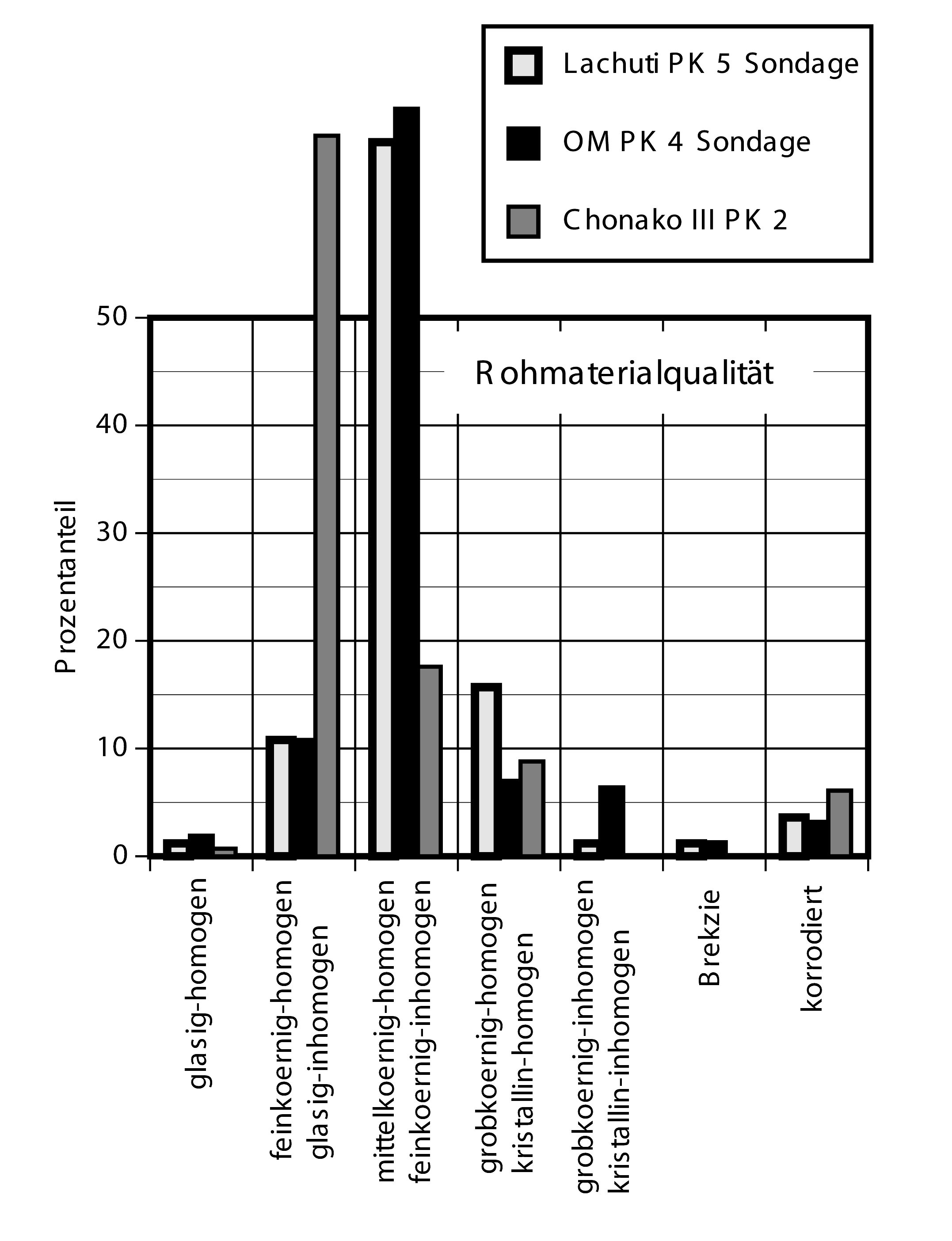
Statistischer Vergleich der Qualität des Rohmaterials zwischen dem PK 5 und 4 zum PK 2

Die frühen Menschen aus dem Bereich des zweiten und ersten Pedokomplexes am Aufschluss Obi-Mazar/Lachuti lebten in einer stärker reliefierten Landschaft mit einem tiefer liegenden und eventuell schwerer zugänglichen Flussbettniveau. Der Aufschluss von Chonako liegt etwas abseits vom heutigen Fluss und schmiegt sich an das Kugitek-Gebirge. Die gleiche geographische Situation bestand wohl schon vor 200.000 bis 100.000 Jahren. Dadurch können sich die Aktivitätsmuster zu Obi-Mazar/Lachuti unterschieden haben. Ihnen stand mit den Geröllen des Obi-Mazar aber die gleiche Rohmaterialressource zur Verfügung wie den frühen Menschen aus den älteren und jüngeren Abschnitten an den Aufschlüssen von Obi-Mazar/Lachuti. Anhand der einzelnen Fundbereiche lassen sich in Chonako drei Fundstellenkategorien unterscheiden. Die erste besteht aus einzelnen Funden, die locker horizontal und vertikal gestreut liegen und eine hohe Diversität an Rohmaterial zeigen. Es handelt sich hierbei wohl um unspezifische Hintergrundaktivitäten zu unterschiedlichsten Zeiten. Zur zweiten gehören dichtere Fundstreuungen, während die dritte eng begrenzte Konzentrationen mit geringer vertikaler Verteilung umfasst. Letztere weisen häufig nur ein oder zwei Rohmaterialtypen auf und können als Reste zeitlich begrenzter Aktivitäten aufgefasst werden. Hier fällt dann auch auf, dass in den in sich geschlosseneren Inventaren wie aus dem Pedokomplex 2 und dem Lössinterstadial 2b die frühen Menschen zwar die gleiche Rohmaterialressource wie jenen der älteren Pedokomplexe zur Verfügung stand, sie aber diese gezielter nutzten und verstärkt hochwertigere Gesteine als in den älteren Fundlagen auswählten. Machen im vierten und fünften Pedokomplex feinkörnige bis glasige Rohmaterialien nur rund 10 % des Inventars aus, erhöht sich ihr Anteil in den genannten jüngeren Fundensembles auf über 50 %. Im Vergleich dazu fällt der Anteil gröberkörniger oder teils inhomogener Gesteinsrohstoffe von wiederum über 50 % in den beiden älteren Pedokomplexen auf unter 20 % in den beiden jüngeren Inventaren.
Ein überwiegender Teil des Fundmaterials entstammt den stark verwitterten Bodenkomplexen, die in der Regel mit den optimalen Bedingungen der jeweiligen Warmzeiten korrelieren. Einzelne Streufunde aus lössigen bis schwach verwitterten Ablagerungen zwischen dem sechsten und fünften Pedokomplex deuten auf eine erste Nutzung der Landschaft auch unter trocken-/kühl- bis kaltklimatischen Bedingungen vor rund 540.000 Jahren hin. Wesentlich regelhafter zeigt sich die Besiedlung offener kühlklimatischer Landschaften anhand der reichhaltigeren Steinartefaktinventare aus den schwach verwitterten Bodenbildungen der Lössinterstadiale 2b und 2a oberhalb des zweiten und unterhalb des ersten Pedokomplexes, deren Altersdaten bei 180.000 beziehungsweise 150.000 Jahren liegen.

## Forschungsgeschichte

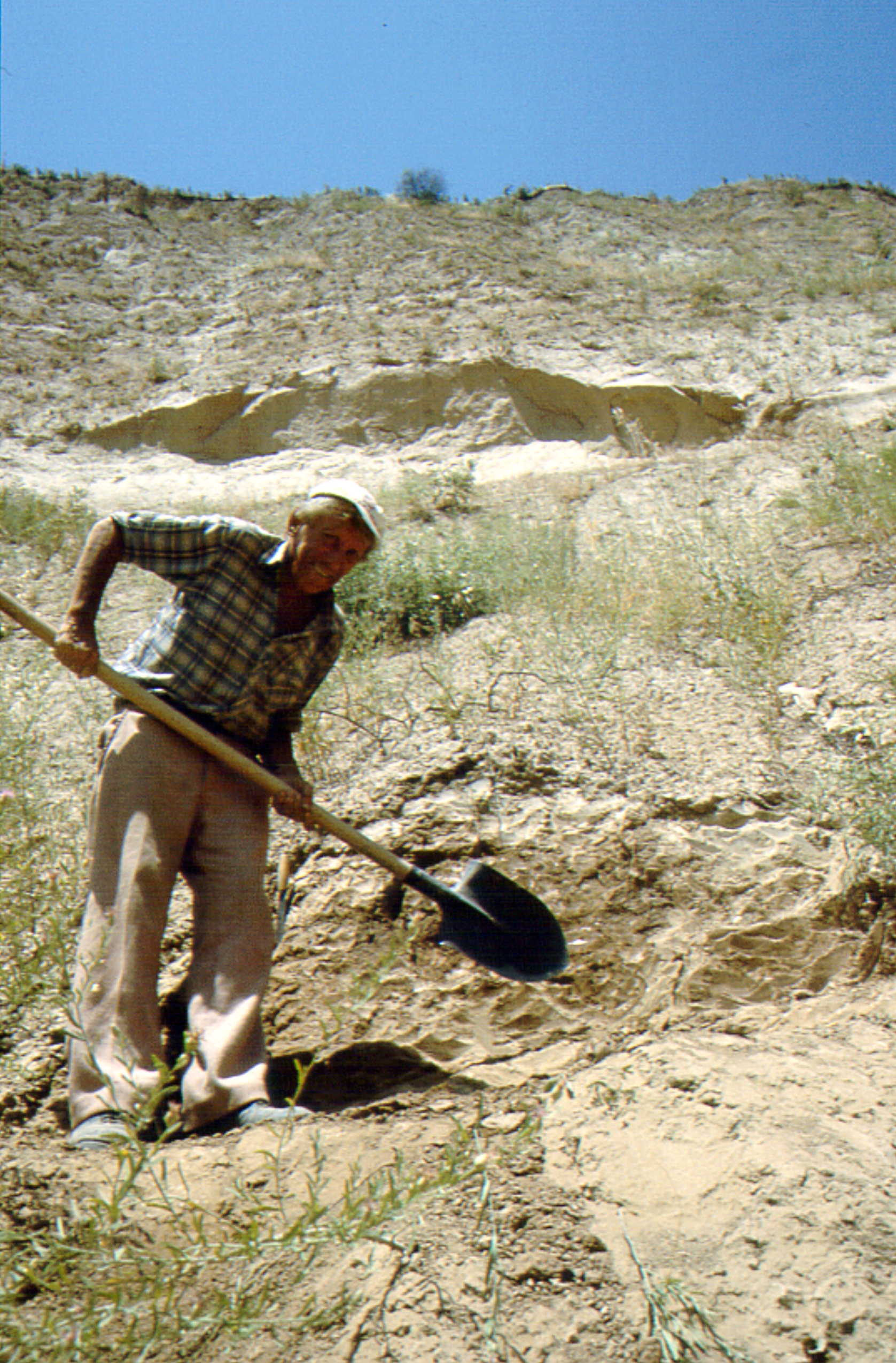
Vadim A. Ranov in Chonako, 2002

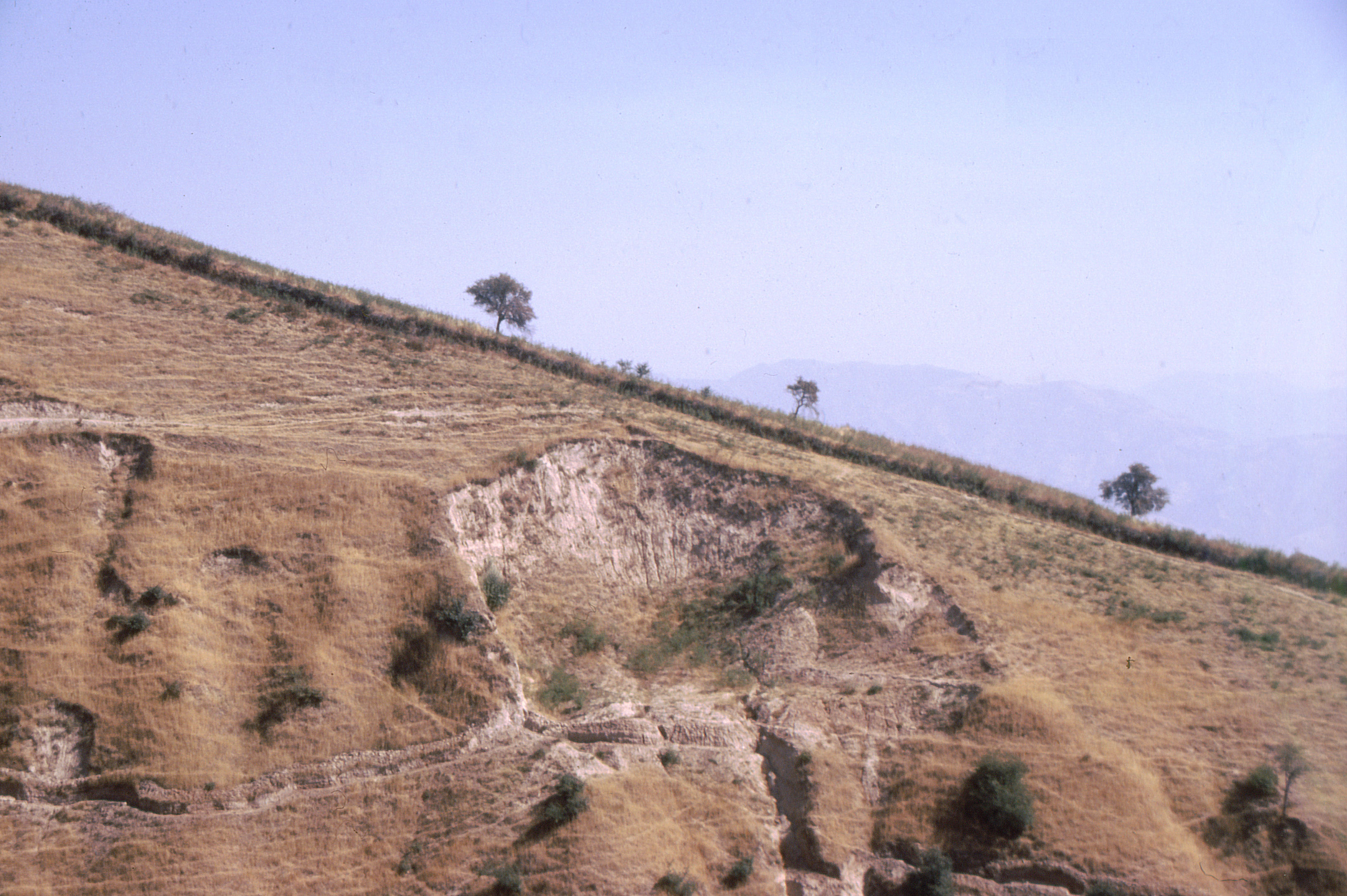
Die Fundstelle Karatau als Beginn der Erforschung des tadschikischen Löss-Paläolithikums

Die Erforschung der Löss-Paläoboden-Sequenzen im südlichen Tadschikistan begann Anfang der 1970er Jahre mit der Entdeckung des Fundplatzes Karatau oberhalb des Wachsch gelegen. Bereits zuvor, Ende der 1950er Jahre, waren erste fossile Knochen aus den alluvialen Ablagerungen im Liegenden der Lösse am Aufschluss vom Obi-Mazar entdeckt worden. Dieser Aufsammlung folgten wissenschaftliche Grabungen von Mitgliedern der Akademie der Wissenschaften der UdSSR im Jahr 1968. Etwa ein halbes Jahrzehnt darauf barg der Geologe Andrej E. Dodonov die ersten Steinartefakte an den Aufschlüssen von Obi-Mazar und von Chonako. An letzteren entstammten die Funde dem fünften Pedokomplex. Zur Überprüfung der Fundlage wurden noch im gleichen Jahr zwei Probeschnitte in Chonako angelegt. In den Folgezeit bis zu den 1990er Jahren besuchte vor allem der sowjetisch-tadschikische Archäologe Vadim A. Ranov die Region regelmäßig, wenn auch teilweise im etwas zeitlichen Abstand. Im Jahr 1977 fanden beide Aufschlüsse Beachtung durch die International Union for Quaternary Research (INQUA), als Mitglieder der Subkommission im Rahmen des Workshops On the Neogene-Quaternary boundary („Zur Neogen-Quartär-Grenze“) diese bei einer Exkursion besuchten. In einer größer angelegten Untersuchung wurde im Jahr 1980 in Chonako I eine Fläche von rund 170 m² verteilt über die Pedokomplexe 6, 7 und 8 erschlossen, sie erbrachte aber insgesamt nur wenige Funde.
Bereits im Jahr 1976 wiederum hatte der Geologe A. A. Lazarenko in zwei kleinen Sondagen am vierten Pedokomplex von Obi-Mazar mehrere Hundert Steinartefakte zu Tage gefördert. Der Aufschluss konnte erst 1983 von Ranov wieder aufgesucht werden, es fanden sich jedoch keine Spuren der Schnitte mehr. Eine dort im Folgejahr getätigte umfangreichere Untersuchungsaktion, die insgesamt acht Grabungsflächen auf 70 m Länge einschloss, erbrachte über 260 Artefakte. Schon Ende der 1970er Jahre waren Aktivitäten am fünften Pedokomplex von Lachuti erfolgt. Hierbei wurden mehr als 1040 Steinobjekte verteilt über eine Fläche von 100 m² dokumentiert. Die teils intensiven Tätigkeiten in der Region führten zur Entdeckung weiterer Fundplätze, von denen hier Kuldara als möglicherweise ältester bekannter Besiedlungsnachweis in einem Seitental des Obi-Mazar südlich der Ortschaft Lachuti hervorgehoben werden soll. Die reichhaltigen Funde aus den Löss-Paläoboden-Sequenzen des südlichen Tadschikistan veranlassten Ranov im Jahr 1987 den Begriff „Löss-Paläolithikum“ zu prägen. Dieses schließt zahlreiche Fundstellen des südlichen Tadschikistans ein, darunter neben den Aufschlüssen am Obi-Mazar etwa Karamaidan, Karatau oder Schugnou.

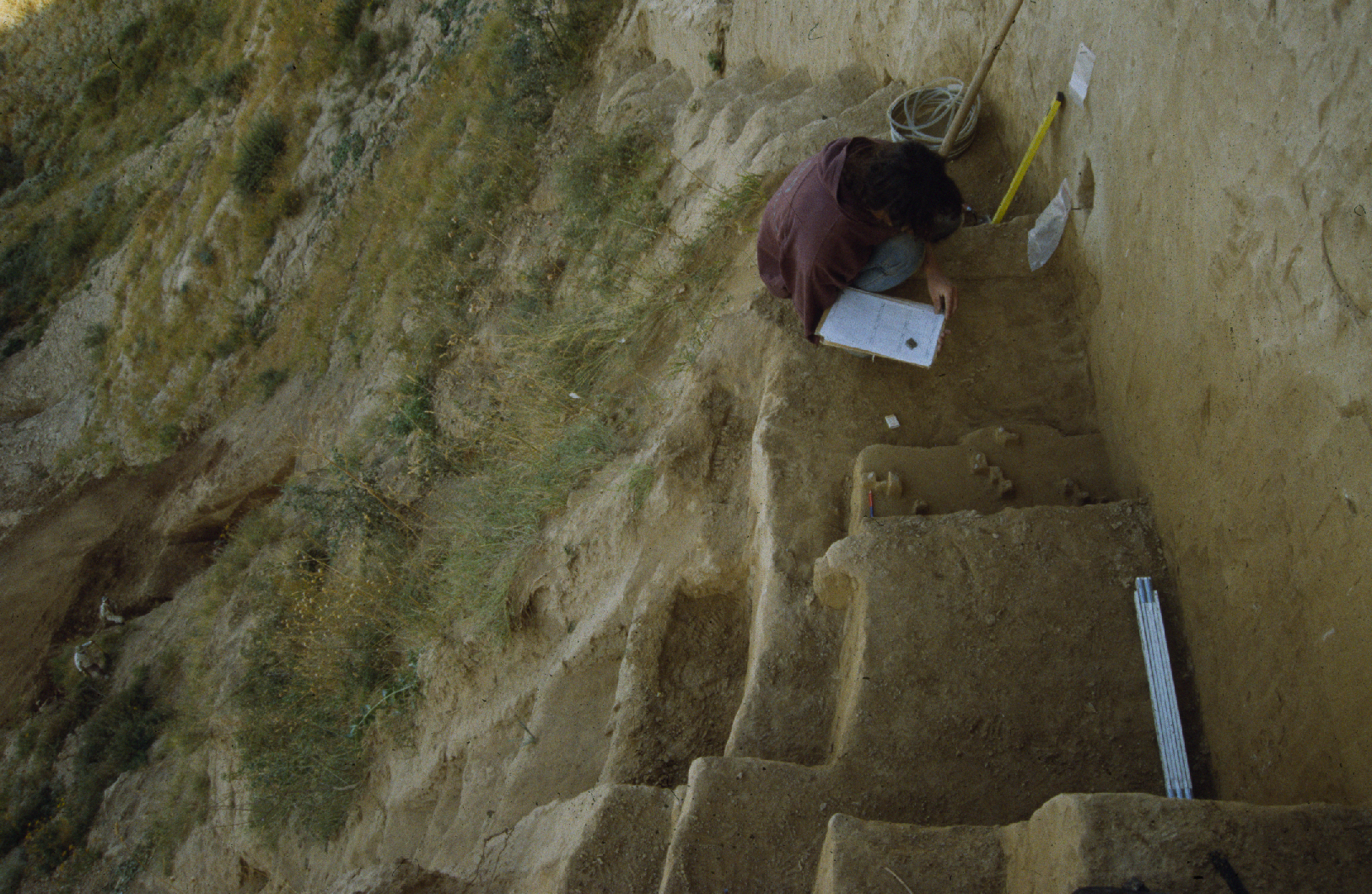
Grabungs- und Dokumentationsarbeiten in den steilen Lösshängen, hier am LI 2a von Chonako

Neben den archäologischen Untersuchungen und geologischen Aufnahmen standen des Weiteren einzelne Detailfragen im Zentrum. Pjoter M. Sosin und Nicholas John Shackleton widmeten sich unter anderem bodenkundlichen Problemen. Während einer Expedition im Jahr 1992 in internationaler Kooperation war auch erstmals der deutsche Archäologe Joachim Schäfer beteiligt. Zentrale Fragen stellten sich hierbei neben der Datierung der einzelnen Bodenkomplexe auch zur generellen stratigraphischen Abfolge der Löss-Paläoboden-Sequenzen im südlichen Tadschikistan. Bereits im Rahmen der INQUA-Exkursion an die Lössaufschlüsse am Obi-Mazar im Jahr 1977 hatte Dodonov eine Abfolge erarbeitet. Ihr folgte eine weitere durch Lazarenko im Jahr 1984, die im Detail etwas abwich. Durch Schäfer wurden in den 1990er und 2000er Jahren regelmäßig weitere Expeditionen organisiert, die in enger Kooperation mit tadschikischen Wissenschaftlern stattfanden. So nahmen unter anderem Ranov und Sosin mehrfach teil. Dabei erfolgten nicht nur weitere archäologische Untersuchungen in den verschiedenen Pedokomplexen, etwa am vierten Boden von Obi-Mazar, es wurden auch weitere Fundstellen wie im dritten, zweiten und ersten Pedokomplex von Chonako entdeckt. Außerdem erarbeitete Schäfer eine neue Dokumentation der Löss-Paläoboden-Sequenz, die mit verschiedenen regionalen und überregionalen Abfolgen sowie mit Bohrkernen aus Tiefseeuntersuchungen verglichen wurde. In Konsequenz aus dieser internationalen Zusammenarbeit ergab sich eine umfassende stratigraphische Korrelation, die in Folge der Einbindung in die globale Paläoklimaentwicklung die bisherige Auffassung zu den tadschikischen Lössprofilen korrigierte. Die mit den einzelnen Pedokomplexen verbundenen archäologischen Fundplätze erhielten dadurch auch eine präzisere Verbindung mit dem überregionalen Paläolithikum und ergaben so einen verfeinerten Einblick in die techno-typologische Kulturentwicklung des frühen Menschen Zentralasiens anhand der Steinartefakte. Neben dem bereits bekannten Artefaktkollektionen aus den warmzeitlichen Pedokomplexen führten die Untersuchung darüber hinaus zur Entdeckung von Inventaren in den mäßiger ausgeprägten Böden der Lössinterstadiale, womit auch die Nutzung der kühl- bis kaltklimatisch geprägten Landschaften der Region durch den frühen Menschen belegt werden konnte.
Seit dem Jahr 2021 erforschen skandinavische und russische Wissenschaftler in Zusammenarbeit mit tadschikischen Spezialisten gemeinsam die Aufschlüsse am Obi-Mazar im Rahmen des Projektes The timing and ecology of the human occupation of Central Asia (THOCA). Im Fokus stehen sedimentologische, paläoklimatische und archäologische Fragestellungen. Eine erste Expedition im gleichen Jahr erschloss mehrerer Grabungsflächen in Kuldara und Obi-Mazar/Lachuti. Hierzu erschien im gleichen Jahr auch eine erste Publikation.